# عقد 2010
| 2010 \| 2011 \| 2012 \| 2013 \| 2014 \| 2015 \| 2016 \| 2017 \| 2018 \| 2019 |

عقد 2010 هي فترة زمنية في التقويم الغريغوري، وبدأت يوم 1 يناير 2010 وانتهت في 31 ديسمبر 2010.

## السياسة والحروب

### الحروب الدولية
| الاسم                                                | البداية                                       | النهاية | الوصف |
| ---------------------------------------------------- | --------------------------------------------- | ------- | --- |
| القضية الفلسطينية                                    | 14 مايو 1948                                  | مستمرة  | هو الصراع المستمر منذ عام 1948 بين اليهود والفلسطينيين في إسرائيل والضفة الغربية وقطاع غزة حتى الوقت الحالي. |
| الحرب على الإرهاب - الحرب في أفغانستان - صراع العراق | 11 سبتمبر 2001 - 7 أكتوبر 2001 - 20 مارس 2003 | مستمرة  | هي عبارة عن حملة عسكرية واقتصادية وإعلامية تقودها الولايات المتحدة وبمشاركة بعض الدول المتحالفة معها وتهدف هذه الحملة حسب تصريحات رئيس الولايات المتحدة السابق جورج دبليو بوش إلى القضاء على الإرهاب والدول التي تدعم الإرهاب. بدأت هذه الحملة عقب هجمات 11 سبتمبر 2001 التي كان لتنظيم القاعدة دور فيها وأصبحت محوراً مركزياً في سياسة الرئيس الأمريكي السابق جورج و. بوش على الصعيدين الداخلي والعالمي. وغزت الولايات المتحدة أفغانستان التي تسيطر عليها طالبان وأطاحت بحكومة طالبان. بعد ثلاث سنوات وبحجة أن حكومة صدام حسين تمتلك أسلحة دمار شامل ، غزت الولايات المتحدة ومجموعة من الدول العراق وأطاحوا بحكومة صدام حسين. |
| التدخل العسكري الروسي في أوكرانيا                    | 20 فبراير 2014                                | مستمرة  | بعد أحتجاجات الميدان الأوروبي وعزل الرئيس الأوكراني فيكتور يانوكوفيتش، قام الجنود الروس بالسيطرة على مواقع استراتيجية وحيوية في شبه جزيرة القرم، بعد ذلك قامت روسيا بضم القرم تحت سيادتها، بعد الاستفتاء في القرم، حيث صوتَ سكّان القرم لصالح الأنضمام لروسيا الاتحادية، بحسب النتائج الرسمية، بعد ذلك تصاعدت مظاهرات مؤيدة لروسيا من قبل جماعات أنفصالية في دونياس، مما أدى إلى حدوث صراع مسلح بين الحكومة الأوكرانية والجماعات الانفصالية المدعومة من روسيا. في شهر اغسطس، عبرتْ المدرعات الروسية حدود دونيتسك من عدة مواقع، أُعتبرَ توغل الجيش الروسي مسؤولاً عن هزيمة القوات الأوكرانية في بداية سبتمبر                        |
| التدخل العسكري ضد تنظيم داعش                         | 13 يونيو 2014                                 | مستمرة  | في أواخر عام 2013 ، بدأت منظمة إرهابية تسمى الدولة الإسلامية في العراق والشام في تحقيق تقدم سريع وكذلك حققت مكاسب إقليمية كبيرة في العراق وسوريا. حيث استولت على الموصل في العراق في يونيو، كما جعلت الرقة في سوريا عاصمتها. وتم تشكيل تحالفات دولية مختلفة للقضاء على الدولة الإسلامية في العراق والشام. بحلول ديسمبر 2017 ، فقد داعش الكثير من مكاسبة. |

|  |  |

#### الحروب الأهلية
| الاسم                     | البداية        | النهاية       | الوصف |
| ------------------------- | -------------- | ------------- | --- |
| النزاع الكولومبي          | 27 مايو 1964   | مستمرة        | هو نزاع بدأ منذ منتصف الستينات أثناء الحرب الباردة، بين القوى اليسارية الشيوعية التي تتضمن القوات المسلحة الثورية الكولومبية وجيش التحرير الوطني الكولومبي ضد الحكومة الكولومبية المعادية للشيوعية، بعد نهاية الحرب الباردة أصبحت القوى الثورية الشيوعية تُدعم من قبل مجاميع تهريب المخدرات، حيث سهل الثوريين تهريب المخدرات في كولومبيا، وأيضاً بعد مجئ الإشتراكية في فنزويلا أصبحت تدعم الجماعات المتمردة في كولومبيا. |
| الحرب في شمال غرب باكستان | 16 مارس 2004   | مستمرة        | هو نزاع مسلح بين كل من باكستان والولايات المتحدة ضد كل من حركة طالبان باكستان وتنظيم القاعدة. وقد أسفر النزاع عن مقتل 57.000 شخص تقريبًا، وتأثر أكثر من 3 ملايين آخرين. بحلول عام 2014 ، انخفضت الإصابات من الهجمات الإرهابية بنحو 40٪. |
| حرب المكسيك على المخدرات  | 11 ديسمبر 2006 | مستمرة        | هو الصراع المسلح الدائر حالياً في المكسيك بين تكتلات الكارتيلات المتنافسة بينها على تهريب المخدرات والهيمنة على مناطق الإنتاج، من جهة، وبينها وبين القوات الحكومية من جهة أخرى. |
| الحرب في الصومال          | 31 يناير 2009  | مستمرة        | هي المرحلة التي بدأت في 2009 حتى الآن من الحرب الأهلية الصومالية. أطراف النزاع قوات الحكومة الانتقالية الفدرالية الصومالية المدعومة من الاتحاد الأفريقي ةقوات حفظ السلام. والطرف المعارض هي الفصائل الإسلامية المسلحة بمختلف اشكالها. |
| تمرد بوكو حرام            | 26 يوليو 2009  | مستمرة        | بدأت بوكو حرام تمردًا مسلحًا ضد الحكومة النيجيرية في عام 2009. في عام 2015 دخل تنظيم بوكو حرام في تحالف مع تنظيم داعش. |
| الصراع في شمال مالي       | 16 يناير 2012  | مستمرة        | في يناير 2012، بدأت عدة مجموعات متمردة حملة ضد الحكومة المالية لنيل استقلال أو إعطاء حكم ذاتي لشمال مالي، وهي منطقة تعرف بأزواد. سيطرت الحركة الوطنية لتحرير أزواد وهي منظمة تقاتل من أجل تكوين دولة أزواد المستقلة التي هي الموطن الأصلي للطوارق على المنطقة في أبريل 2012. |
| الحرب الأهلية العراقية    | 1 يناير 2014   | 9 ديسمبر 2017 | هي نزاع مسلح بدأ في العراق في عام 2014 على شكل حركة تمرد، ثم تصاعدت وتيرة الأحداث لتتحول بنهاية المطاف إلى حرب عسكرية طويلة، مع غزو الفلوجة والموصل ومناطق رئيسية في شمال العراق من قبل تنظيم الدولة الإسلامية (داعش) وإعلان أبو بكر البغدادي قيام خلافة إسلامية جديدة. |
| الحرب الأهلية اليمنية     | 19 مارس 2015   | مستمرة        | هي حرب أهلية تدور بين جماعة الحوثيين والقوات الموالية للرئيس السابق علي عبد الله صالح المدعومين من إيران من طرف، والقوات الحكومية الموالية للرئيس عبد ربه منصور هادي المدعومين من قبل التحالف بقيادة السعودية. |

#### الربيع العربي
| الاسم                 | البداية        | النهاية        | الوصف |
| --------------------- | -------------- | -------------- | --- |
| الحرب الأهلية الليبية | 15 فبراير 2011 | 13 أكتوبر 2011 | بعد وصول تأثير الربيع العربي إلى ليبيا، بدأ الليبيون في الاحتجاج على النظام الليبي الذي يقوده معمر القذافي والذي دام 42 عامًا. رفض القذافي التنحي وأمر الجيش بقمع الاحتجاجات بوحشية. ونتيجة لذلك، انشق العديد من وحدات الجيش وانضموا إلى المعارضة وسرعان ما تحولت الاحتجاجات إلى تمرد مسلح. وبمساعدة دولية، استولى الثوار على طرابلس، حتى مدينة سرت، مسقط رأس القذافي والذي قُتل فيها في 20 أكتوبر 2011. الحرب أسفرت عن وفاة ما لا يقل عن خمسين ألف شخص. |
| الحرب الأهلية السورية | 15 مارس 2011   | مستمرة         | هي صراع مسلح مستمر منذ سنة 2011 متعدد الجوانب في سوريا يخاض بالدرجة الأولى بين حكومة حزب البعث بقيادة الرئيس السوري بشار الأسد وحلفاءه ومختلف القوى الداخلية والإقليمية والدولية المعارضة للحكومة السورية. |

|  |  |

### انقلابات
| الحدث                      | التاريخ        | الدولة      | مصدر   |
| -------------------------- | -------------- | ----------- | ------ |
| الانقلاب في النيجر         | 18 فبراير 2010 | النيجر      | [ 32 ] |
| الانقلاب في مالي           | 21 مارس 2012   | مالي        | [ 33 ] |
| الانقلاب في غينيا بيساو    | 12 أبريل 2012  | غينيا بيساو | [ 34 ] |
| الانقلاب في مصر            | 3 يوليو 2013   | مصر         | [ 35 ] |
| الانقلاب في تايلاند        | 22 مايو 2014   | تايلاند     | [ 36 ] |
| الانقلاب في اليمن          | 21 سبتمبر 2014 | اليمن       | [ 37 ] |
| الانقلاب في تركيا          | 15 يوليو 2016  | تركيا       | [ 38 ] |
| الانقلاب في زيمبابوي       | 14 نوفمبر 2017 | زيمبابوي    | [ 39 ] |
| محاولة الانقلاب في الغابون | 7 يناير 2019   | الغابون     | [ 40 ] |
| الانقلاب في السودان        | 11 أبريل 2019  | السودان     | [ 41 ] |

### هجمات إرهابية
| الحدث                                        | التاريخ           | الدولة           | الوفيات | الإصابات | مصدر   |
| -------------------------------------------- | ----------------- | ---------------- | ------- | -------- | ------ |
| تفجيرات بونه 2010                            | 13 فبراير 2010    | الهند            | 17      | 54       | [ 42 ] |
| تفجيرات مترو الأنفاق في موسكو                | 29 مارس 2010      | روسيا            | 40      | 102      | [ 43 ] |
| مجزرة مسجد الأحمدية 2010                     | 28 مايو 2010      | باكستان          | 87      | 120+     | [ 44 ] |
| تفجيرات مطار دوموديدوفو الدولي               | 24 يناير 2011     | روسيا            | 37      | 173      | [ 45 ] |
| تفجيرات مومباي 2011                          | 13 يوليو 2011     | الهند            | 26      | 130+     | [ 46 ] |
| هجوما النرويج 2011                           | 22 يوليو 2011     | النرويج          | 77      | 319+     | [ 47 ] |
| هجوم كازينو مونتيري 2011                     | 25 أغسطس 2011     | المكسيك          | 52      | 10       | [ 48 ] |
| تفجيرا ماراثون بوسطن                         | 15 أبريل 2013     | الولايات المتحدة | 5       | 264      | [ 49 ] |
| أزمة مدينة زامبوانجا                         | 9 سبتمبر 2013     | الفلبين          | 220     | 70       | [ 50 ] |
| حادثة القتل الجماعي في المركز التجاري وستغيت | 21 سبتمبر 2013    | كينيا            | 67      | 175      | [ 51 ] |
| تفجيرا فولغوغراد                             | 29–30 ديسمبر 2013 | روسيا            | 32      | 85       | [ 52 ] |
| أزمة الرهائن في سيدني 2014                   | 15 ديسمبر 2014    | أستراليا         | 3       | 18       | [ 53 ] |
| هجوم مدرسة بيشاور 2014                       | 16 ديسمبر 2014    | باكستان          | 148     | 114      | [ 54 ] |
| الهجوم على صحيفة شارلي إبدو                  | 7 يناير 2015      | فرنسا            | 17      | 22       | [ 55 ] |
| مجزرة باجا 2015                              | 3–7 يناير 2015    | نيجيريا          | 150+    |          | [ 56 ] |
| نزاع ماماسابانو                              | 25 يناير 2015     | الفلبين          | 67      | 17+      | [ 57 ] |
| هجوم متحف باردو 2015                         | 18 مارس 2015      | تونس             | 24      | 50+      | [ 58 ] |
| تفجيرات مسجدي بدر والحشوش بصنعاء             | 20 مارس 2015      | اليمن            | 142     | 351      | [ 59 ] |
| هجوم جامعة غاريسا                            | 2 أبريل 2015      | كينيا            | 152     | 79       | [ 60 ] |
| هجوم رمضان 2015                              | 26 يونيو 2015     | في دول عدة       | 403     | 336+     | [ 61 ] |
| تفجير بانكوك 2015                            | 17 أغسطس 2015     | تايلاند          | 20      | 125      | [ 62 ] |
| تفجيرا بيروت 2015                            | 12 نوفمبر 2015    | لبنان            | 43      | 240      | [ 63 ] |
| تفجيرا أنقرة 2015                            | 10 أكتوبر 2015    | تركيا            | 109     | 400+     | [ 64 ] |
| هجمات باريس 2015                             | 13 نوفمبر 2015    | فرنسا            | 130     | 368      | [ 65 ] |
| هجوم فندق باماكو 2015                        | 20 نوفمبر 2015    | مالي             | 20      | 9        | [ 66 ] |
| هجوم سان برناردينو 2015                      | 2 ديسمبر 2015     | الولايات المتحدة | 14      | 22       | [ 67 ] |
| هجمات جاكرتا 2016                            | 14 يناير 2016     | إندونيسيا        | 8       | 24       | [ 68 ] |
| تفجيرات بروكسل 2016                          | 22 مارس 2016      | بلجيكا           | 35      | 300+     | [ 69 ] |
| تفجير لاهور 2016                             | 27 مارس 2016      | باكستان          | 69      | 300+     | [ 70 ] |
| معركة تيبو- تيبو                             | 9 أبريل 2016      | الفلبين          | 18+     | 70       | [ 71 ] |
| الهجوم على نادي ليلي في أورلاندو             | 12 يونيو 2016     | الولايات المتحدة | 49      | 53       | [ 72 ] |
| هجوم مطار أتاتورك 2016                       | 28 يونيو 2016     | تركيا            | 45      | 236      | [ 73 ] |
| حادث احتجاز الرهائن في بنغلادش               | 1 يوليو 2016      | بنغلاديش         | 20      |          | [ 74 ] |
| تفجيرات الكرادة 2016                         | 3 يوليو 2016      | العراق           | 281     | 200      | [ 75 ] |
| هجوم نيس 2016                                | 14 يوليو 2016     | فرنسا            | 87      | 434      | [ 76 ] |
| تفجير غازي عنتاب                             | 20 أغسطس 2016     | تركيا            | 54      | 66       | [ 77 ] |
| تفجير مدينة دافاو 2016                       | 2 سبتمبر 2016     | الفلبين          | 15      | 70       | [ 78 ] |
| هجوم برلين 2016                              | 19 ديسمبر 2016    | ألمانيا          | 12      | 56       | [ 79 ] |
| الهجوم على ملهى ليلي في إسطنبول 2017         | 1 يناير 2017      | تركيا            | 39      | 70       | [ 80 ] |
| هجوم وستمنستر 2017                           | 22 مارس 2017      | المملكة المتحدة  | 6       | 49       | [ 81 ] |
| تفجير حي الراشدين 2017                       | 15 أبريل 2017     | سوريا            | 126+    | 60+      |        |
| هجوم معسكر شاهين                             | 21 أبريل 2017     | أفغانستان        | 140+    | 160+     | [ 82 ] |
| هجوم مانشستر أرينا 2017                      | 22 مايو 2017      | المملكة المتحدة  | 22      | 59       | [ 83 ] |
| هجمات لندن يونيو 2017                        | 3 يونيو 2017      | المملكة المتحدة  | 11      | 48       | [ 84 ] |
| هجوم برشلونة 2017                            | 17–18 أوغسطس 2017 | إسبانيا          | 16      | 152      | [ 85 ] |
| تفجير مقديشو                                 | 14 أكتوبر 2017    | الصومال          | 512     | 316      | [ 86 ] |
| هجوم مانهاتن                                 | 31 أكتوبر 2017    | الولايات المتحدة | 8       | 12       | [ 87 ] |
| هجوم بئر العبد                               | 24 نوفمبر 2017    | مصر              | 311     | 122      | [ 88 ] |
| تفجيرات سورابايا                             | 13 مايو 2018      | إندونيسيا        | 14      | 57       | [ 89 ] |
| تفجيرات باكستان يوليو 2018                   | 13يوليو 2018      | باكستان          | 154     | 223      | [ 90 ] |
| الهجوم المسلح في الأهواز                     | 22 سبتمبر 2018    | إيران            | 30      | 70       | [ 91 ] |
| هجوم كشمير 2019                              | 14 فبراير 2019    | الهند            | 46      | 35       | [ 92 ] |
| هجوما كرايستشيرش 2019                        | 15 مارس 2019      | نيوزيلندا        | 50      | 50       | [ 93 ] |
| هجمات سريلانكا                               | 21 أبريل 2019     | 🇱🇰               | 253     | 400      |        |

### أحداث سياسية بارزة

#### الشرق الأوسط
| الحدث                                            | التاريخ        | الدولة   | الوصف | مصدر            |
| ------------------------------------------------ | -------------- | -------- | --- | --------------- |
| وفاة الملك عبد الله                              | 23 يناير 2015  | السعودية | وفاة الملك عبد الله بن عبد العزيز آل سعود، وقد خلفه في حكم السعودية أخاه ولي العهد سلمان بن عبد العزيز آل سعود. | [ 94 ]          |
| الهجوم على البعثات الدبلوماسية السعودية في إيران | 3 يناير 2016   | السعودية | هو هجوم على البعثات الدبلوماسية السعودية حدث في العاصمة الإيرانية طهران ومدينة مشهد، بعد تنفيذ حكم الإعدام بحق 47 شخصاً على علاقة بالإرهاب والذي من ضمنهم رجل الدين الشيعي السعودي نمر النمر.                                                                | [ 95 ]          |
| الاحتجاجات البحرينية                             | 13 فبراير 2010 | البحرين  | هي سلسلة من الاحتجاجات التي حدثت في دولة البحرين، وأعلن حمد بن عيسى آل خليفة، ملك البحرين، حالة الطوارئ لمدة ثلاثة أشهر، وفي نفس الوقت تدخلت قوات درع الجزيرة بقيادة السعودية لقمع الاحتجاجات.                                                              | [ 96 ]          |
| الأزمة الدبلوماسية مع قطر                        | 5 يونيو 2017   | قطر      | قطعت سبع دول عربية هي البحرين، ومصر وليبيا وموريتانيا والسعودية واليمن والإمارات العربية المتحدة العلاقات الدبلوماسية مع قطر، متهمة إياها بزعزعة استقرار المنطقة ودعم الإرهاب.                                                                              | [ 97 ]          |
| الاحتجاجات العراقية                              | 31 يوليو 2015  | العراق   | إنطلقت الإحتجاجات العراقية في ساحة التحرير في بغداد للمطالبة بتحسين الخدمات، بالإضافة للمطالبة بتخفيض رواتب المسؤولين والوزراء والنواب والدرجات الخاصة، وبسبب الفساد المالي والإداري، والتضخم والبطالة. وأعلنت الجكومة العراقية حالة الطوارئ.               | [ 98 ]          |
| الأزمة الدبلوماسية مع ألمانيا 2017–18            | 18 نوفمبر 2017 | السعودية | قامت السعودية بسحب سفيرها من ألمانيا بعد إتهامات شديد اللهجة للسعودية من قبل وزير الخارجية الألماني زيغمار غابرييل، حيث إتهم السعودية باحتجاز رئيس الوزراء اللبناني سعد الدين الحريري بعد استقالته في 4 نوفمبر 2017، وزعزعة استقرار دول منطقة الشرق الأوسط. | [ 99 ]          |
| الخلاف السعودي اللبناني 2017                     | 4 نوفمبر 2017  | لبنان    | بدأ بعد استقالة رئيس الوزراء اللبناني سعد الدين الحريري في كلمة متلفزة أثناء زيارته للعاصمة السعودية الرياض استقالته بشكل مفاجئ لما وصفه احتجاجاً على سياسة إيران في لبنان والوطن العربي.                                                                    | [ 100 ] [ 101 ] |
| قمة الرياض 2017                                  | 20 مايو 2017   | السعودية | هي سلسلة من ثلاثة مؤتمرات عُقدت بمناسبة زيارة الرئيس الأمريكي دونالد ترامب إلى المملكة العربية السعودية، في أول رحلة خارجية له منذ توليه منصبه. | [ 102 ] [ 103 ] |
| الأزمة الدبلوماسية الفلبينية الكويتية            | 6 فبراير 2018  | الكويت   | أسباب الأزمة الدبلوماسية مخاوف الفلبين بشأن وضع العمال المهاجرين الفلبينيين في الكويت، وأيضا العثور على جثة العاملة الفلبينية جوانا ديمافيليس في ثلاجة. | [ 104 ]         |
| استيلاء الحوثيين على السلطة                      | 18 أغسطس 2014  | اليمن    | بعد أن استولت القوات الحوثية على القصر الرئاسي، قدم الرئيس اليمني عبد ربه منصور هادي استقالته بعد أشهر من الاضطرابات. | [ 105 ]         |
| تعيين محمد بن سلمان ولي للعهد                    | 21 يونيو 2017  | السعودية | أصدر الملك سلمان بن عبد العزيز أمرًا ملكيّا - بعد إعفاء الأمير محمد بن نايف من منصبه – يقضي باختيار محمد بن سلمان وليًا للعهد وتعيينه نائبًا لرئيس مجلس الوزراء مع استمراره وزيرًا للدفاع.                                                                       | [ 106 ]         |
| خطة العمل الشاملة المشتركة                       | 30 أبريل 2018  | إسرائيل  | إتهم رئيس الوزراء الإسرائيلي بنيامين نتنياهو إيران بتطوير برنامج "سري" للحصول على سلاح نووي. كما قدم أكثر من 100.000 وثيقة توضح تفاصيل البرنامج النووي الإيراني السري.                                                                                      | [ 107 ]         |
| الانتخابات التشريعية الإسرائيلية 2019            | 9 أبريل 2019   | إسرائيل  | رئيس الوزراء بنيامين نتانياهو يفوز في الانتخابات العامة ويبقى في السلطة لفترة خامسة. | [ 108 ]         |
| اتفاق انسحاب القوات الأمريكية من العراق          | 18 ديسمبر 2011 | العراق   | الرئيس الأمريكي باراك أوباما يعلن أن الحرب في العراق قد انتهت، كما أعلن عن اتفاق عُقد بين القوات العراقية والأمريكية لجدولة انسحاب القوات الأمريكية من العراق وإخراج العراق من البند السابع.                                                                 | [ 109 ] [ 110 ] |

|  |  |  |  |  |

#### أفريقيا
| الحدث                                             | التاريخ        | الدولة       | الوصف | مصدر    |
| ------------------------------------------------- | -------------- | ------------ | --- | ------- |
| الثورة التونسية                                   | 17 ديسمبر 2010 | تونس         | هي ثورة شعبية اندلعت تضامنًا مع الشاب محمد البوعزيزي الذي قام بإضرام النار في جسده في نفس اليوم تعبيرًا عن غضبه. أدت إلى الإطاحة بالرئيس زين العابدين بن علي وهروبه من البلاد.                  | [ 111 ] |
| ثورة 25 يناير                                     | 25 يناير 2011  | مصر          | هي مجموعة من المظاهرات الشعبية ذات الطابع الاجتماعي والسياسي. أدت إلى الإطاحة بالرئيس حسني مبارك                                                                                              | [ 112 ] |
| استفتاء جنوب السودان                              | 9 يناير 2011   | جنوب السودان | هو استفتاء حول ما إذا كان سكان جنوب السودان يرغبون بالبقاء بدولة واحدة مع السودان أو الانفصال بدولة مستقلة، وكانت نتيجة الاستفتاء موافقة أغلبية المصوتين على الانفصال عن السودان.             | [ 113 ] |
| وفاة نيلسون مانديلا                               | 5 ديسمبر 2013  | جنوب إفريقيا | سياسي مناهض لنظام الفصل العنصري في جنوب أفريقيا وثوري شغل منصب رئيس جنوب أفريقيا من 1994 إلى 1999.                                                                                            | [ 114 ] |
| المحاكمات العسكرية للمدنيين في مصر بعد ثورة يناير | 29 نوفمبر 2014 | مصر          | تبرئة الرئيس المصري السابق حسني مبارك من تهم قتل المتظاهرين إبان الاحتجاجات المصرية عام 2011، كما تمت تبرئته من تهم الفساد.                                                                   | [ 115 ] |
| الصراع في شمال مالي                               | 16 يناير 2012  | مالي         | بدأت عدة مجموعات متمردة حملة ضد الحكومة المالية لنيل استقلال أو إعطاء حكم ذاتي لشمال مالي، وهي منطقة تعرف بأزواد.                                                                             | [ 116 ] |
| الاحتجاجات السودانية                              | 19 ديسمبر 2018 | السودان      | هي سلسلة من الاحتجاجات التي اندلعت في بعض المدن السودانيّة بسببِ ارتفاع الأسعار وغلاء المعيشة وتدهور حال البلد على كلّ المستويات. أدت إلى عزل الرئيس عمر البشير من قبل القوات المسلحة السودانية. | [ 117 ] |
| الاحتجاجات الجزائرية 2019                         | 22 فبراير 2019 | الجزائر      | هي احتجاجات شعبية عرفت بالحراك، اندلعت في عديد المدن الجزائريّة للمطالبة بعدم ترشح الرئيس عبد العزيز بوتفليقة لفترة رئاسية خامسة، انتهت بتقديم عبد العزيز بوتفليقة استقالته.                   | [ 118 ] |

|  |  |  |  |

#### الأمريكتين
| الحدث                                   | التاريخ        | الدولة           | الوصف | مصدر                    |
| --------------------------------------- | -------------- | ---------------- | --- | ----------------------- |
| وفاة فيدل كاسترو                        | 25 نوفمبر 2016 | كوبا             | ثوري وشيوعي وسياسي شغل منصب رئيس كوبا منذ العام 1959 بعد إطاحته بحكومة فولغينسيو باتيستا بثورة عسكرية ليصبح رئيس الوزراء حتى عام 2008. | [ 119 ]                 |
| الأزمة الرئاسية الفنزويلية 2019         | 10 يناير 2019  | فنزويلا          | أُعلن الرئيس الحالي نيكولاس مادورو رئيساً في انتخابات عام 2018؛ غير أن نتائج تلك الانتخابات كانت محل خلاف على نطاق واسع. بلغ الخلاف ذروته في مطلع عام 2019 عندما صرحت الجمعية الوطنية لفنزويلا أن نتائج الانتخابات غير صالحة، ونصّب رئيس الجمعية الوطنية خوان غوايدو نفسه رئيسًا للدولة.                                                                            | [ 120 ]                 |
| انتخابات الرئاسة البرازيلية 2010        | 22 يونيو 2012  | البرازيل         | هي الانتخابات الرئاسية التي جرت في البرازيل، لانتخاب رئيس البرازيل، وفاز بالانتخابات ديلما روسيف. | [ 121 ] [ 122 ] [ 123 ] |
| وفاة جورج بوش الأب                      | 30 نوفمبر 2018 | الولايات المتحدة | الرئيس الحادي والأربعين للولايات المتحدة من عام 1989 إلى 1993، ونائب رئيس الولايات المتحدة الثالث والأربعين من عام 1981 إلى 1989. | [ 124 ]                 |
| العقوبات الغربية على روسيا              | 28 أبريل 2014  | الولايات المتحدة | فُرضت عقب الثورة الأوكرانية عام 2014 م، حيث اتهمت روسيا بدعم الانفصاليين في شرق أوكرانيا ونشر جنود لها في داخل البلاد، وتلا ذلك فرض عقوبات اقتصادية - من قبل الولايات المتحدة والاتحاد الأوروبي - أثرت سلبا على على الاقتصاد الروسي من حيث الاستثمار وهبوط العملة.                                                                                               | [ 125 ]                 |
| وفاة هوغو تشافيز                        | 5 مارس 2013    | فنزويلا          | رئيس فنزويلا الحادي والستين | [ 126 ]                 |
| انتخاب ميغيل دياز كانيل                 | 19 أبريل 2018  | كوبا             | تم انتخاب ميغيل دياز كانيل من قبل البرلمان الكوبي ليصبح رئيسًا لكوبًا. وبوصوله لسدة الحكم تُنهي كوبا 60 عاما من حكم عائلة كاسترو. | [ 127 ]                 |
| احتجاجات البرازيل                       | 2013           | البرازيل         | هي احتجاجات شعبية إندلعت في عدة مدن برازيلية، تحتج على أسعار تذاكر المواصلات العامة المرتفعة، تزايدت هذه المظاهرات وأصبحت تغطي قضايا مختلفة مثل الفساد وغيره. أصبحت هذه المظاهرات الأكبر في البرازيل منذ احتجاجات عام 1992 ضد الرئيس السابق فيرناندو كولور ميلو.                                                                                                | [ 128 ]                 |
| احتلوا وول ستريت                        | 17 سبتمبر 2011 | الولايات المتحدة | هي حركة احتجاجات معارضة للامساواة الاقتصادية، ودعت إلى احتلال وول ستريت في مدينة نيويورك بالولايات المتحدة الأمريكية | [ 129 ]                 |
| انتخابات الرئاسة الأمريكية 2012         | 6 نوفمبر 2012  | الولايات المتحدة | فوز باراك أوباما في الانتخابات للمرة الثانية، متغلبًا على المرشح الجمهوري ميت رومني. | [ 130 ]                 |
| عزل ديلما روسيف                         | 17 سبتمبر 2011 | البرازيل         | عزل مجلس الشيوخ البرازيلي الرئيسة اليسارية ديلما روسيف من منصبها، بتهمة التلاعب بالحسابات العامة لإخفاء حجم العجز الفعلي، تسلم السلطة مكانها نائب الرئيس السابق ميشال تامر. | [ 131 ]                 |
| انتخابات الرئاسة الأمريكية 2016         | 8 نوفمبر 2016  | الولايات المتحدة | فوز المرشح الجمهوري دونالد ترامب في الانتخابات ليصبح الرئيس الخامس والأربعون للولايات المتحدة الأمريكية، متغلبًا على وزيرة الخارجية الأمريكية السابقة والمرشحة الديمقراطية هيلاري كلينتون. أصبح أول رئيس دون خبرة دبلوماسية أو عسكرية. | [ 132 ]                 |
| الأزمة الدستورية الفنزويلية             | 23 مارس 2017   | فنزويلا          | هي أزمة بدأت بعدما أعطت محكمة العدل العليا بسحب الصلاحيات التشريعية من الجمعية الوطنية الفنزويلية، وتسليمها للرئيس نيكولاس مادورو، مما مكنه من تقييد المعارضة في البلاد. الشئ ألذي تم إعتباره إنقلاباً على الدستور من قبل منظمة الدول الأمريكية. خرجت بعد هذه الإجراءات ألاف المتظاهرين ضد الحكومة صحبها موجة اعتقالات ضدهم وصفت بالأكبر منذ موجة إعتقالات 2014. | [ 133 ]                 |
| إعتقال لويس دا سيلفا                    | 7 أبريل 2018   | البرازيل         | ألقي القبض على لويس إيناسيو لولا دا سيلفا في 7 أبريل 2018، بتهمة الفساد وغسيل الأموال، وتم نقله إلى مبنى الشرطة الفيدرالية البرازيلية في كوريتيبا. | [ 134 ] [ 135 ]         |
| المجمع المغلق 2013                      | 7 أبريل 2018   | الأرجنتين        | تم انتخاب الكاردينال خورخي ماريو بيرجوليو الذي إتتخذ الاسم البابا فرنسيس. وهو أول بابا من العالم الجديد وأمريكا الجنوبية والأرجنتين، كما أنه أول بابا من خارج أوروبا منذ عهد البابا غريغوري الثالث. | [ 136 ] [ 137 ]         |
| ذوبان الجليد بين الولايات المتحدة وكوبا | 7 أبريل 2018   | كوبا             | أعلن الرئيس الأميركي باراك أوباما عن إعادة العلاقات الدبلوماسية المقطوعة مع كوبا منذ 54 عاما. كما زار باراك أوباما، كوبا والتقى بالرئيس راؤول كاسترو. ويعد أوباما، أول رئيس أمريكي يزور كوبا منذ الثورة الكوبية عام 1959. | [ 138 ] [ 139 ]         |

|  |  |  |  |

### أبرز قادة العالم

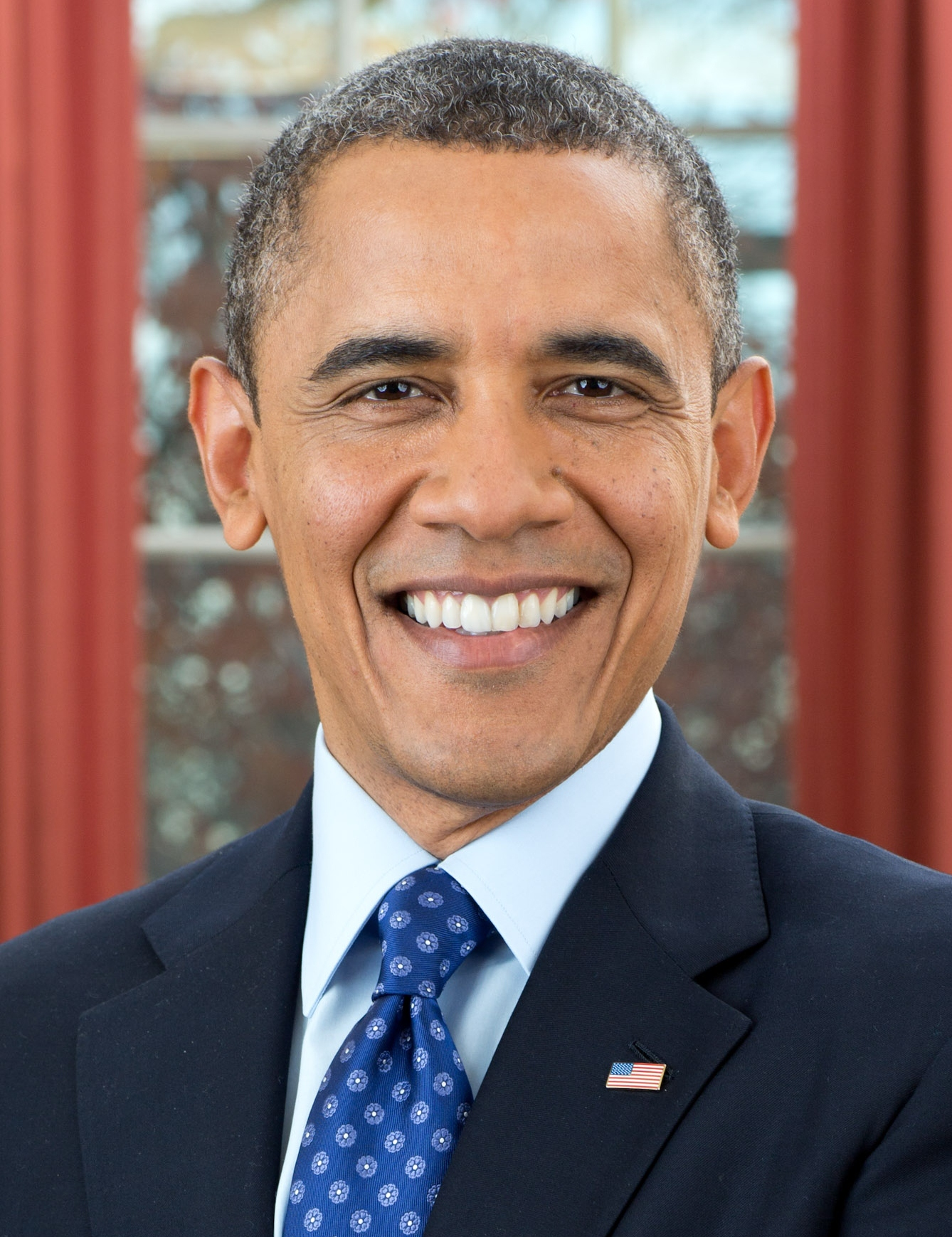
باراك أوباما
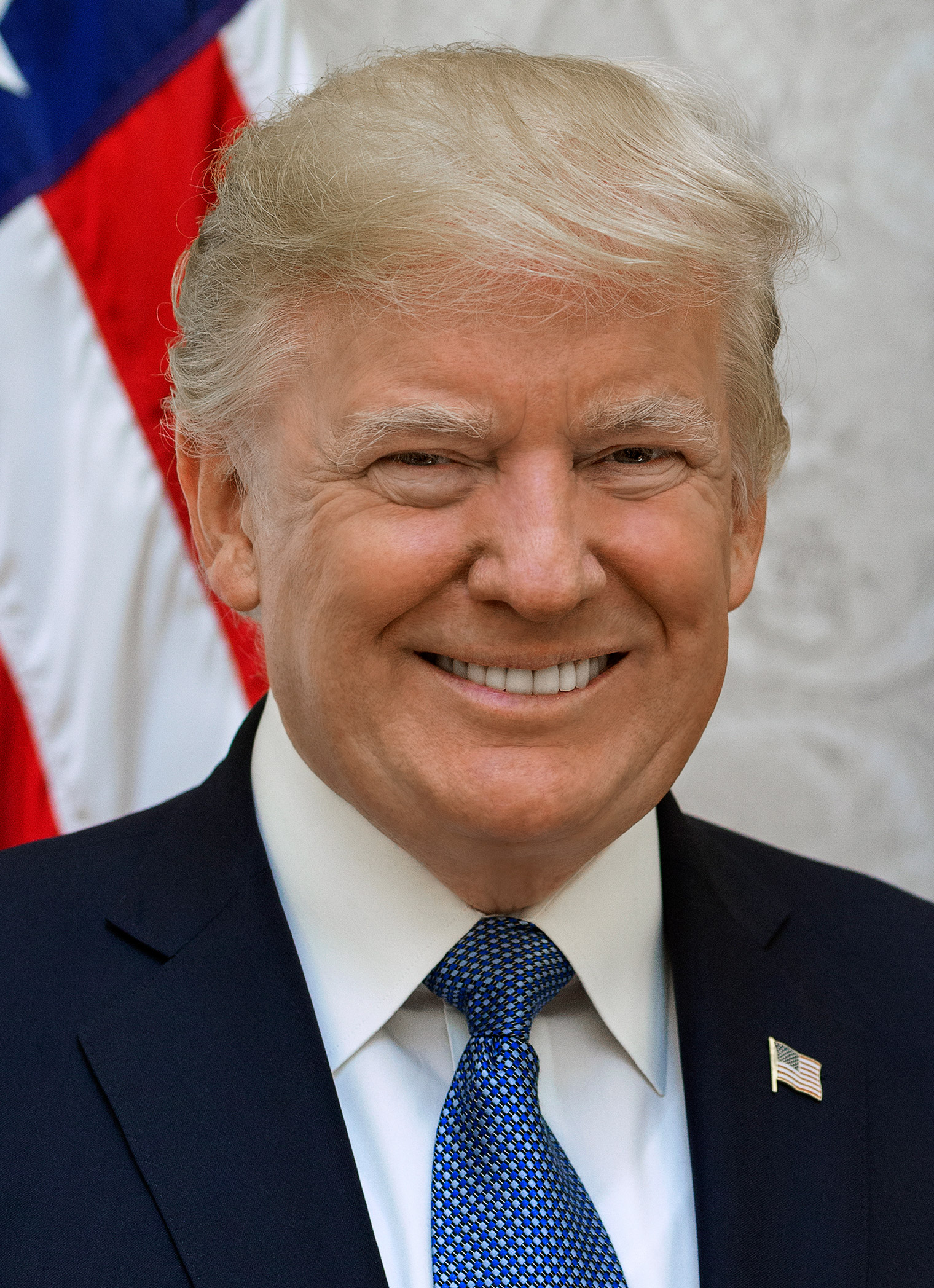
دونالد ترامب
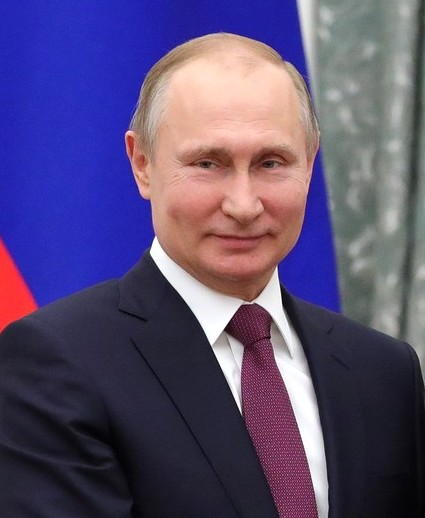
فلاديمير بوتين
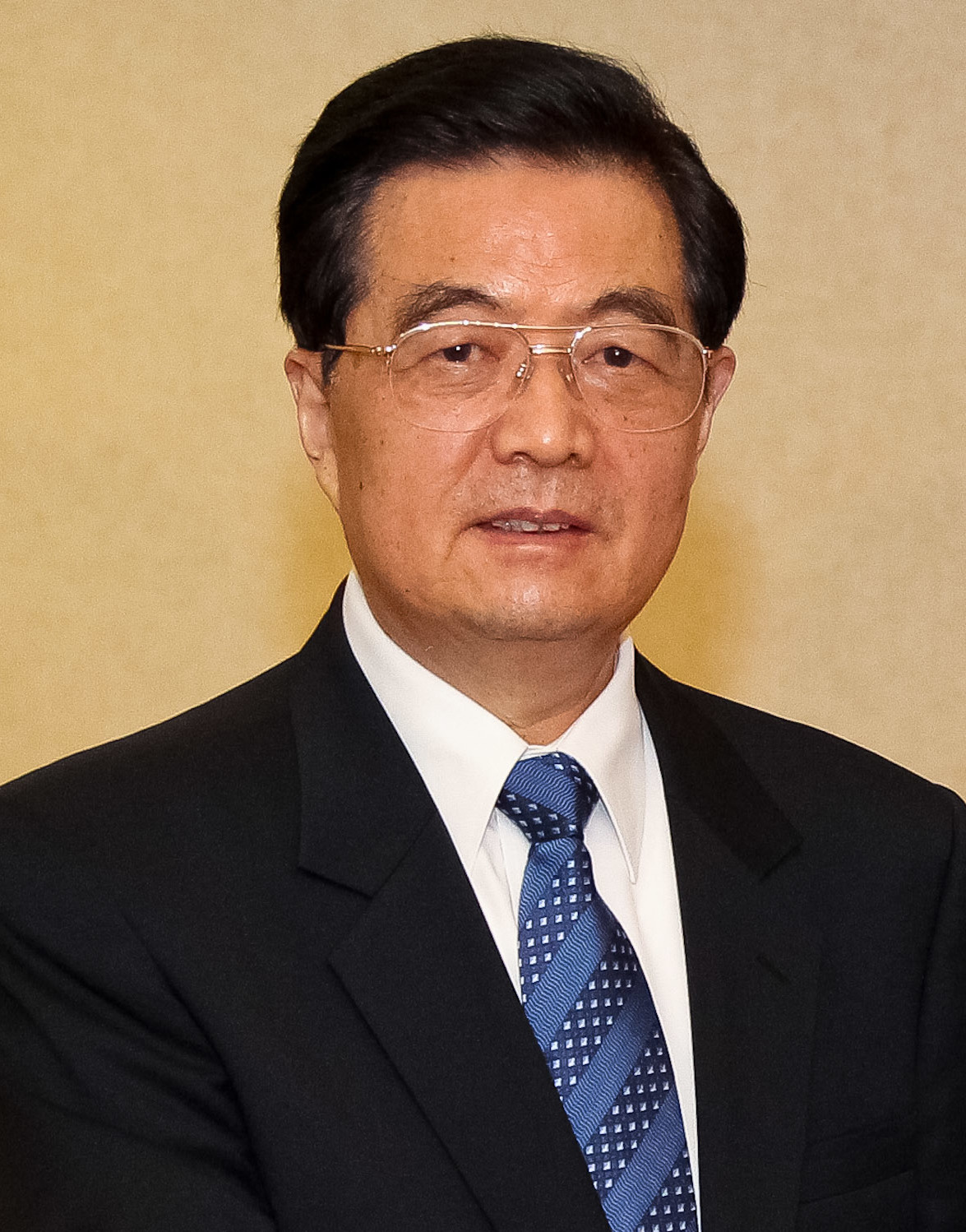
هو جينتاو
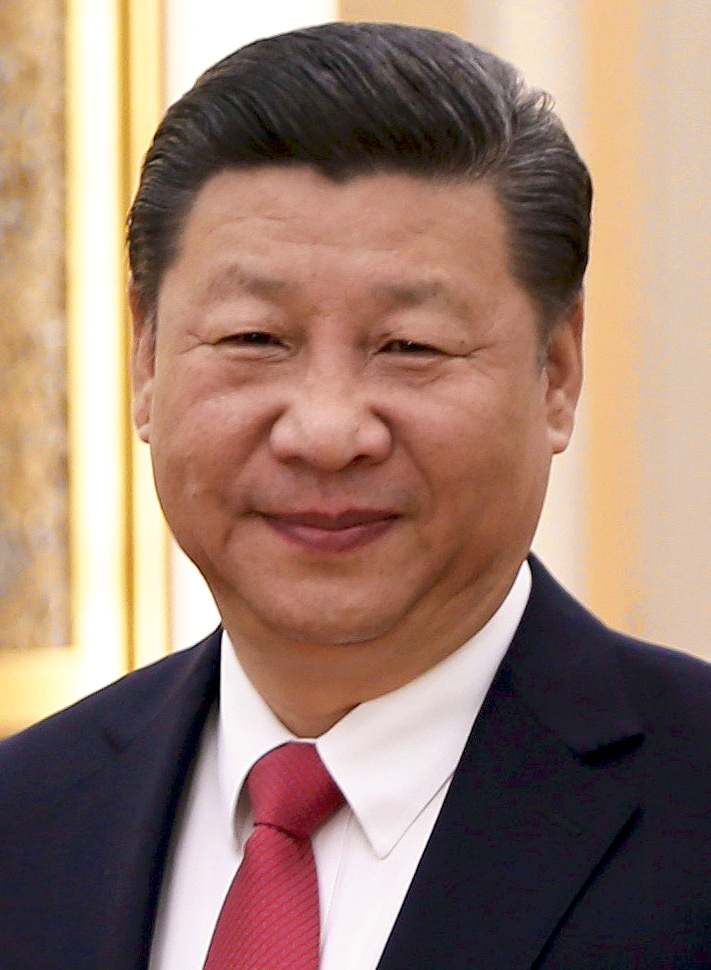
شي جين بينغ
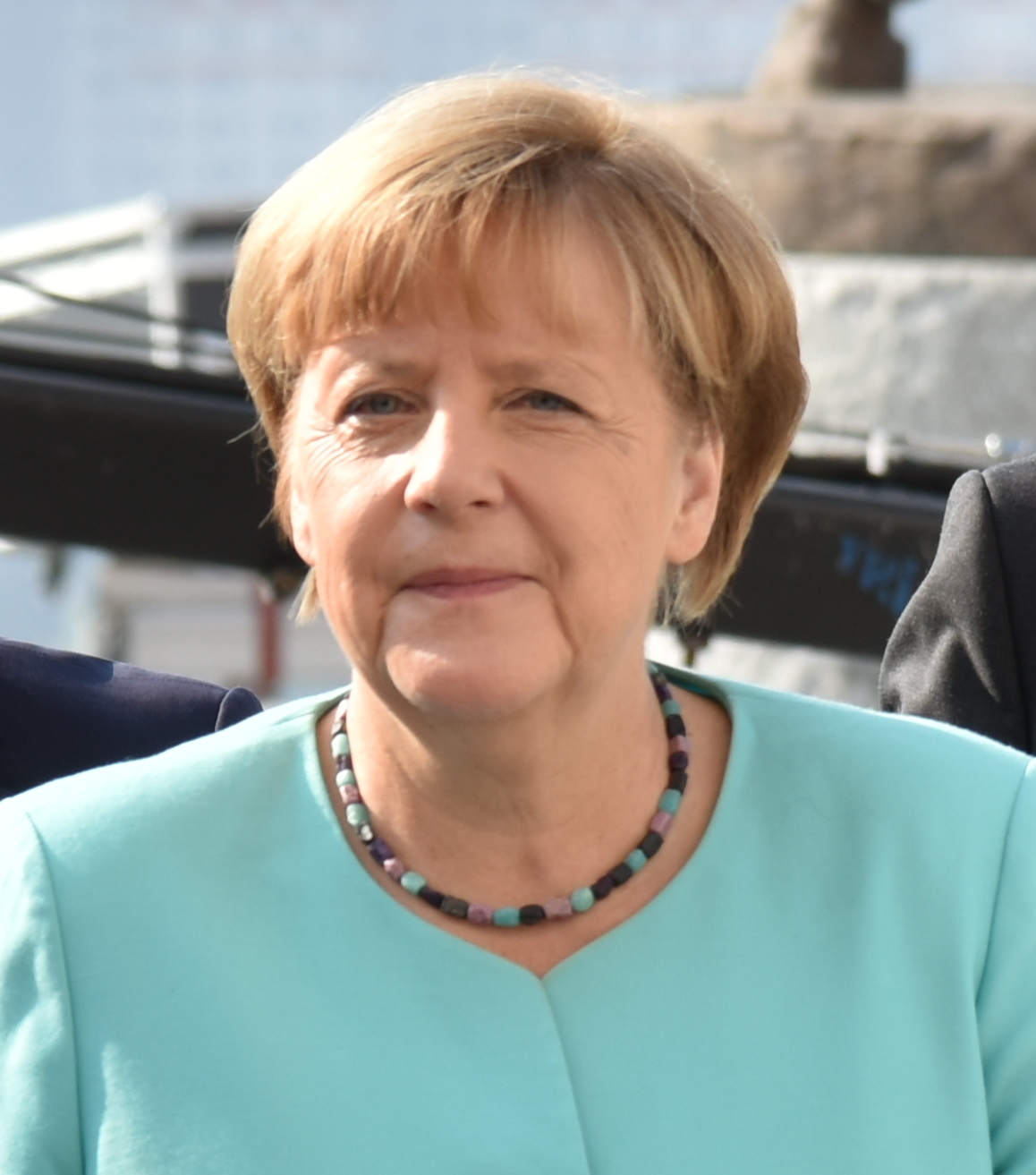
أنغيلا ميركل
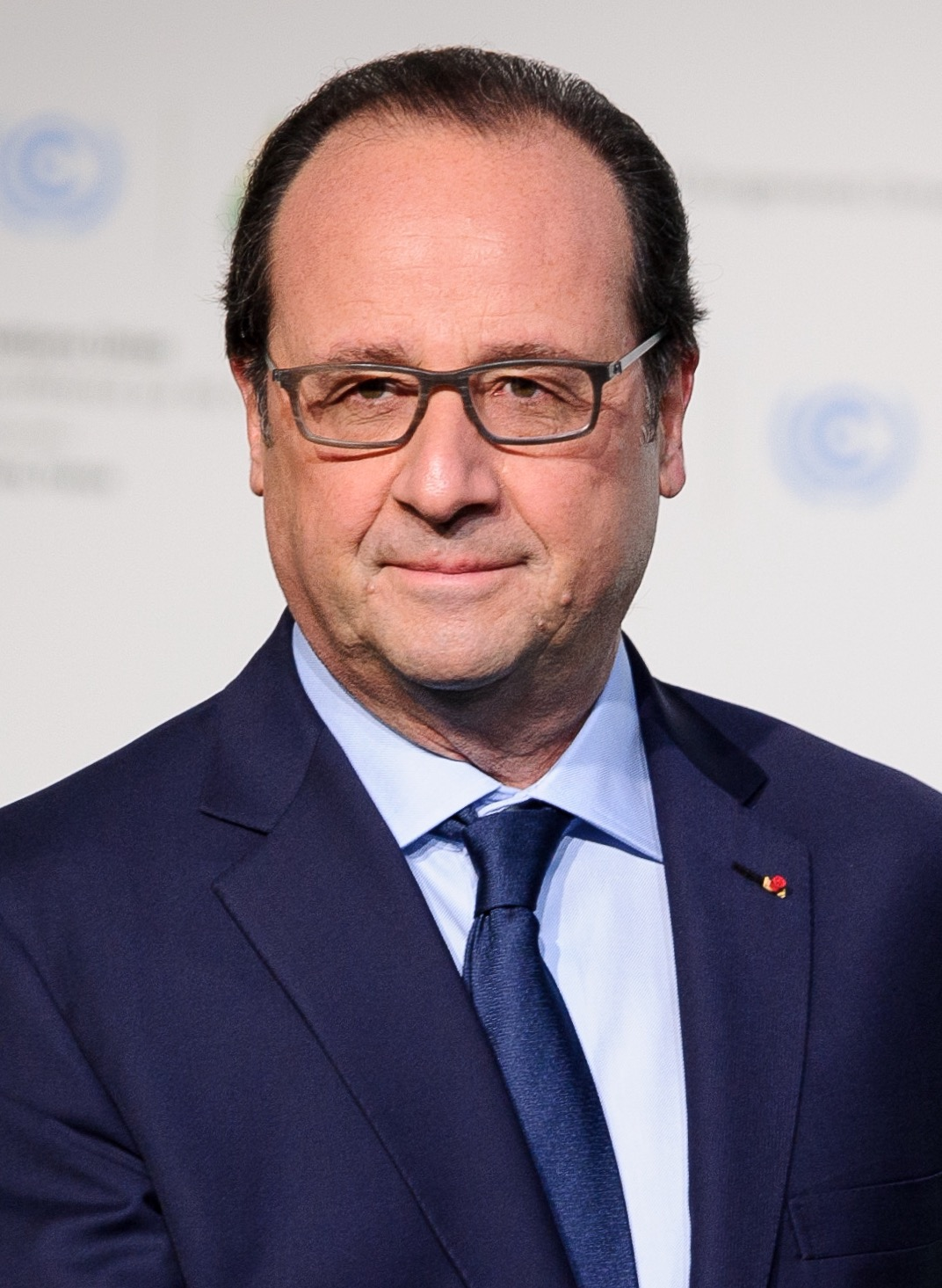
فرانسوا أولاند
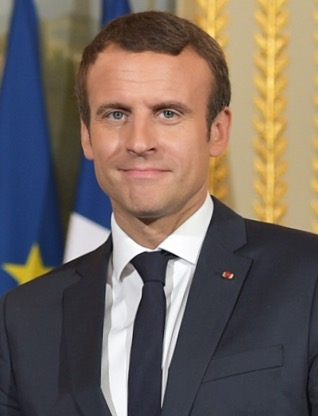
إيمانويل ماكرون
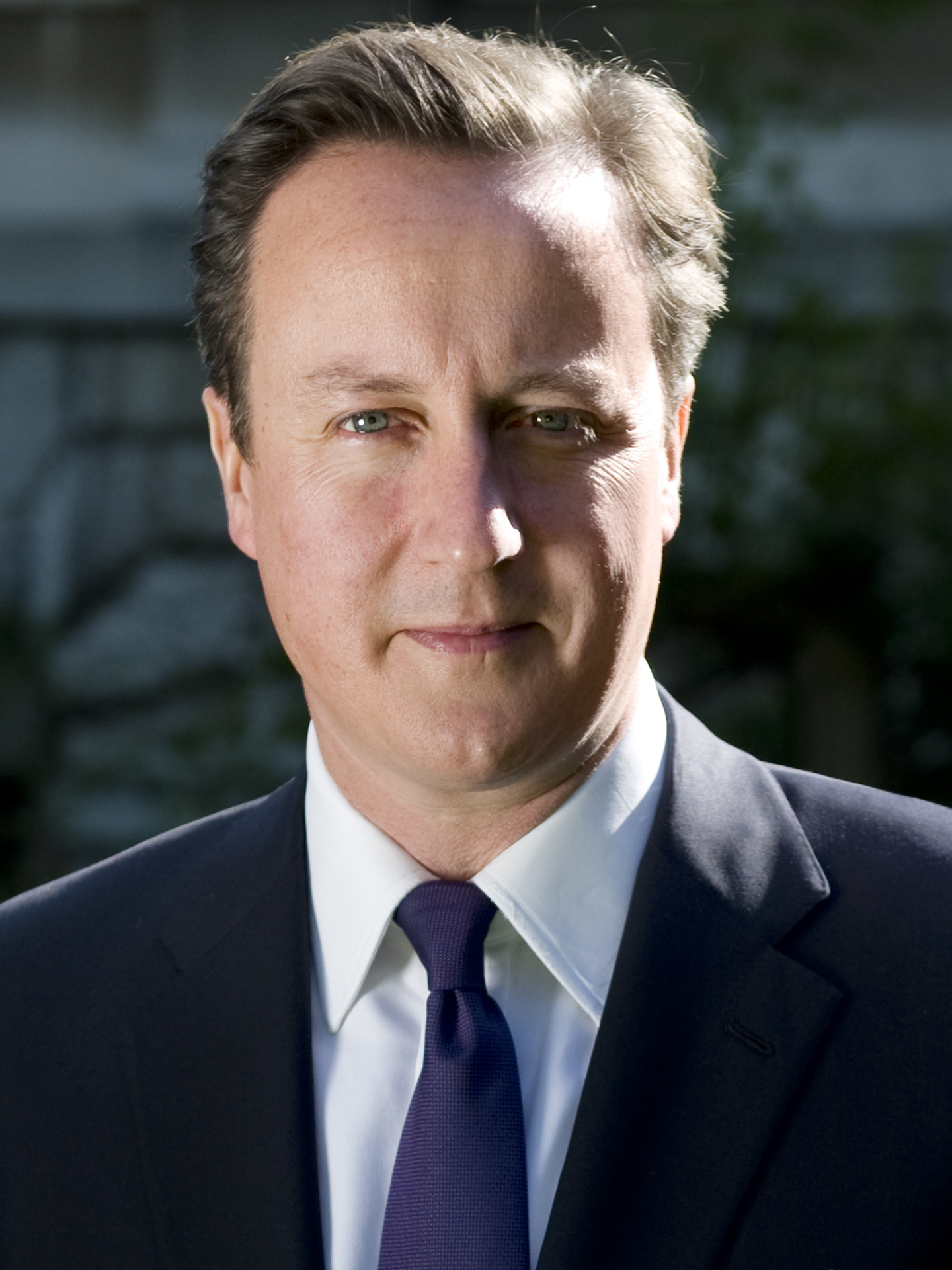
ديفيد كاميرون
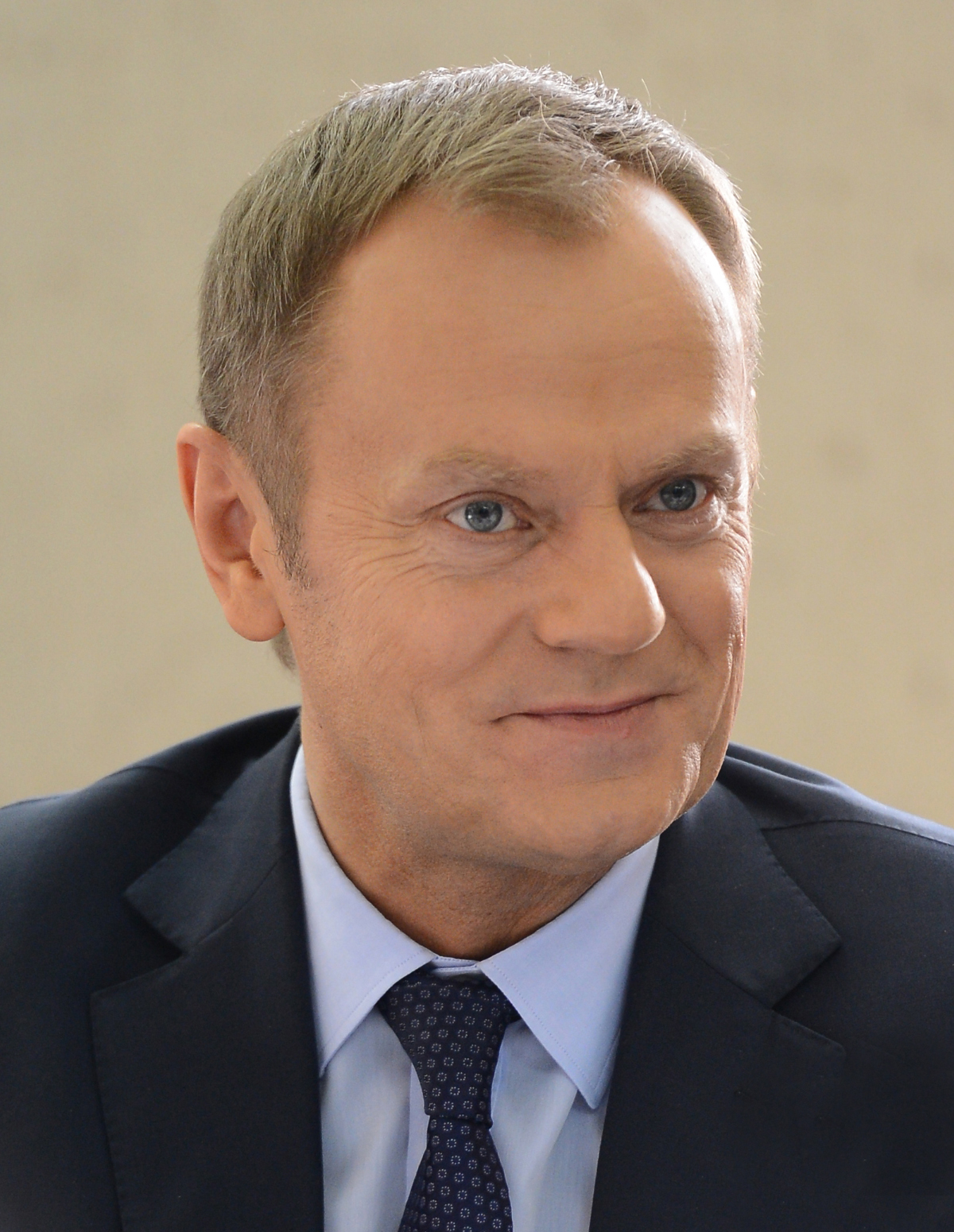
دونالد توسك
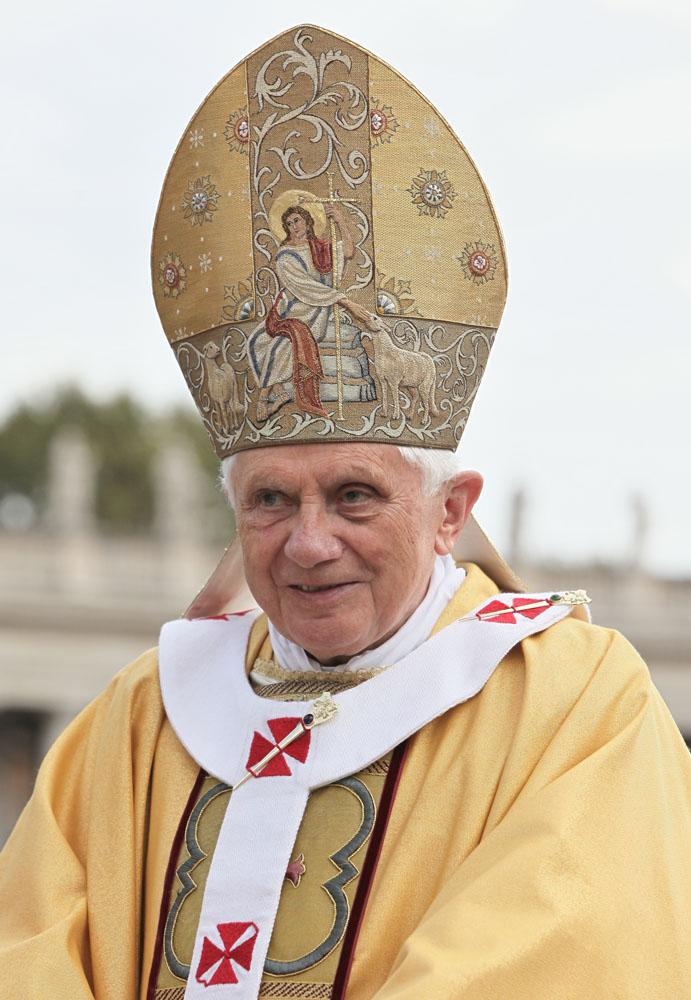
بندكت السادس عشر
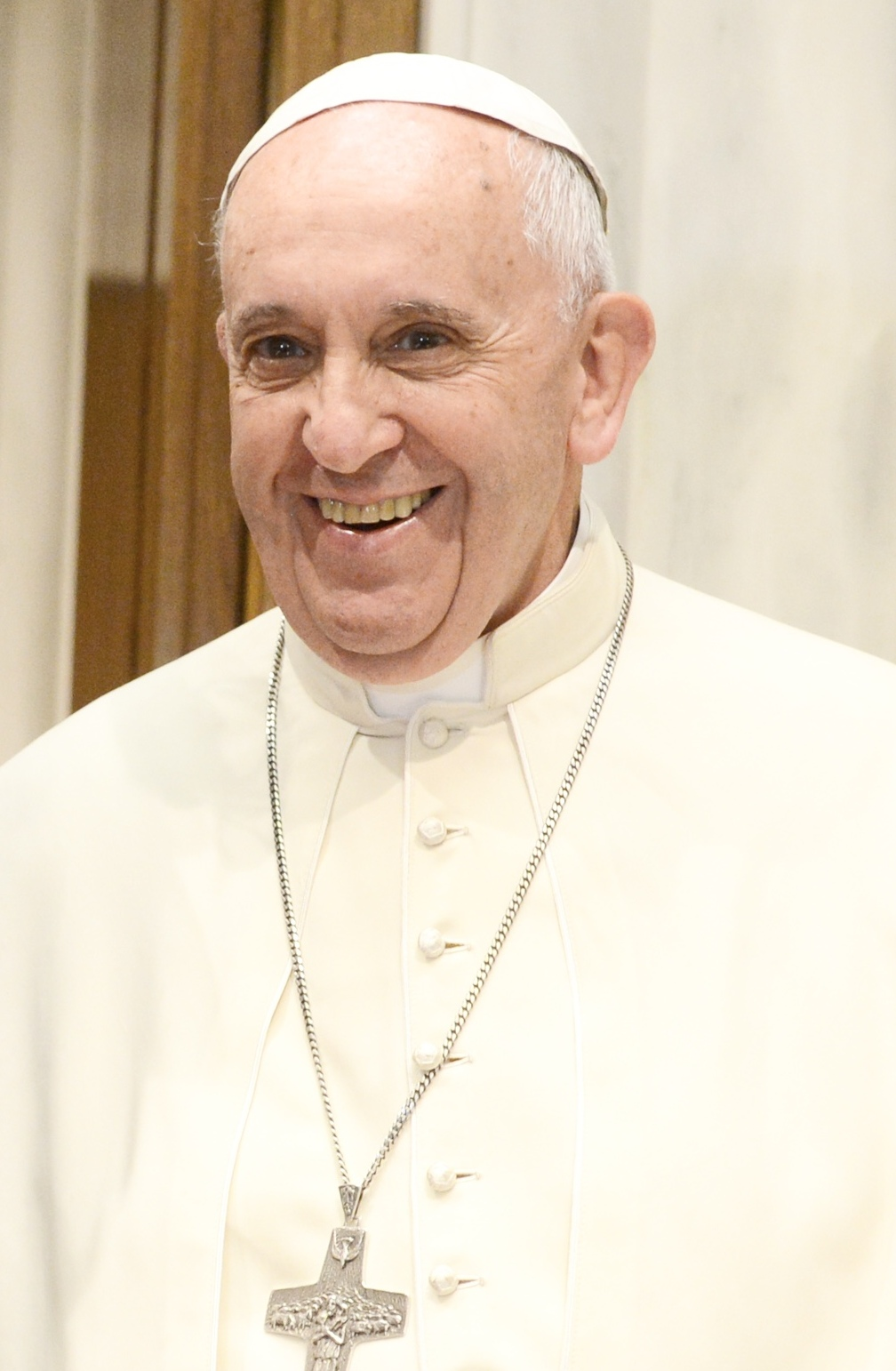
البابا فرنسيس
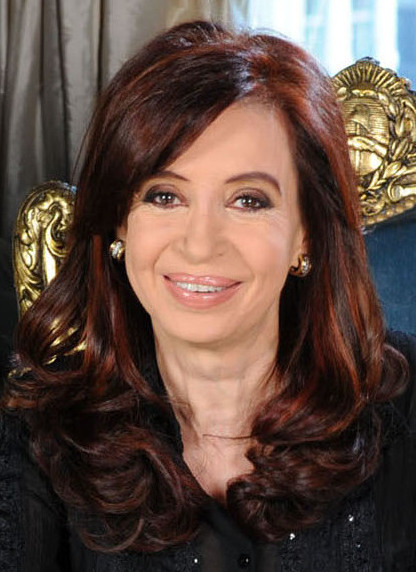
كريستينا فرنانديز دي كيرشنر
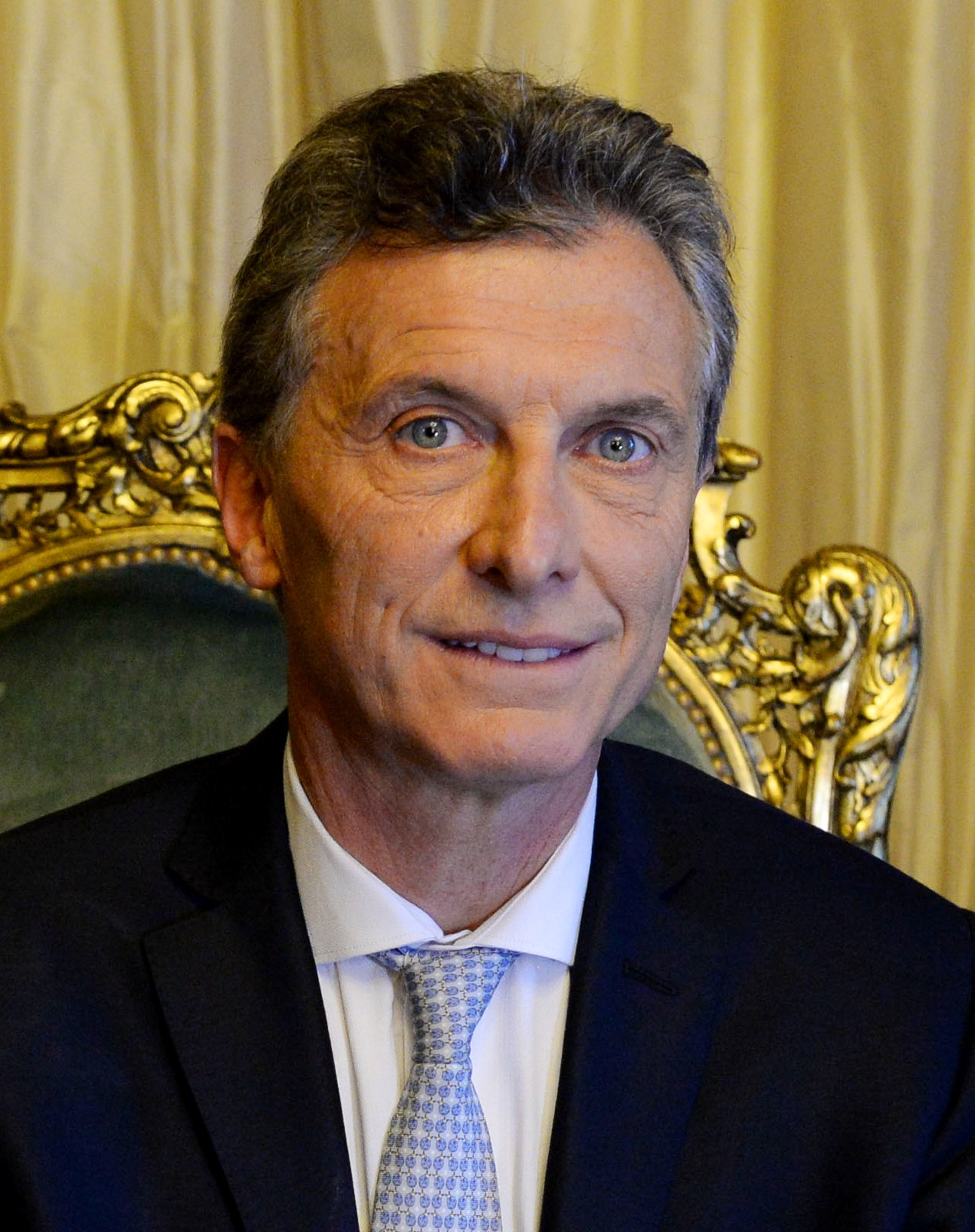
ماوريسيو ماكري
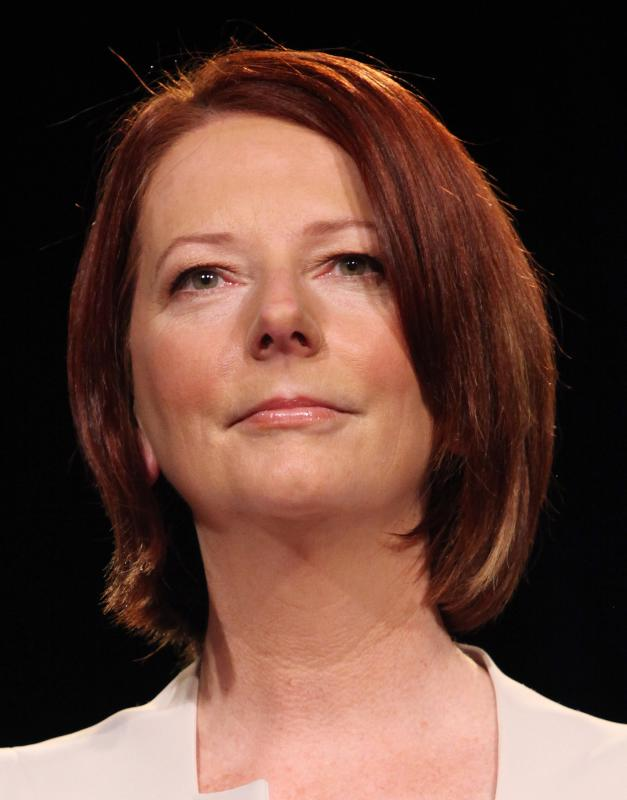
جوليا غيلارد
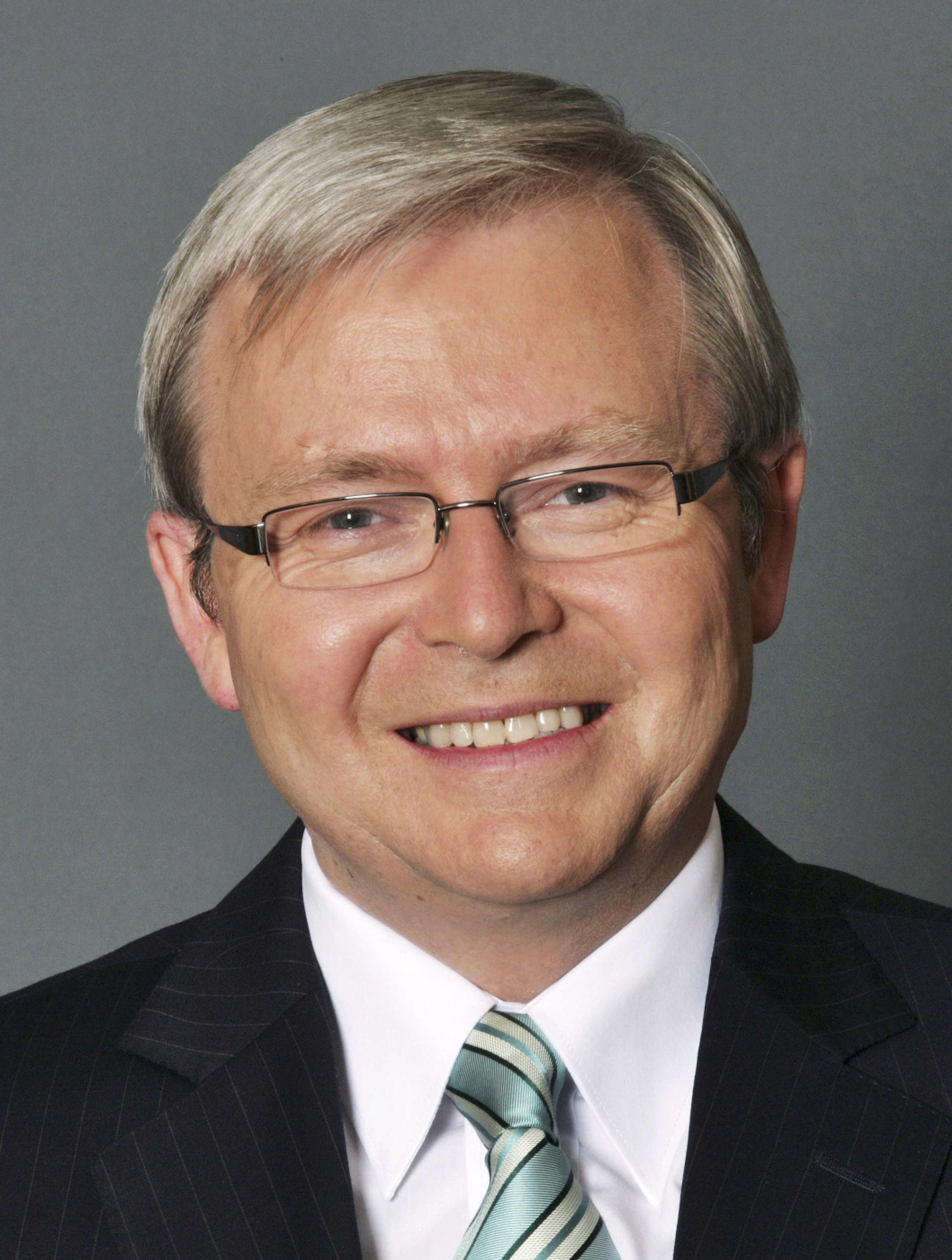
كيفن رود
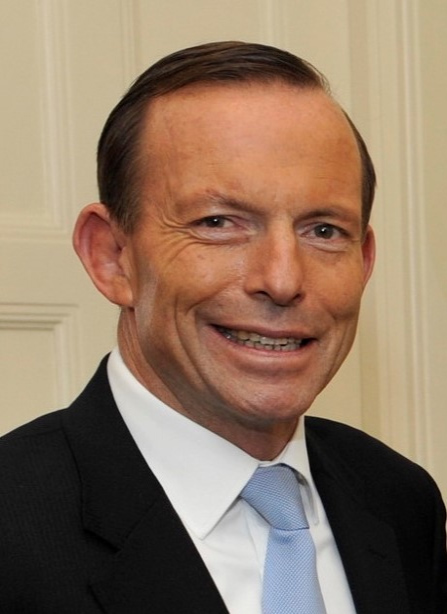
توني أبوت
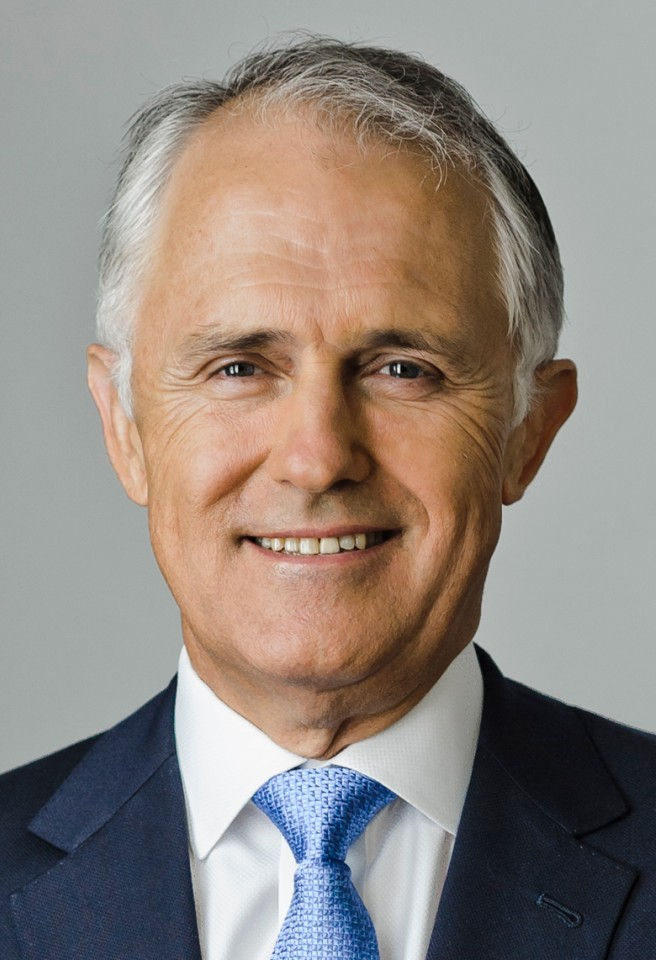
مالكولم تورنبول
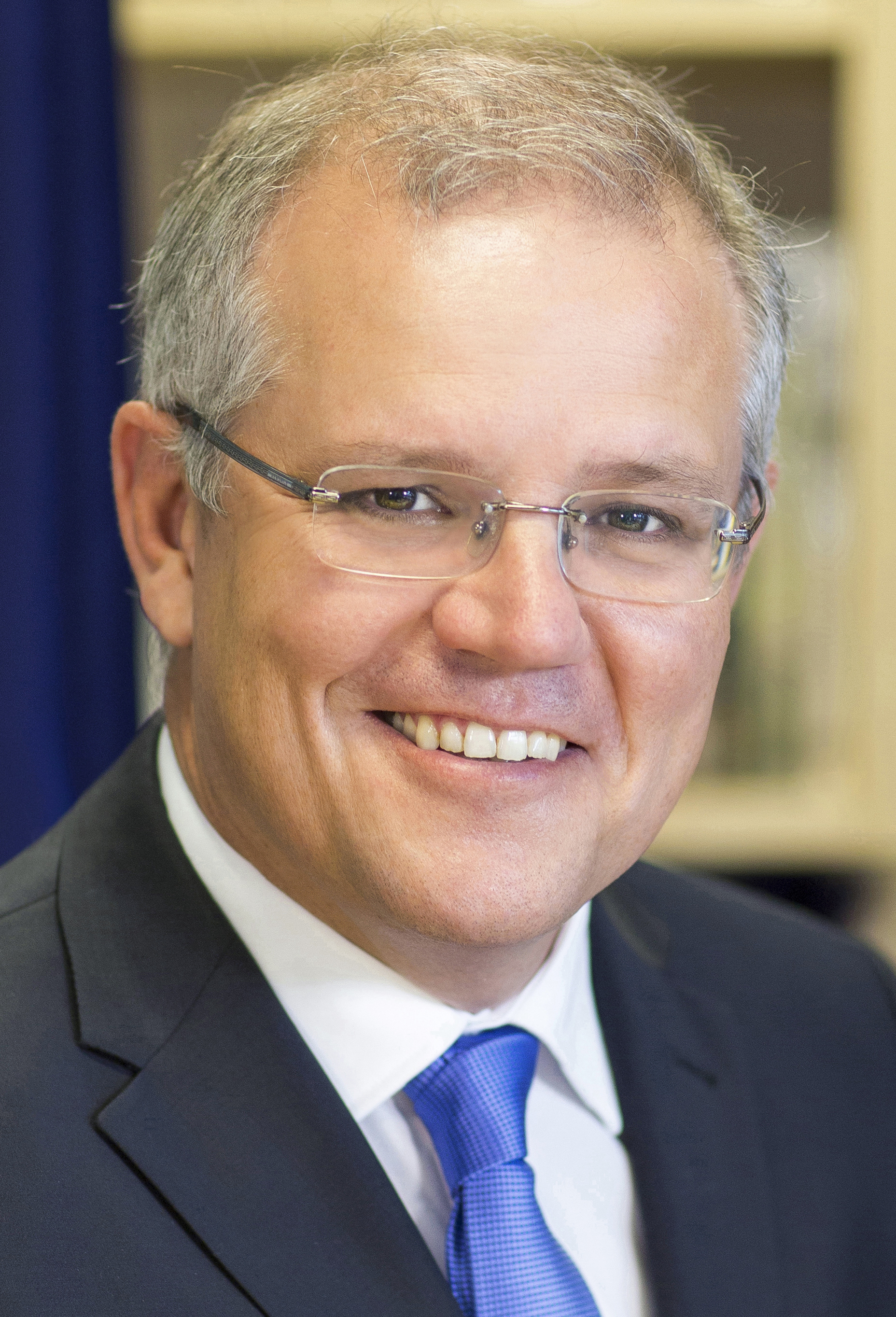
سكوت موريسون
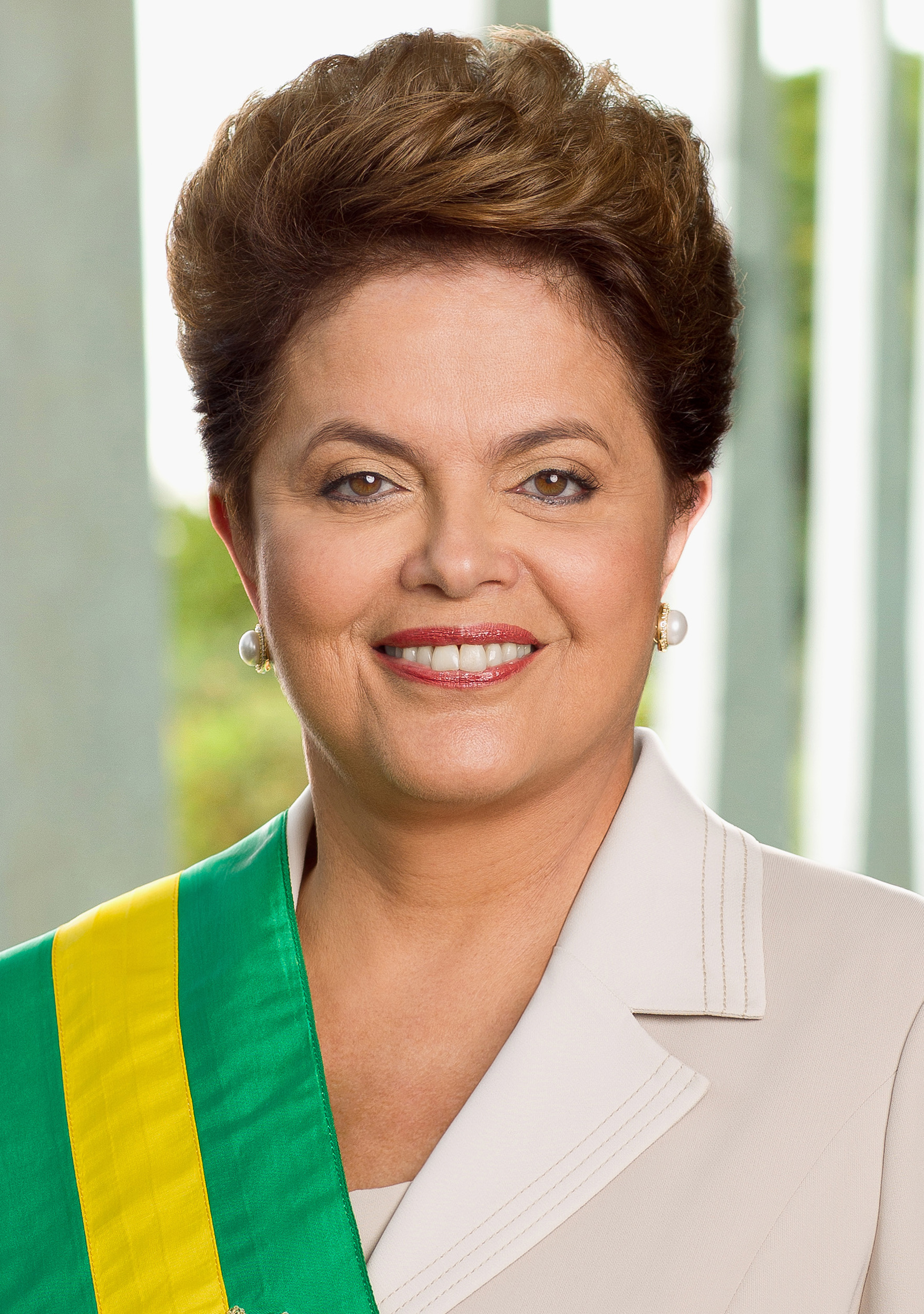
ديلما روسيف
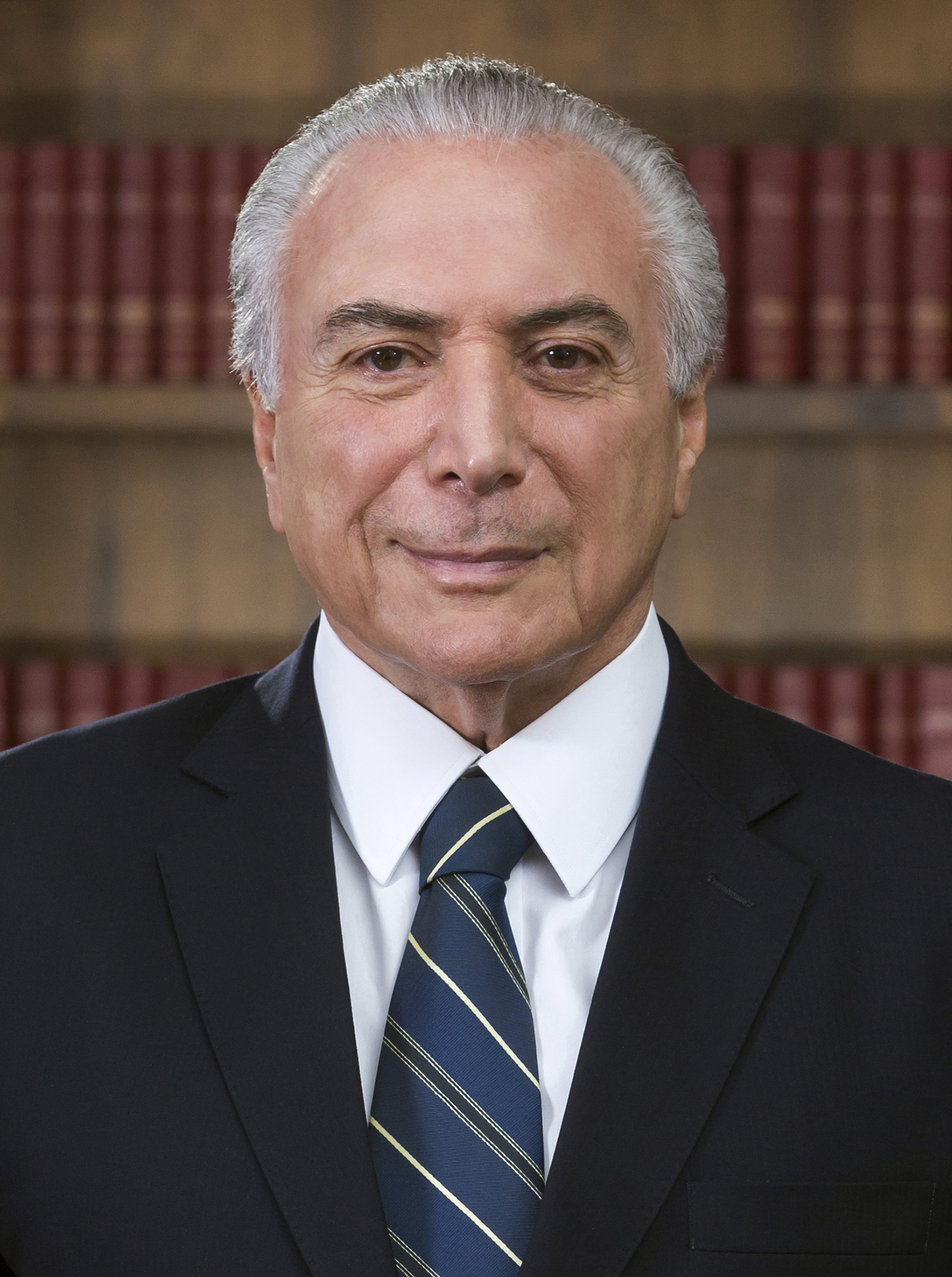
ميشال تامر
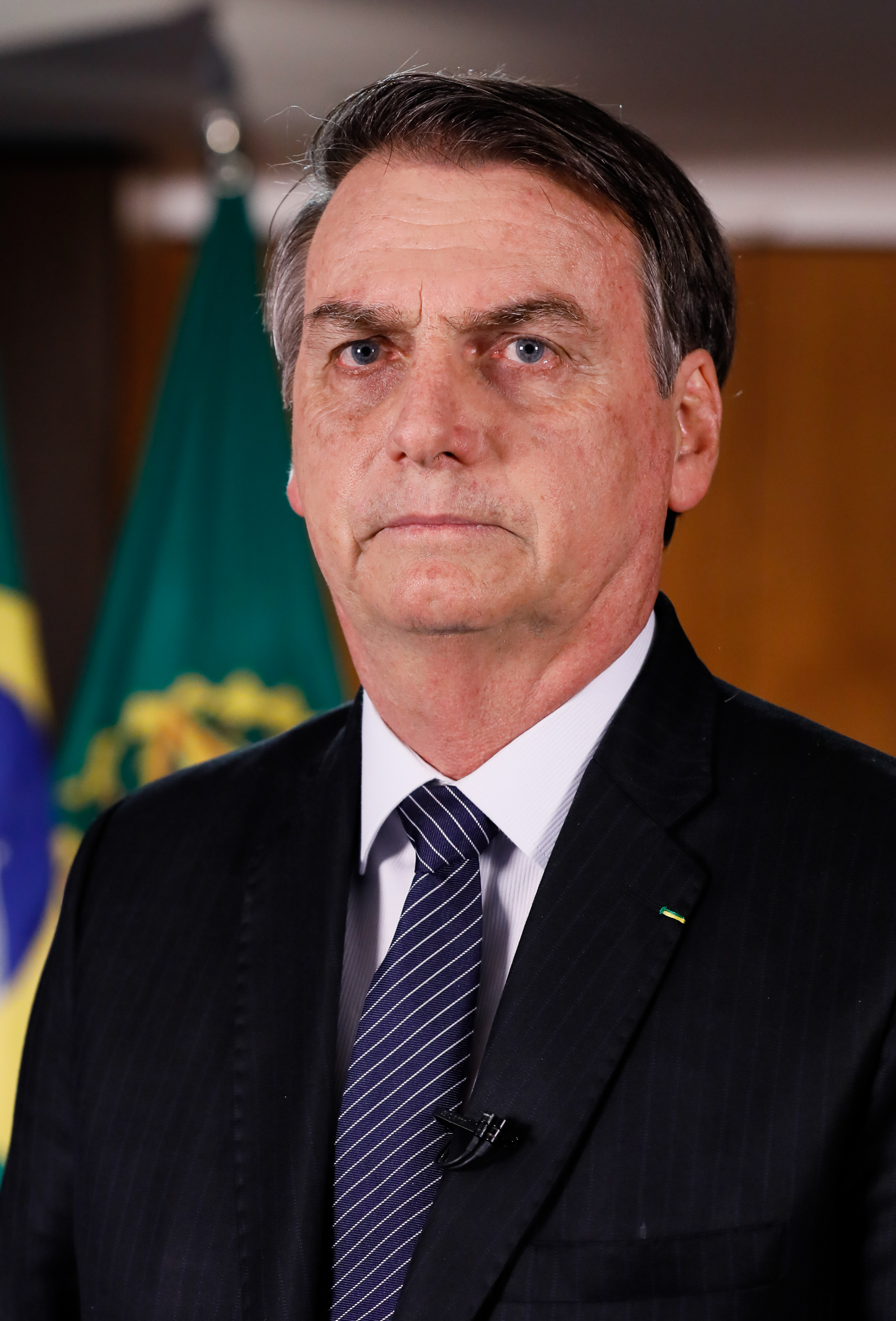
جايير بولسونارو
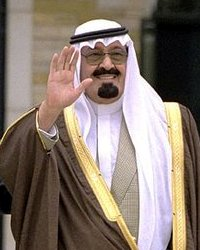
عبد الله بن عبد العزيز آل سعود
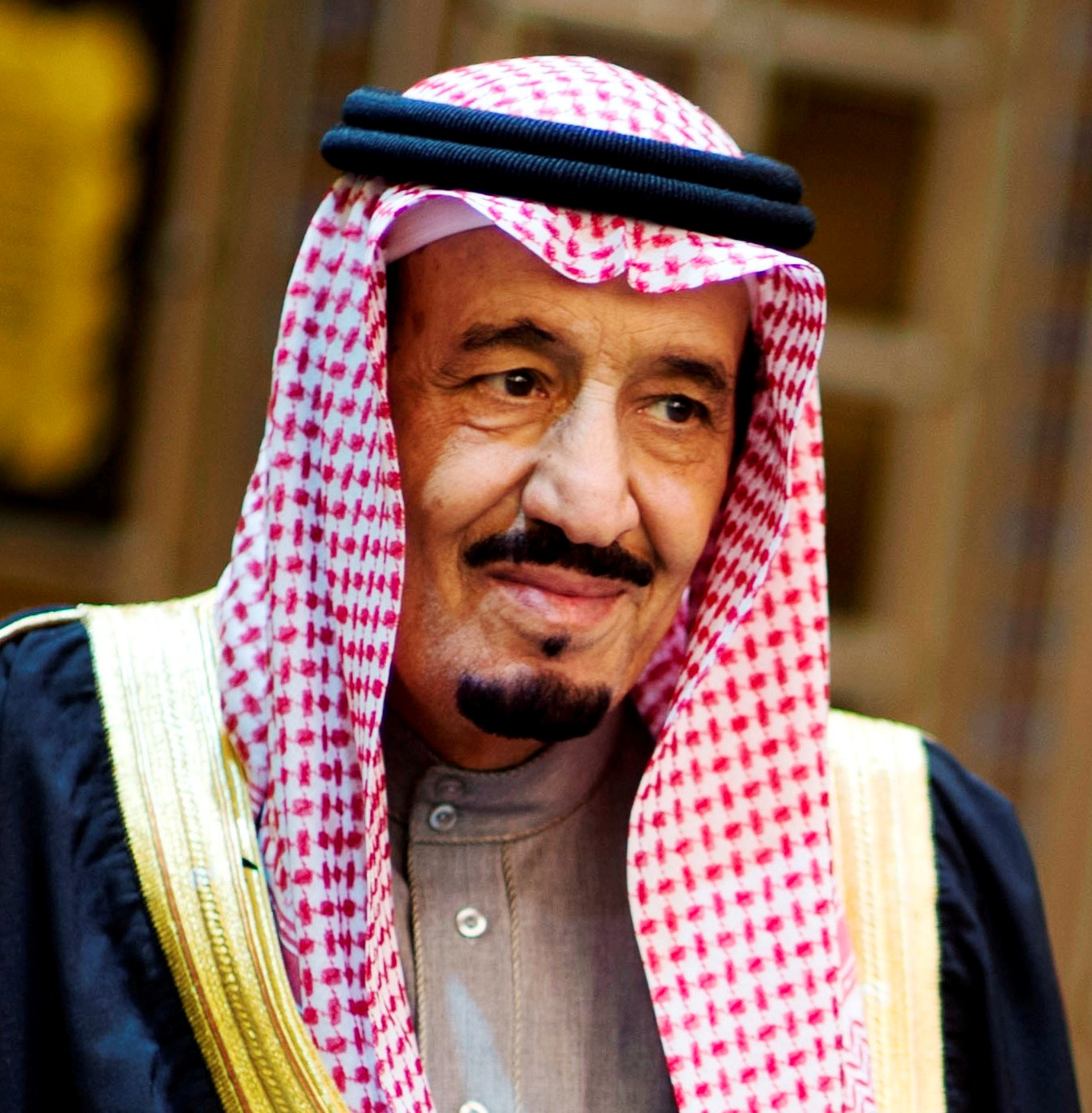
سلمان بن عبد العزيز آل سعود
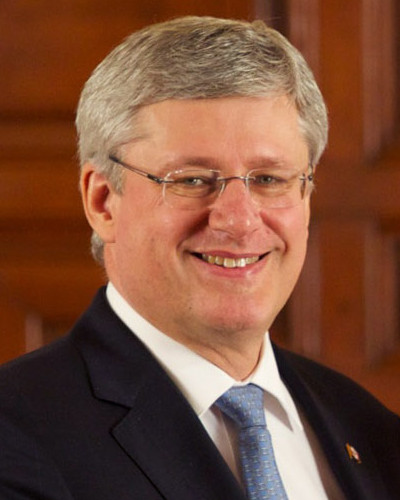
ستيفن هاربر
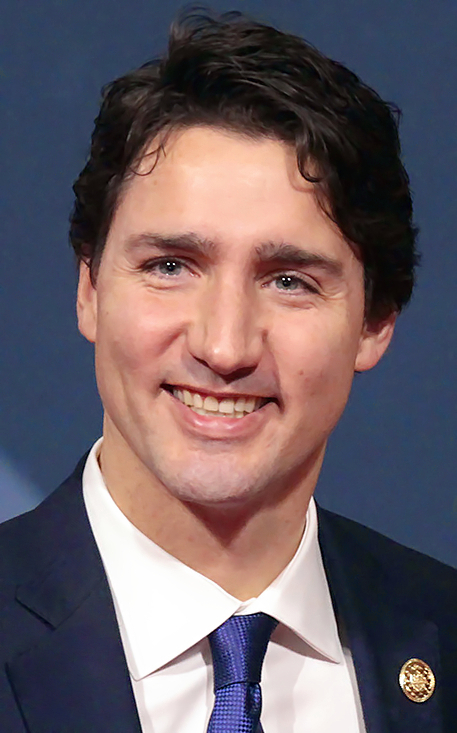
جاستن ترودو
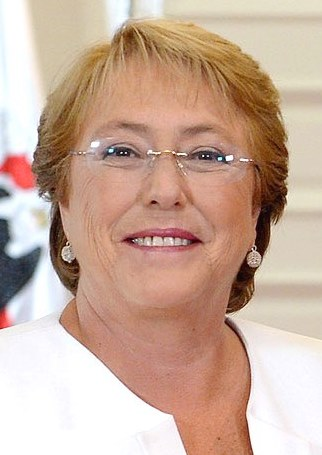
ميشال باشليت
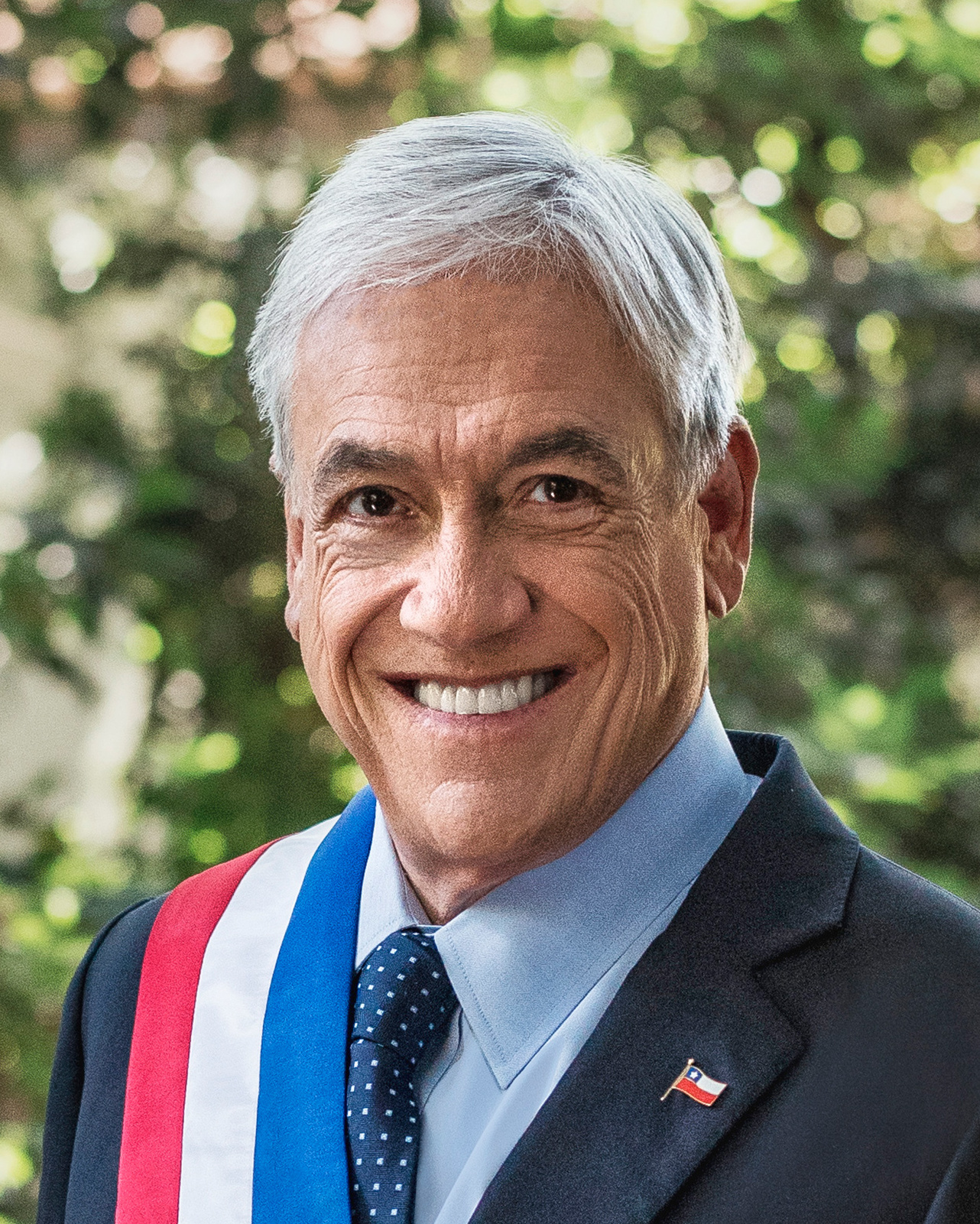
سبستيان بنييرا
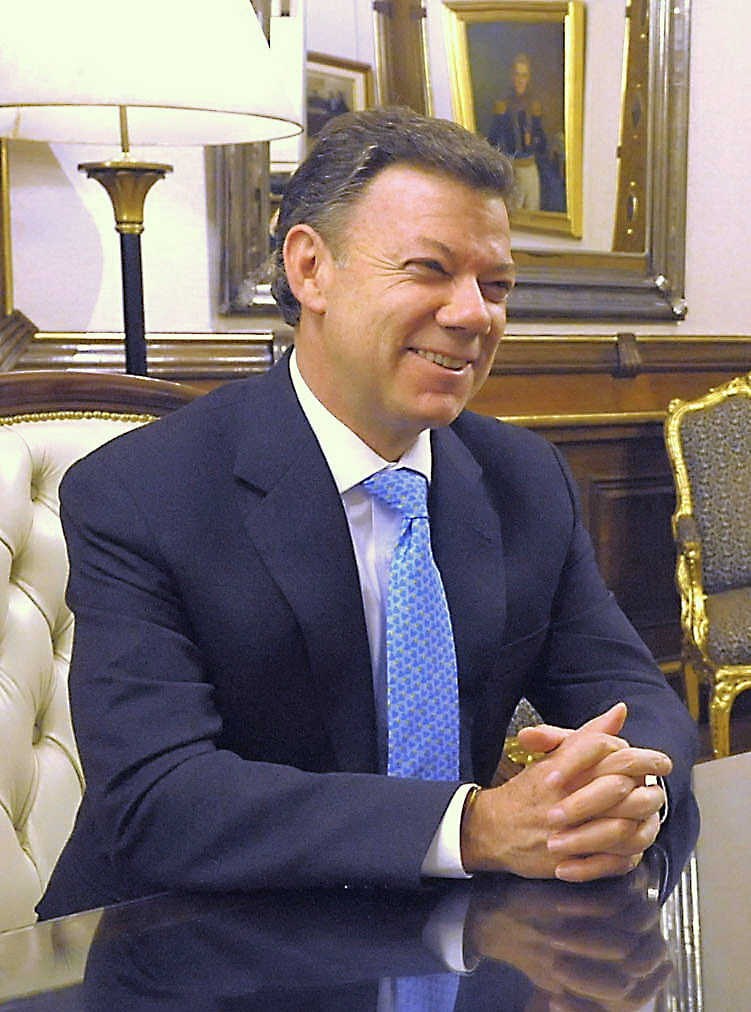
خوان مانويل سانتوس
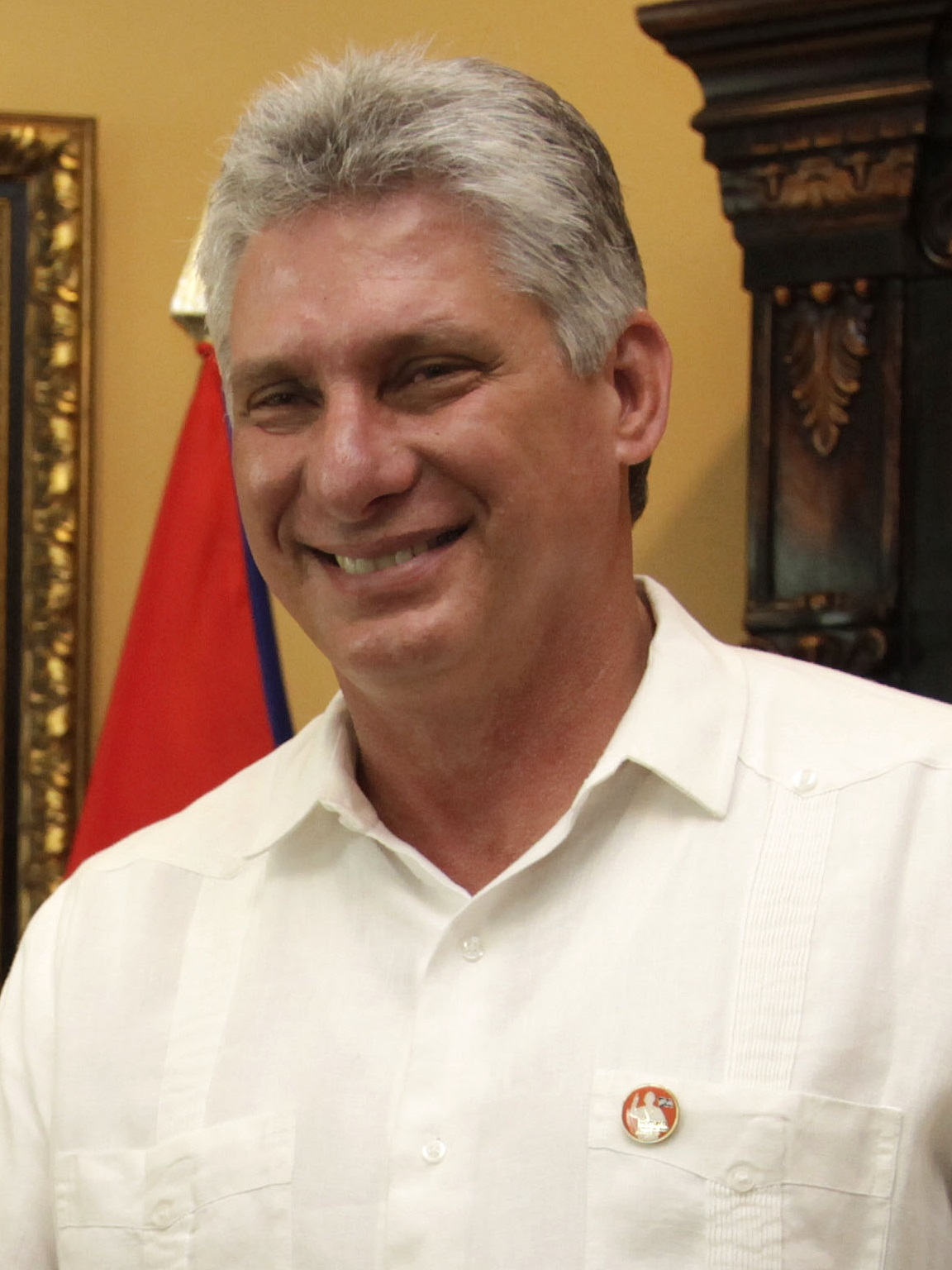
ميغيل دياز كانيل
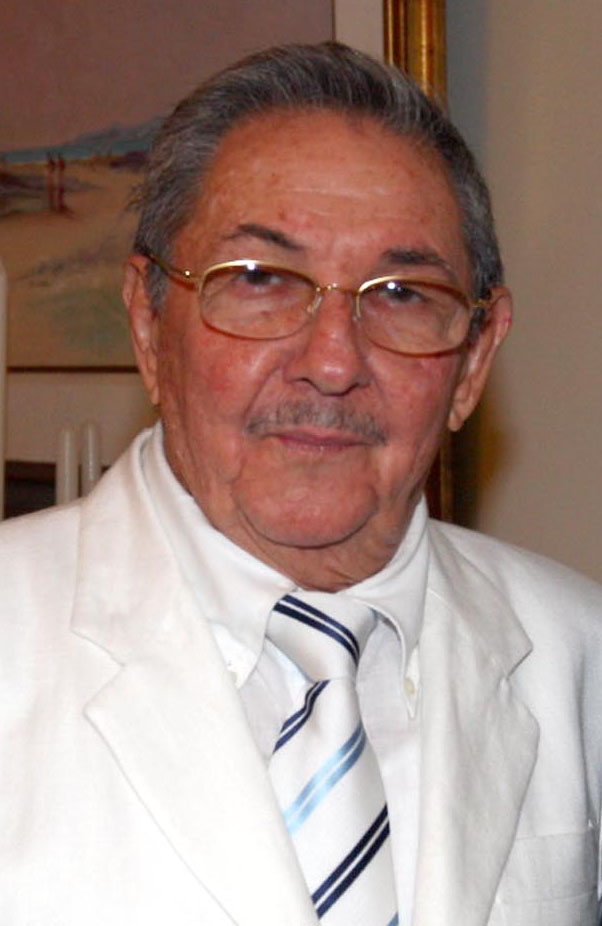
راؤول كاسترو
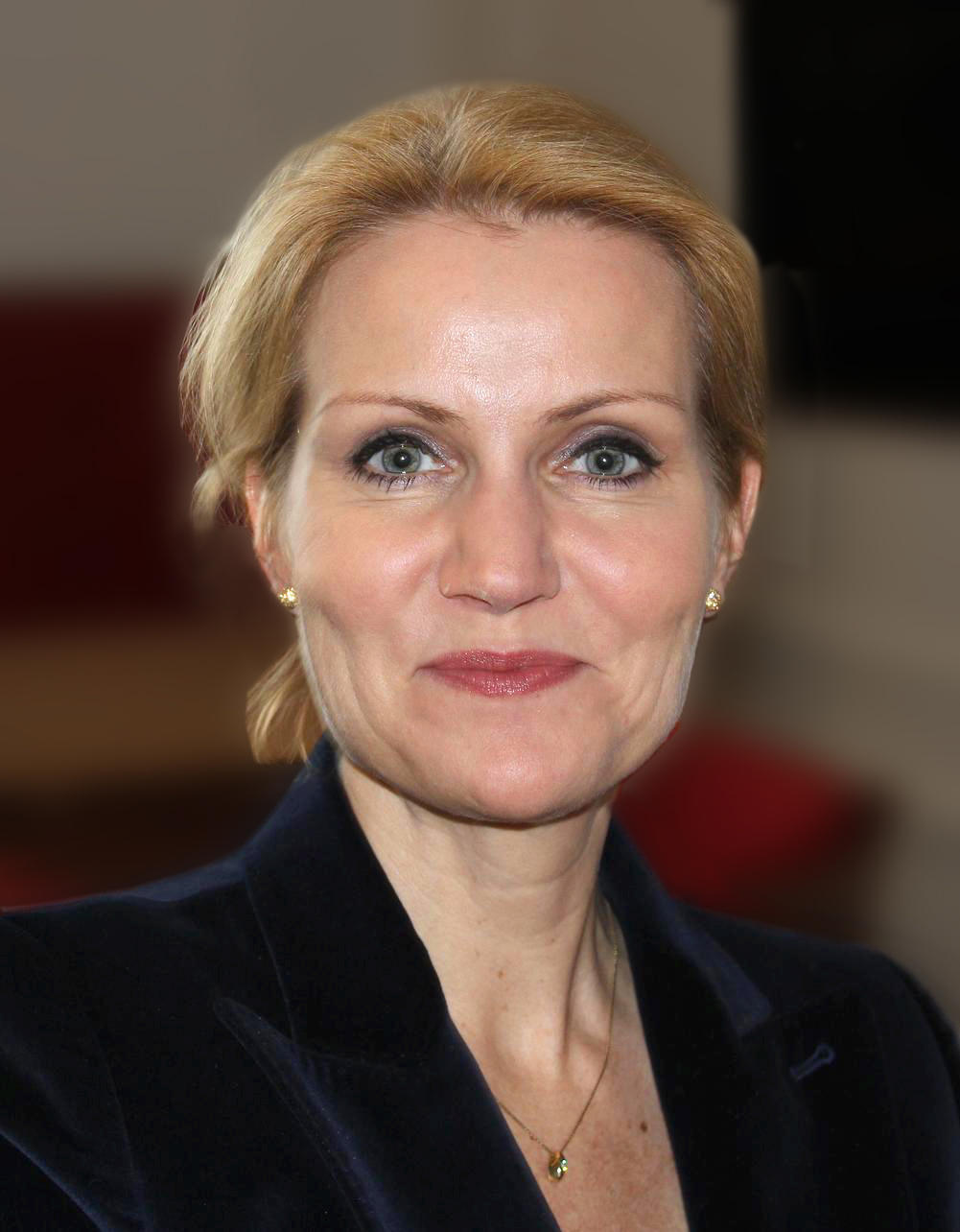
هيلي تورنينج-شميت
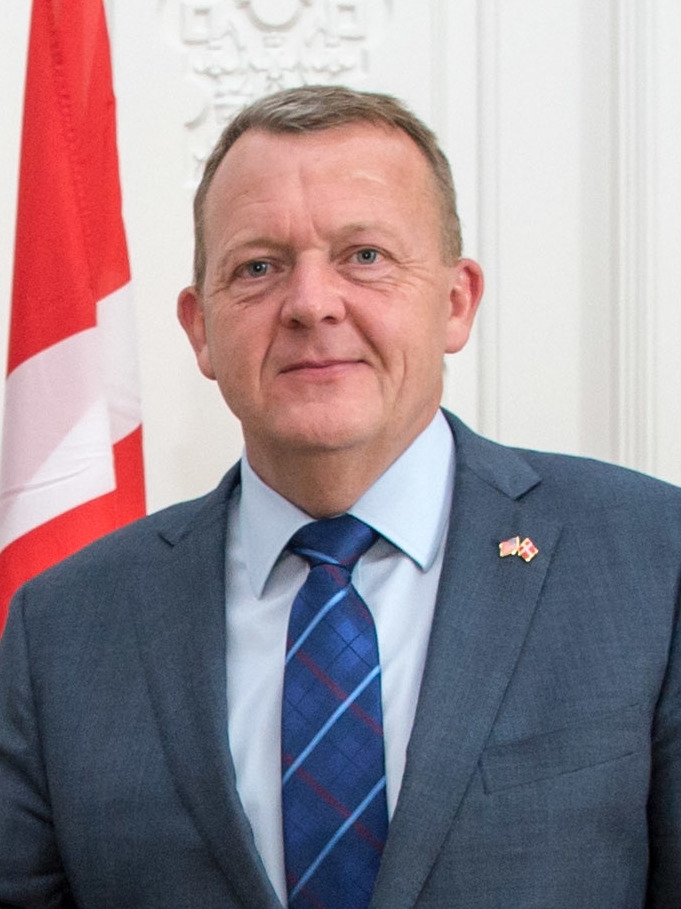
لارس لوكه راسموسن
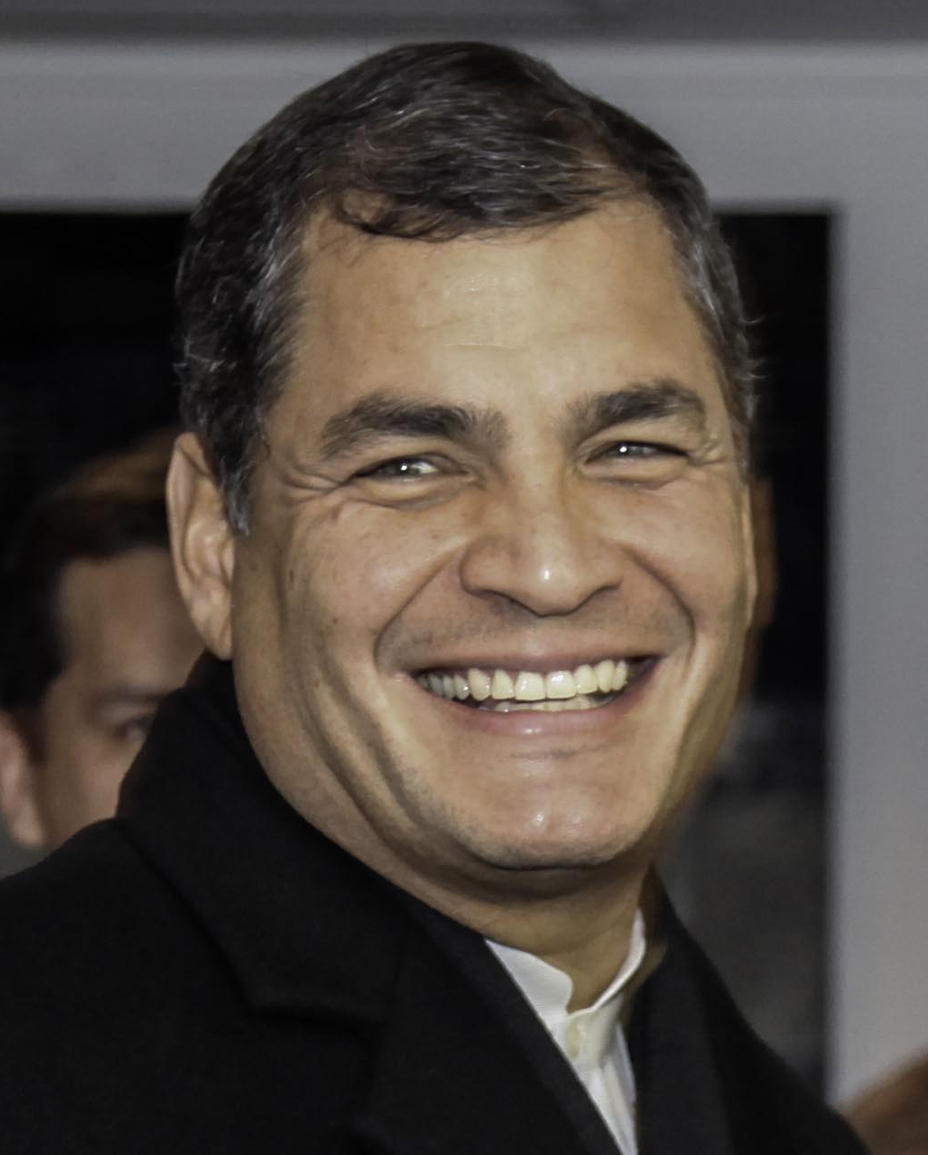
رفاييل كوريا
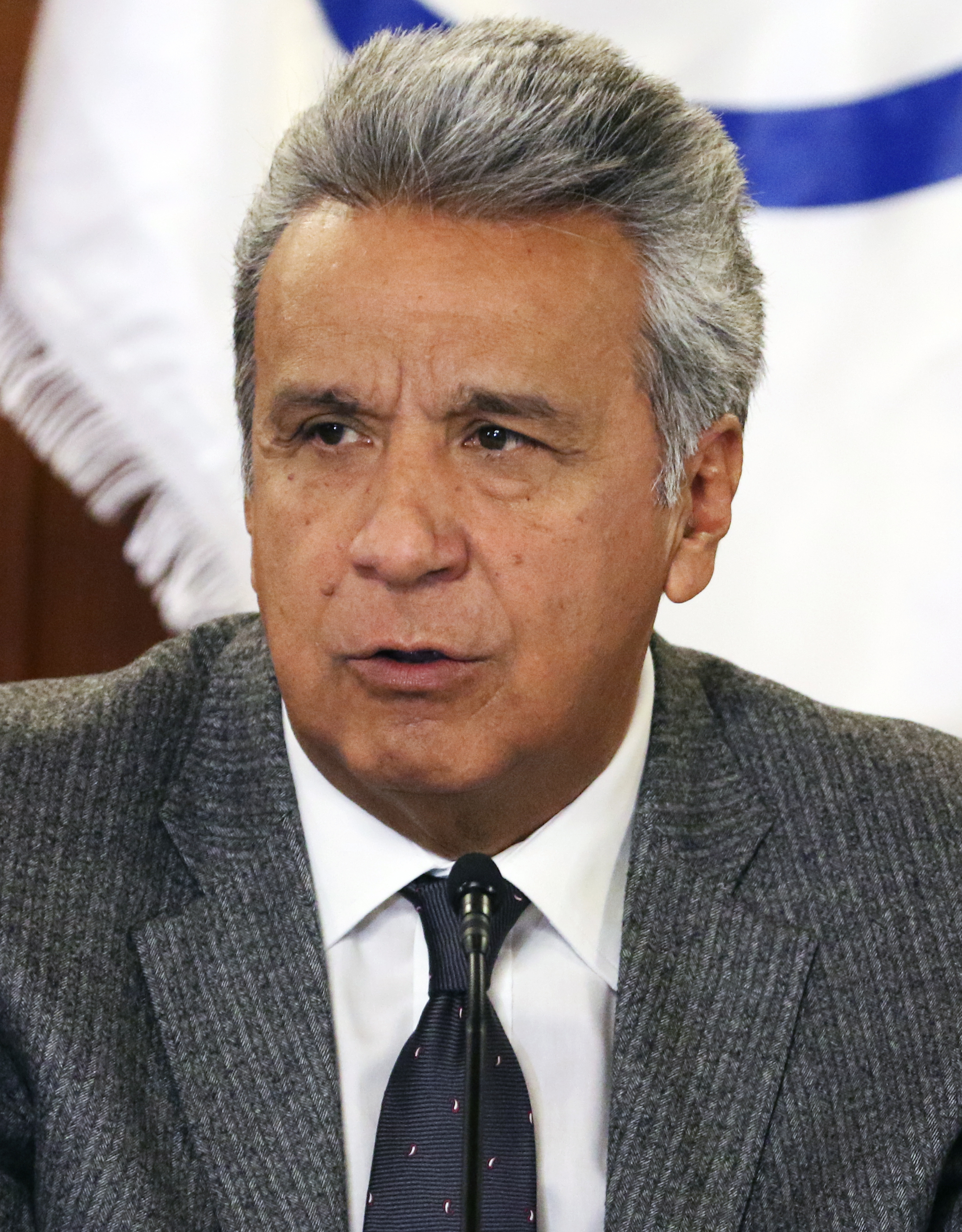
لينين مورينو
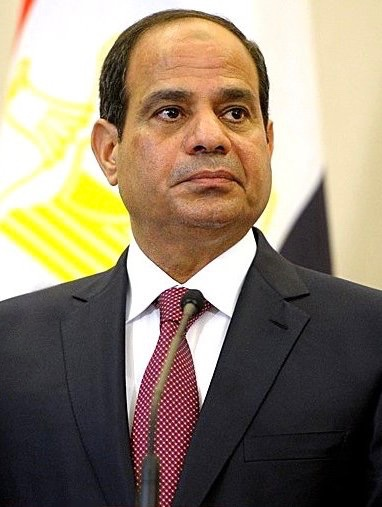
عبد الفتاح السيسي
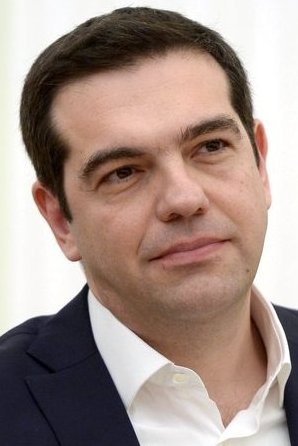
أليكسيس تسيبراس
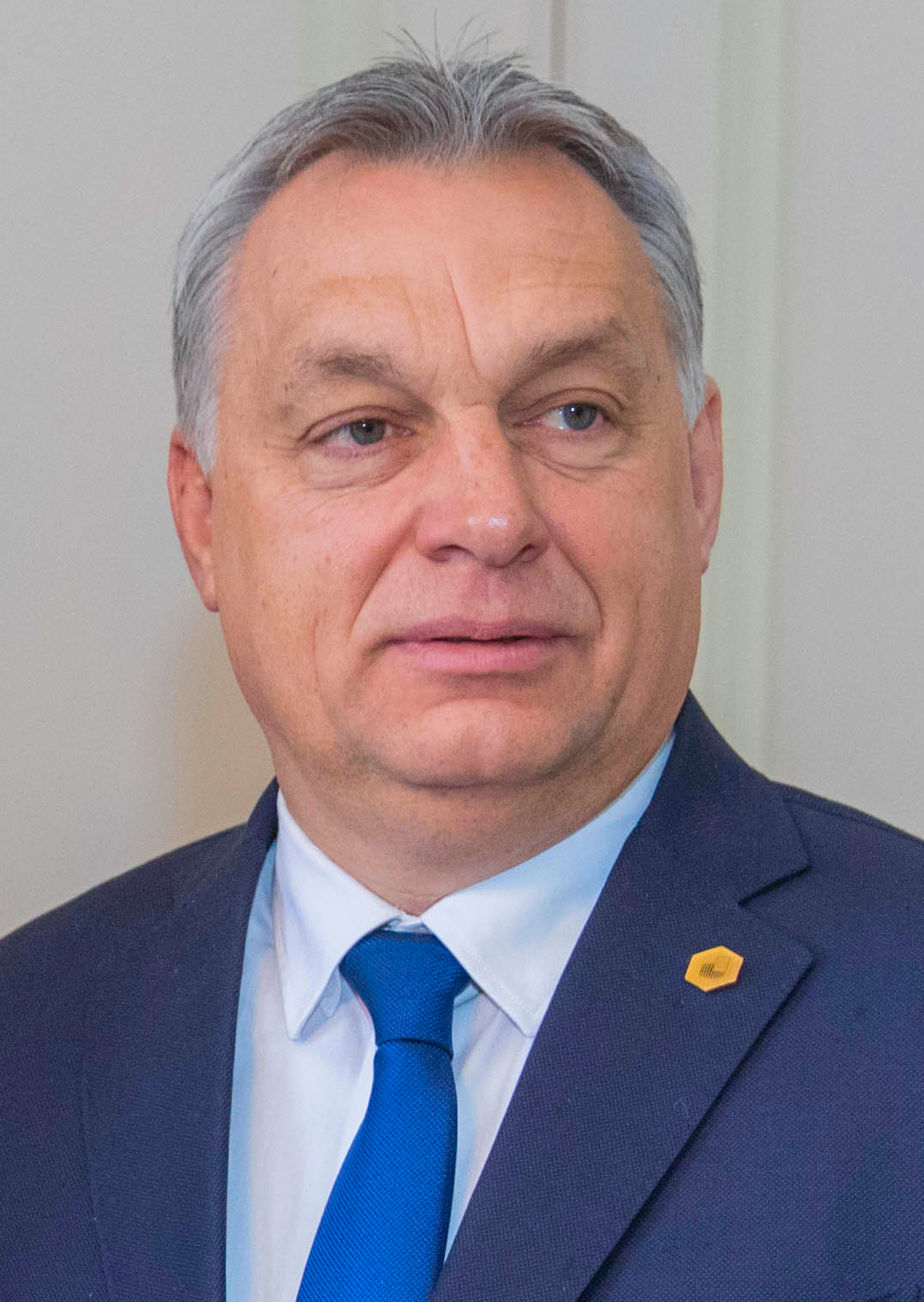
فيكتور أوربان
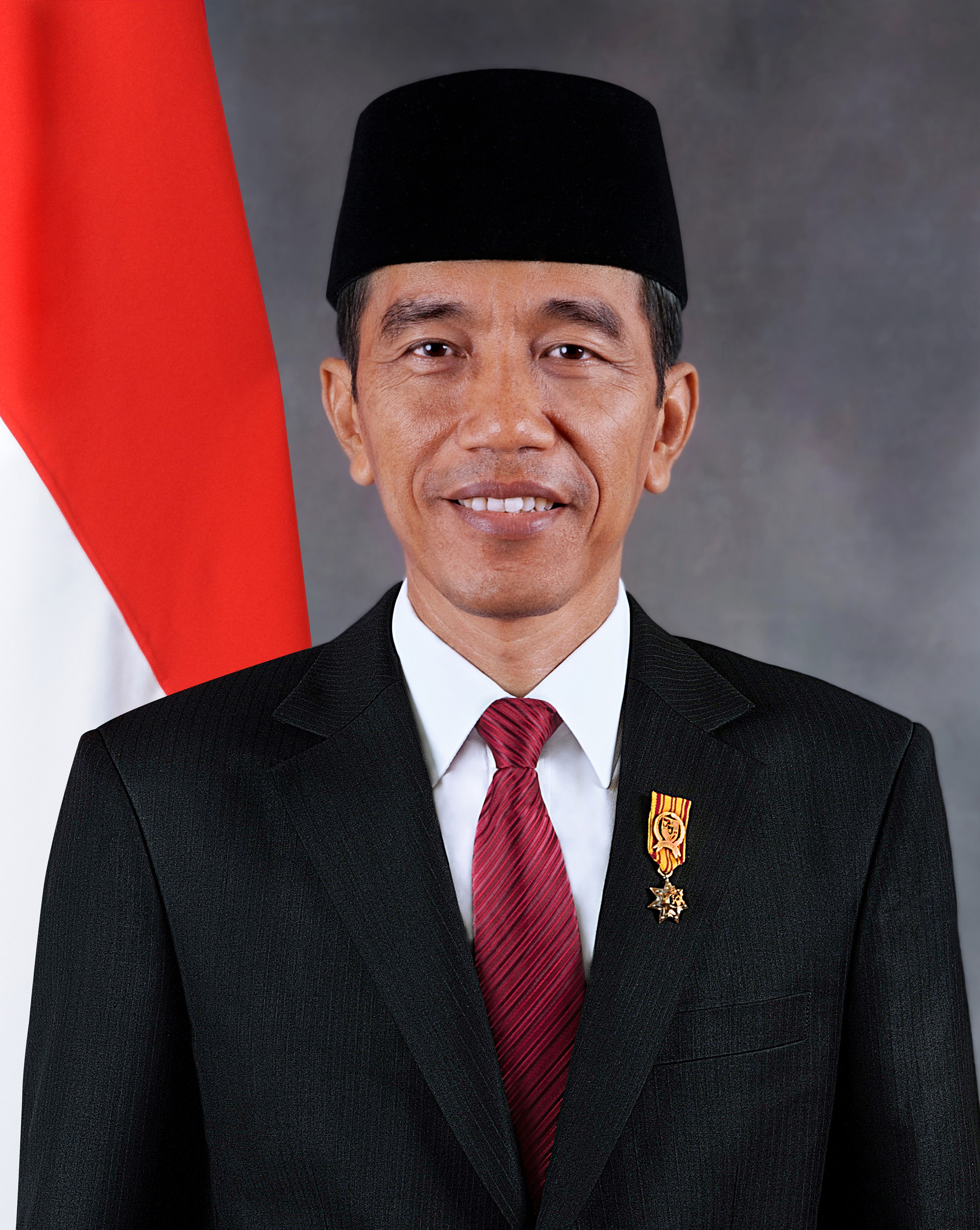
جوكو ويدودو
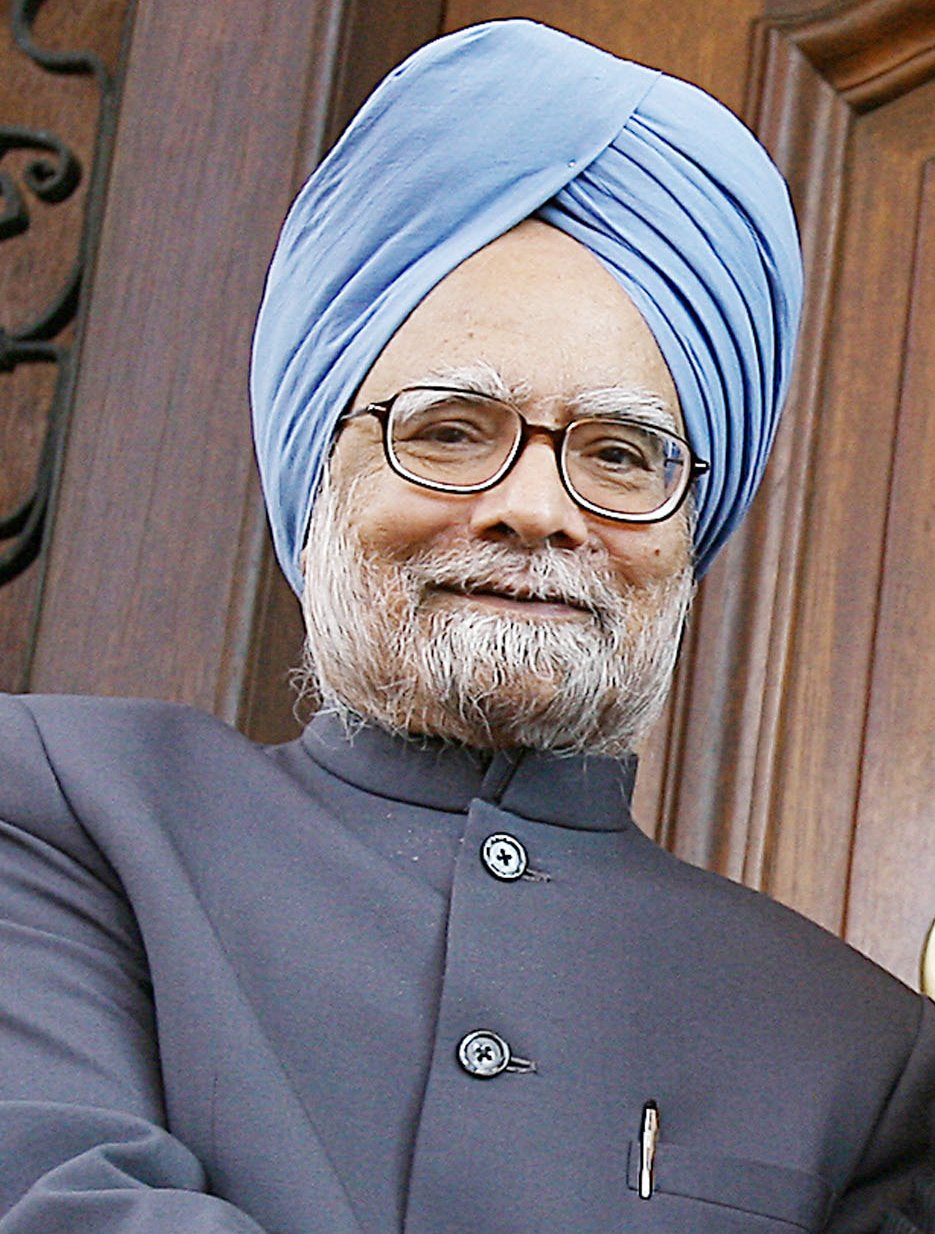
مانموهان سينغ
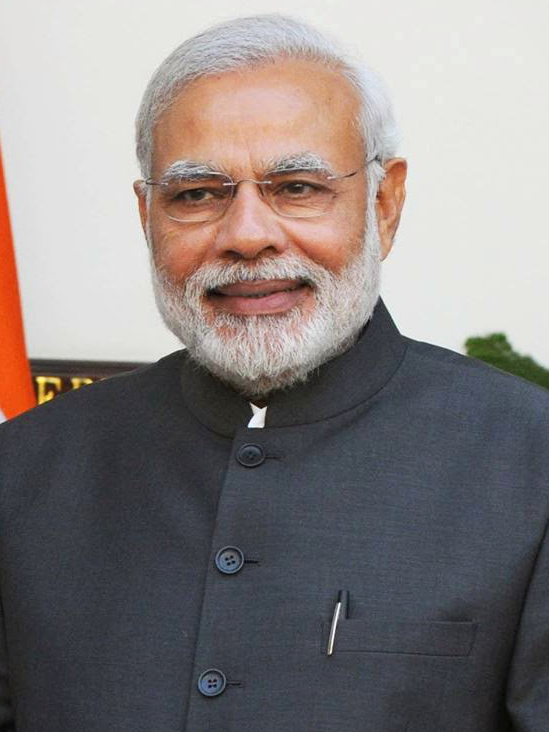
ناريندرا مودي
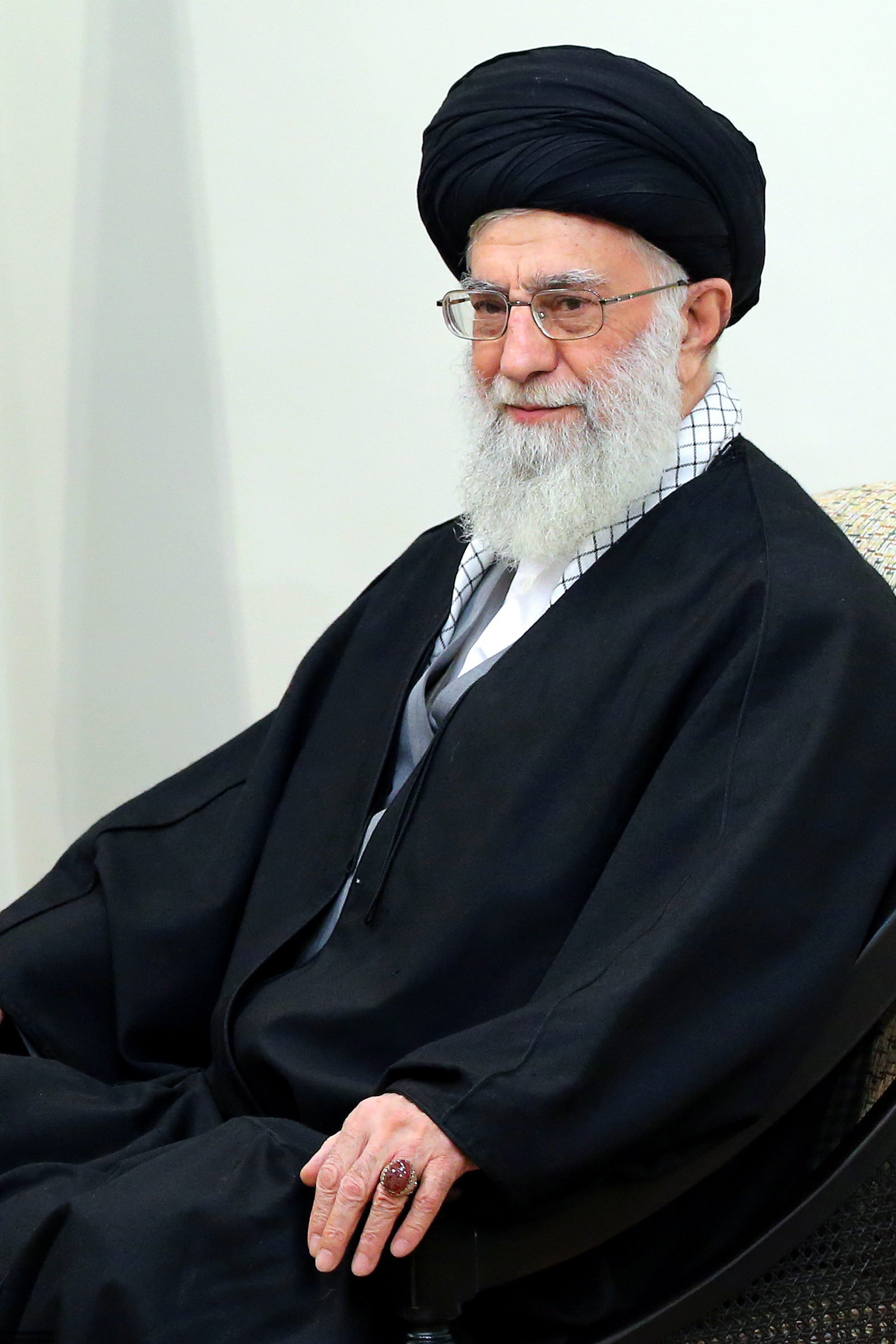
علي خامنئي
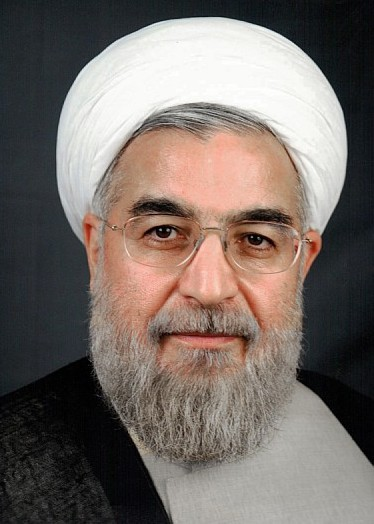
حسن روحاني
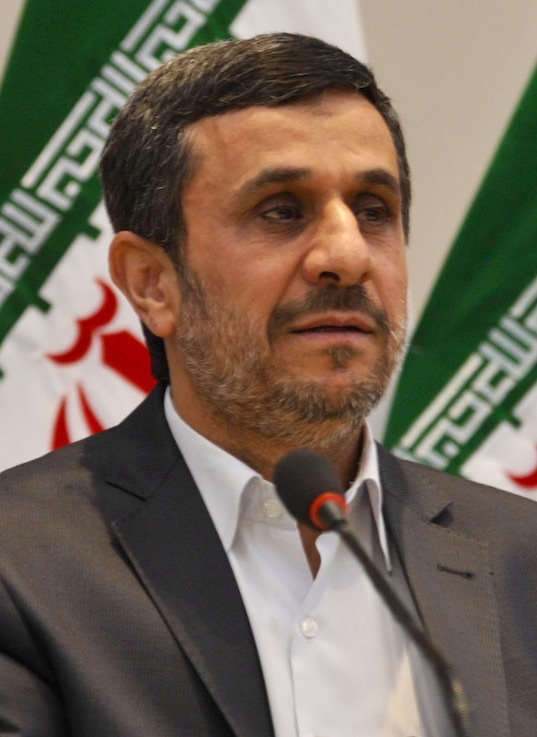
محمود أحمدي نجاد
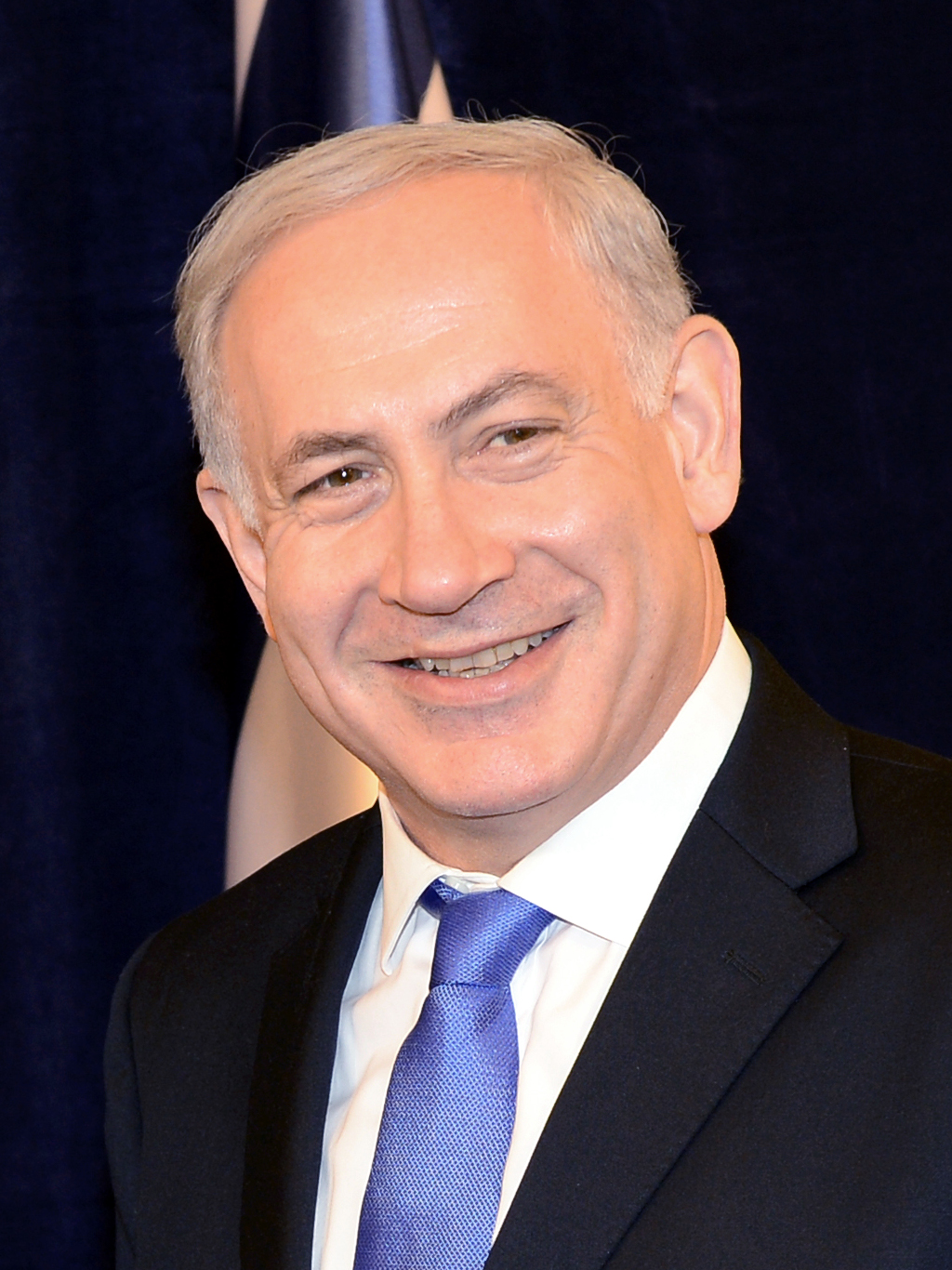
بنيامين نتانياهو
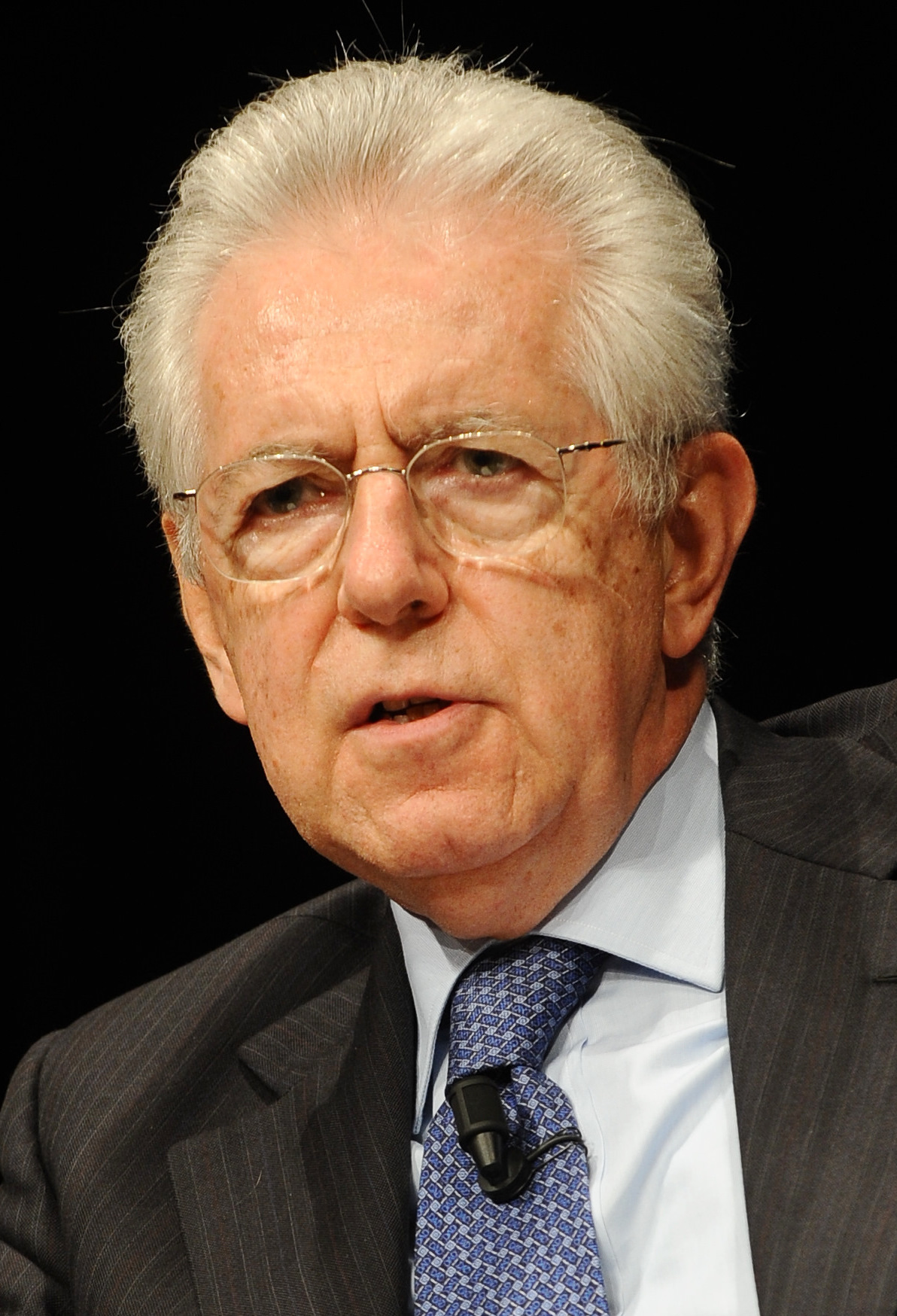
ماريو مونتي
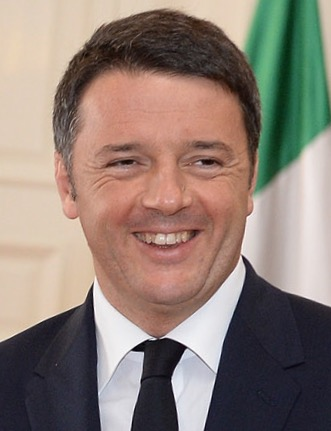
ماتيو رينزي
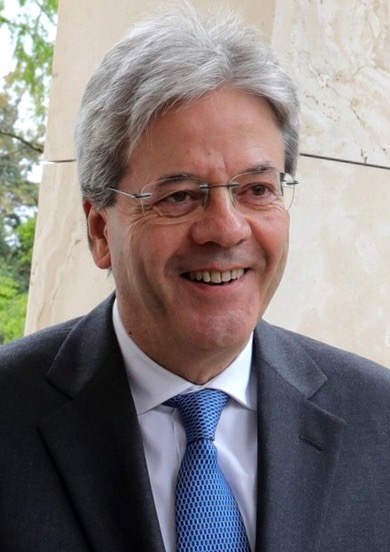
باولو جينتيلوني
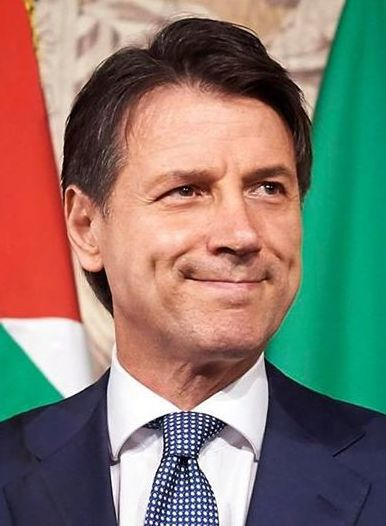
جوزيبي كونتي
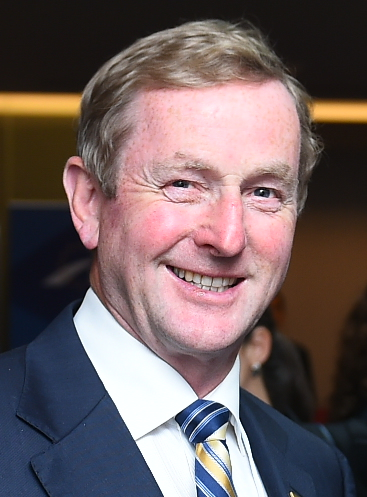
إندا كيني
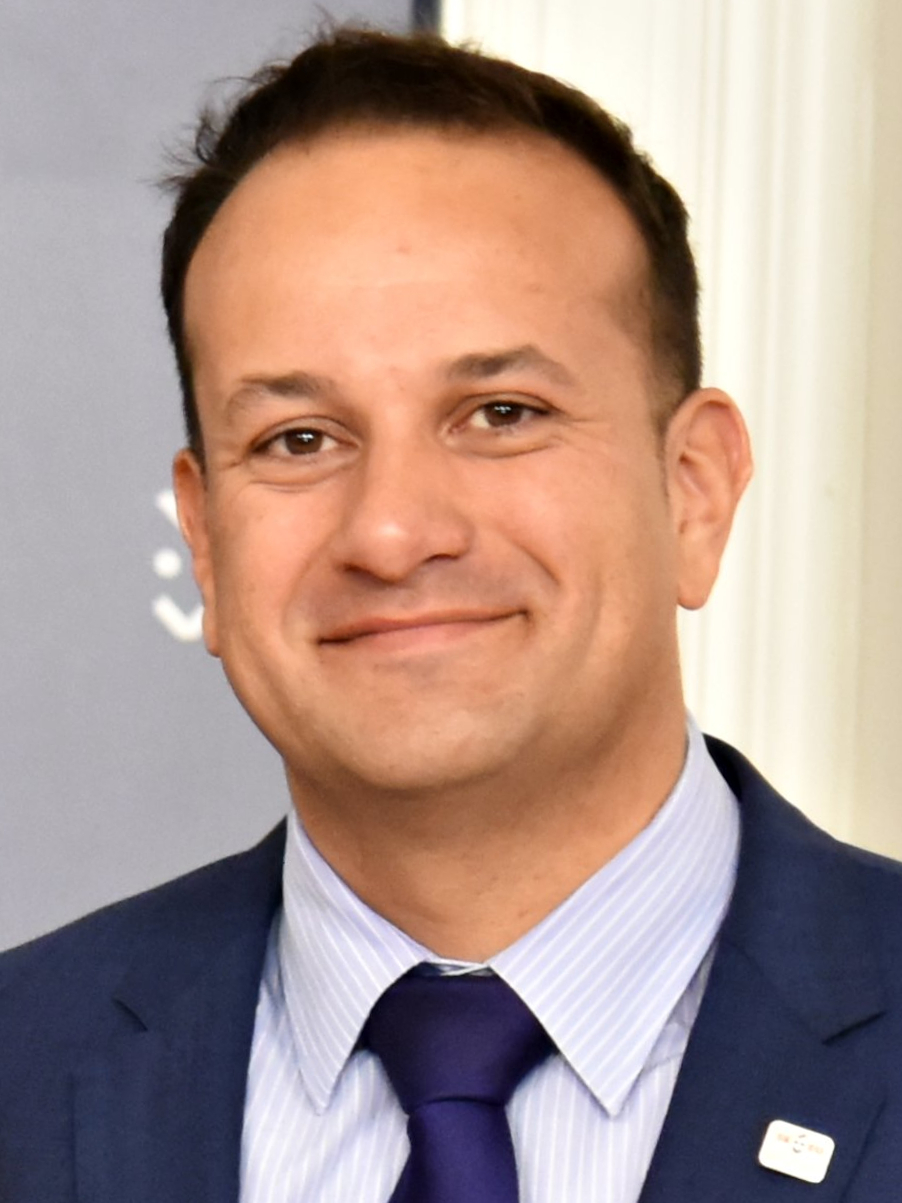
ليو فرادكار
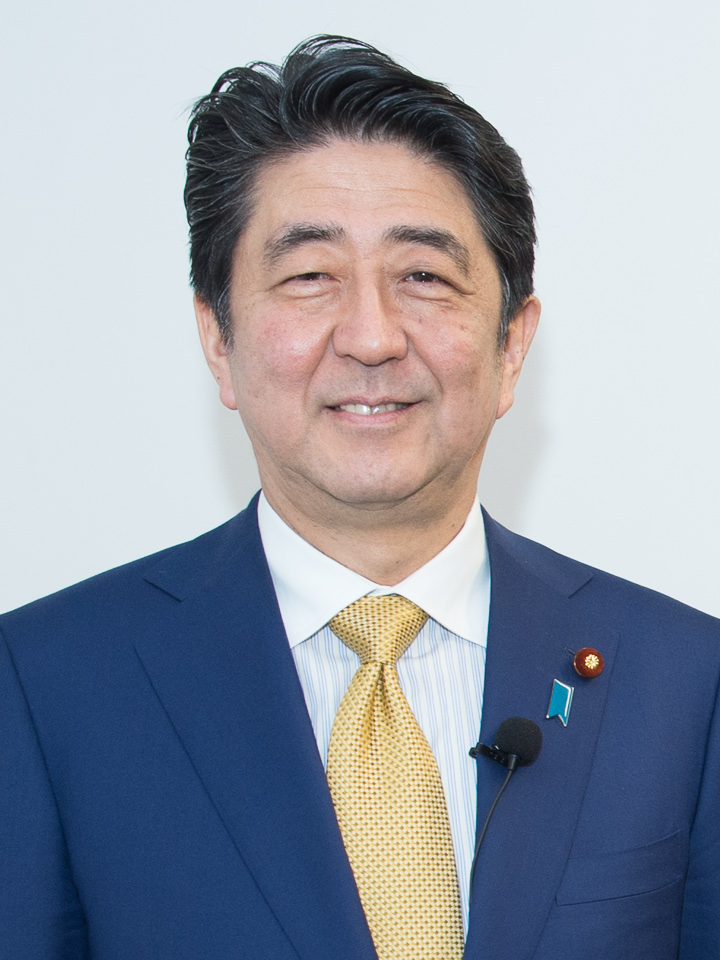
شينزو آبي
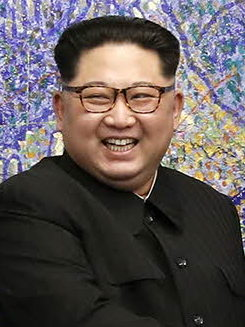
كم جونغ أون
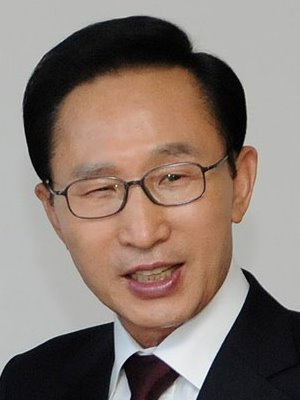
إي ميونغ باك
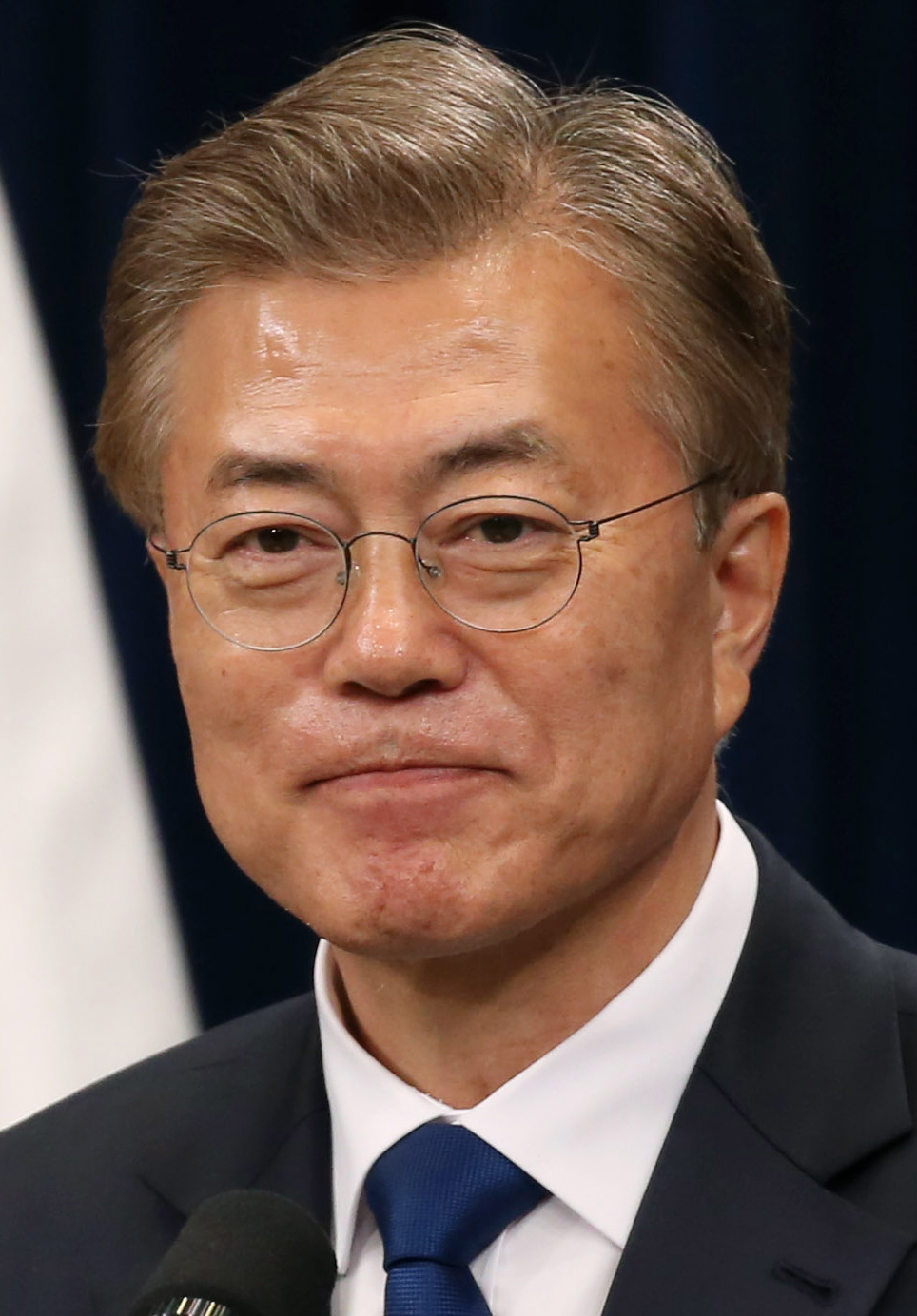
مون جاي إن
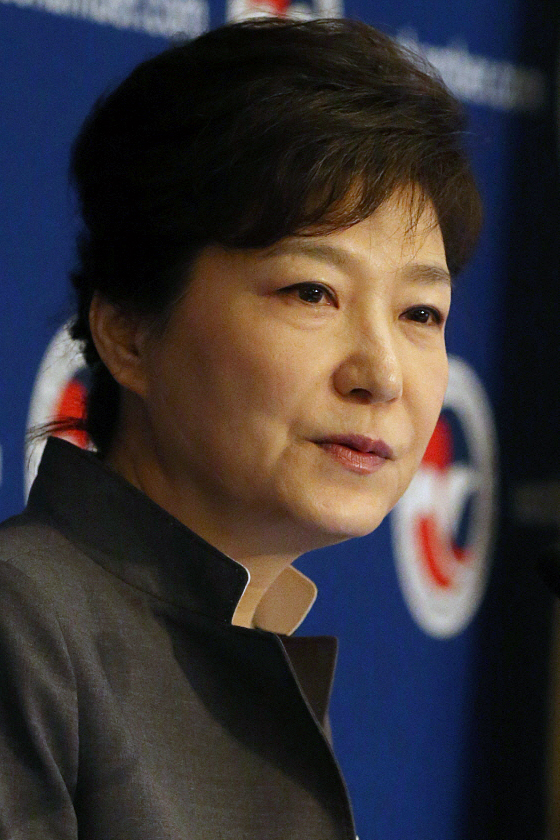
باك غن هي
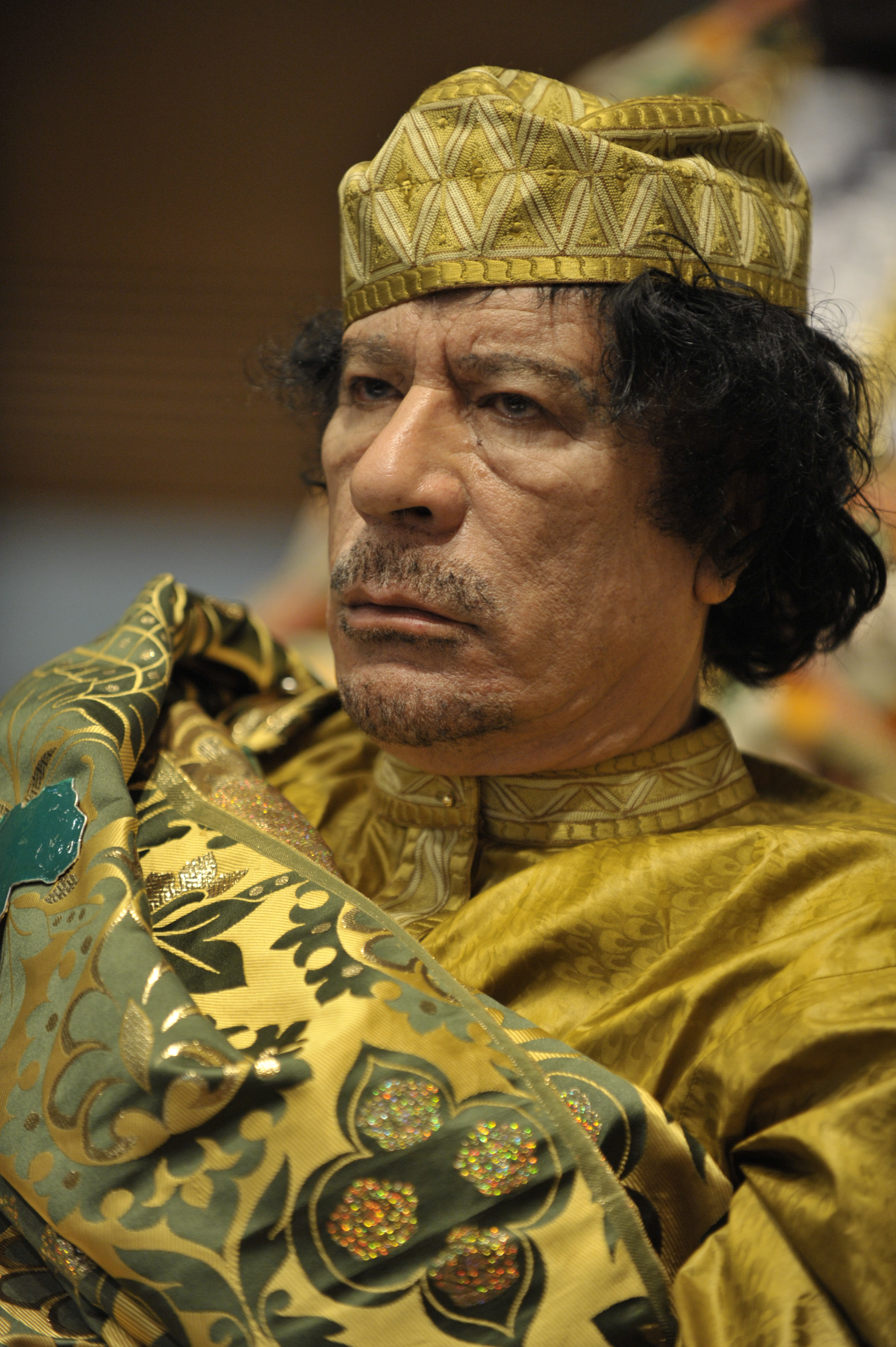
معمر القذافي
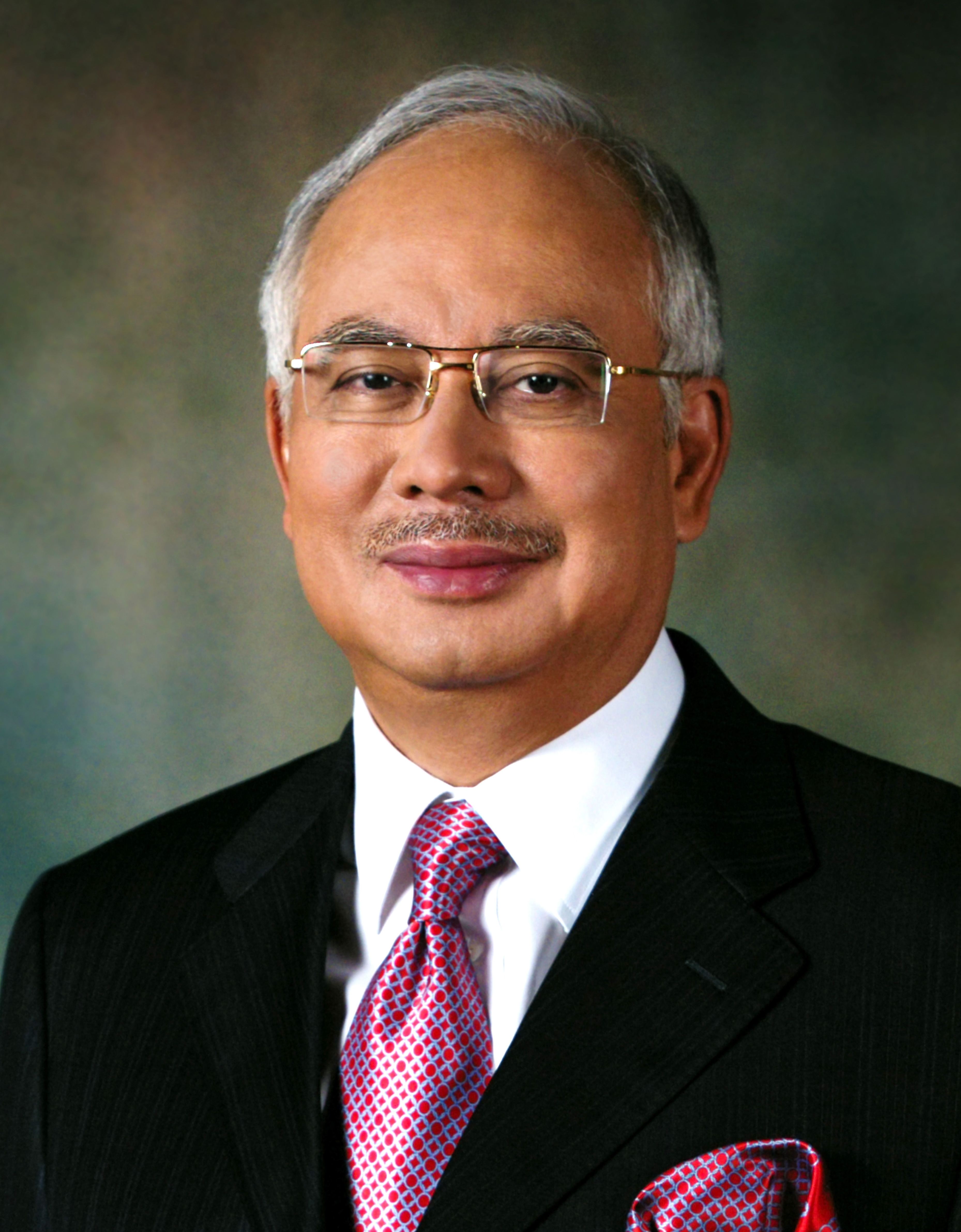
نجيب تون عبد الرزاق
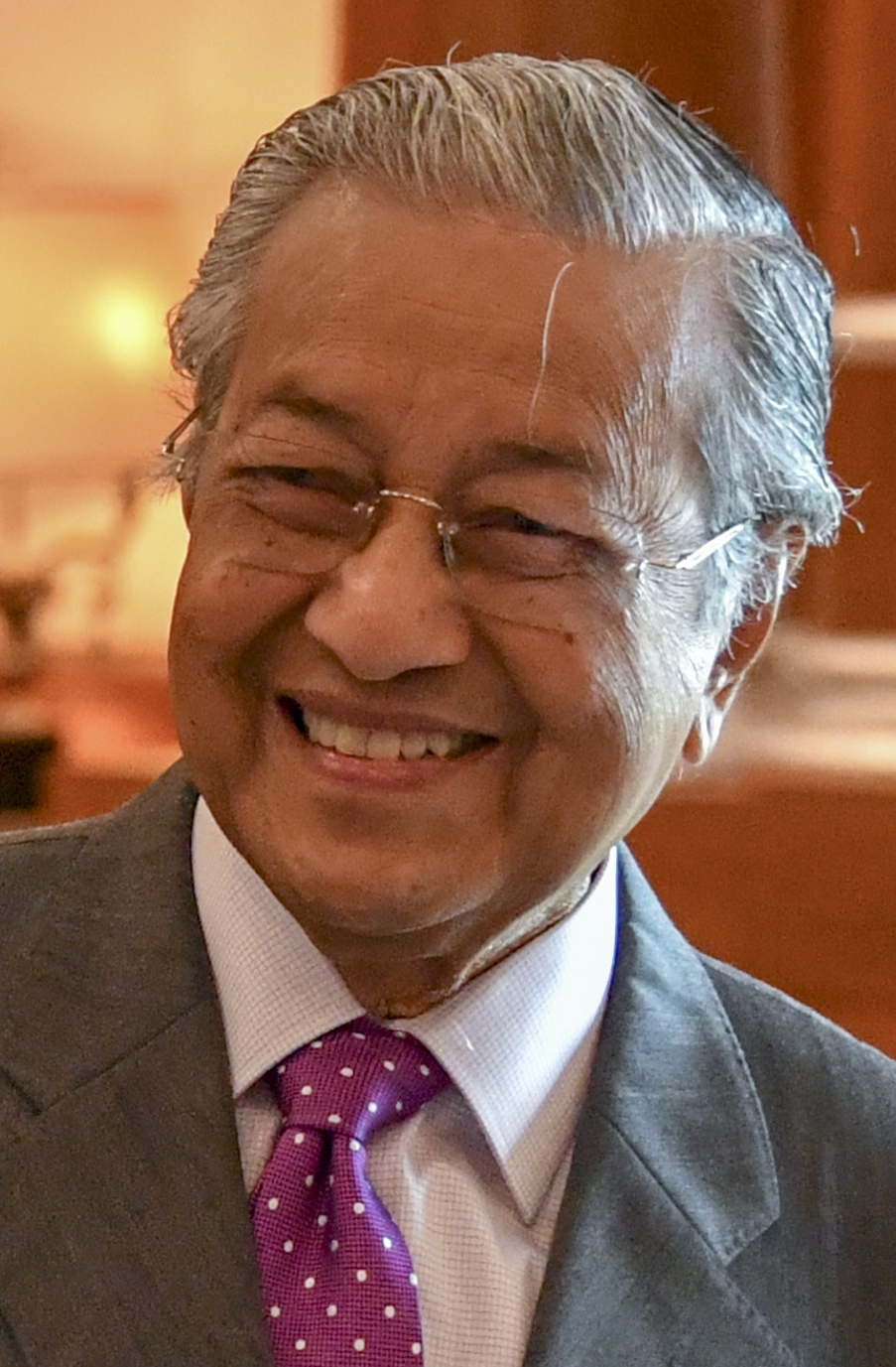
مهاتير محمد
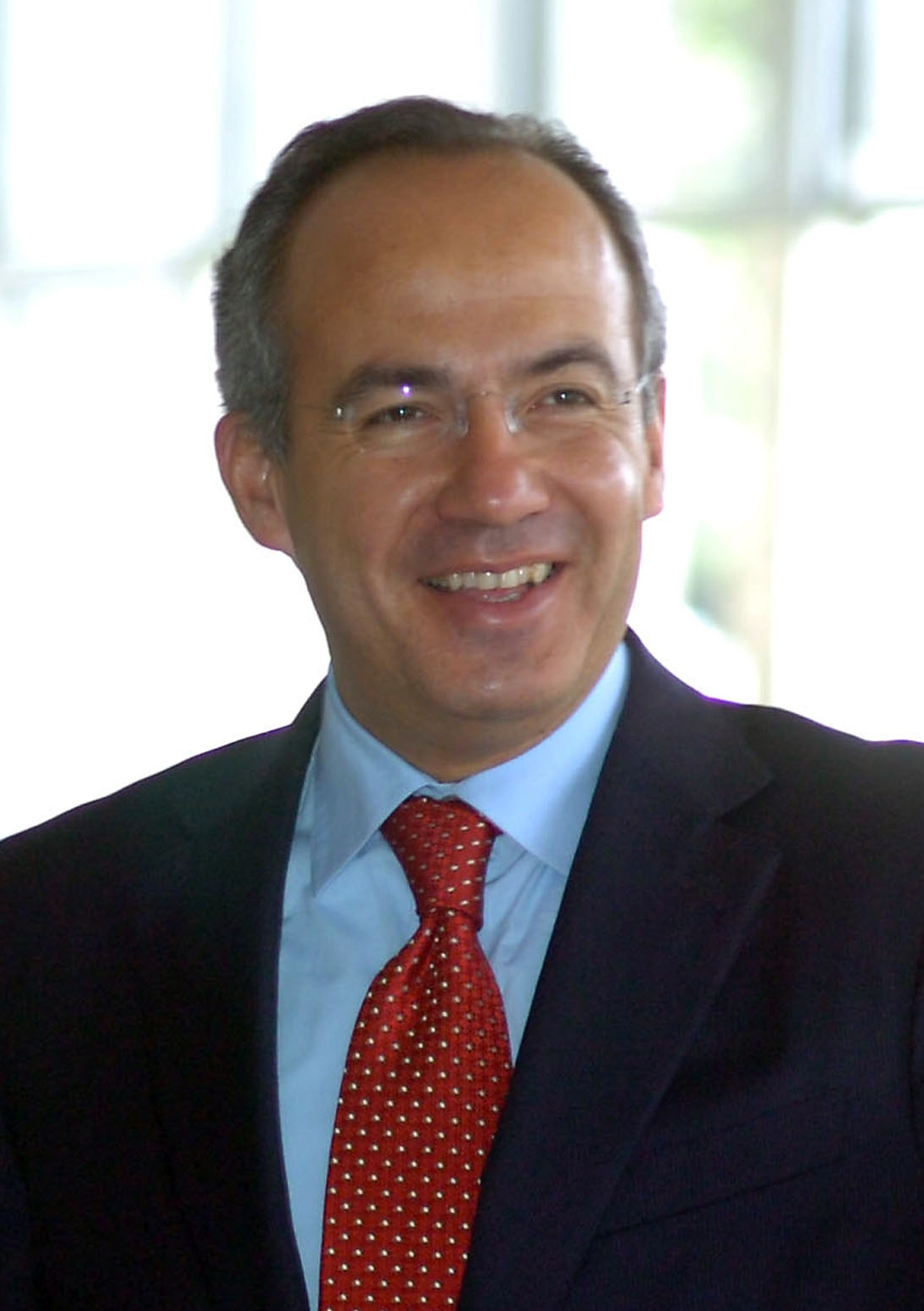
فيليبي كالديرون
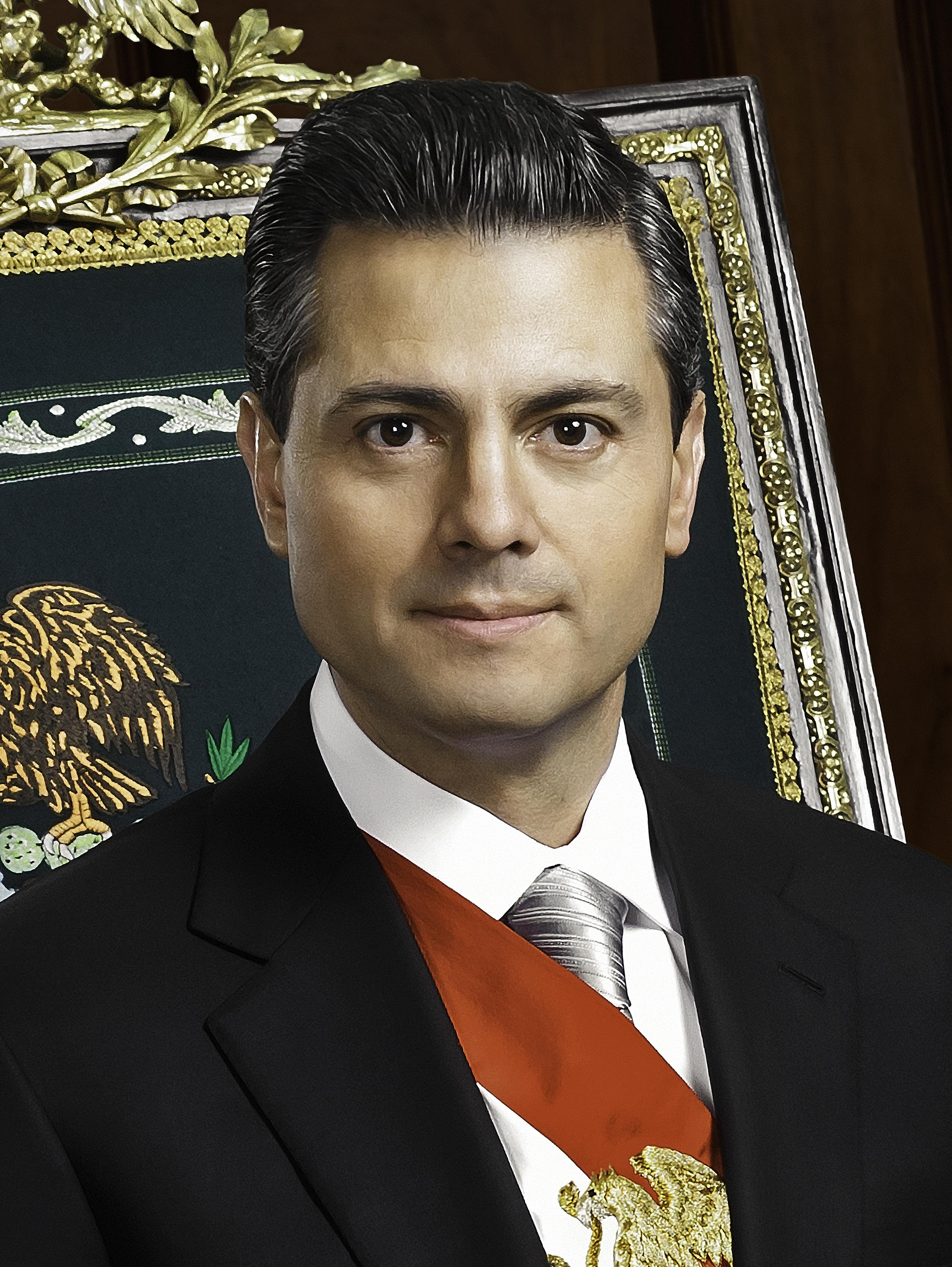
إنريكه بينيا نييتو
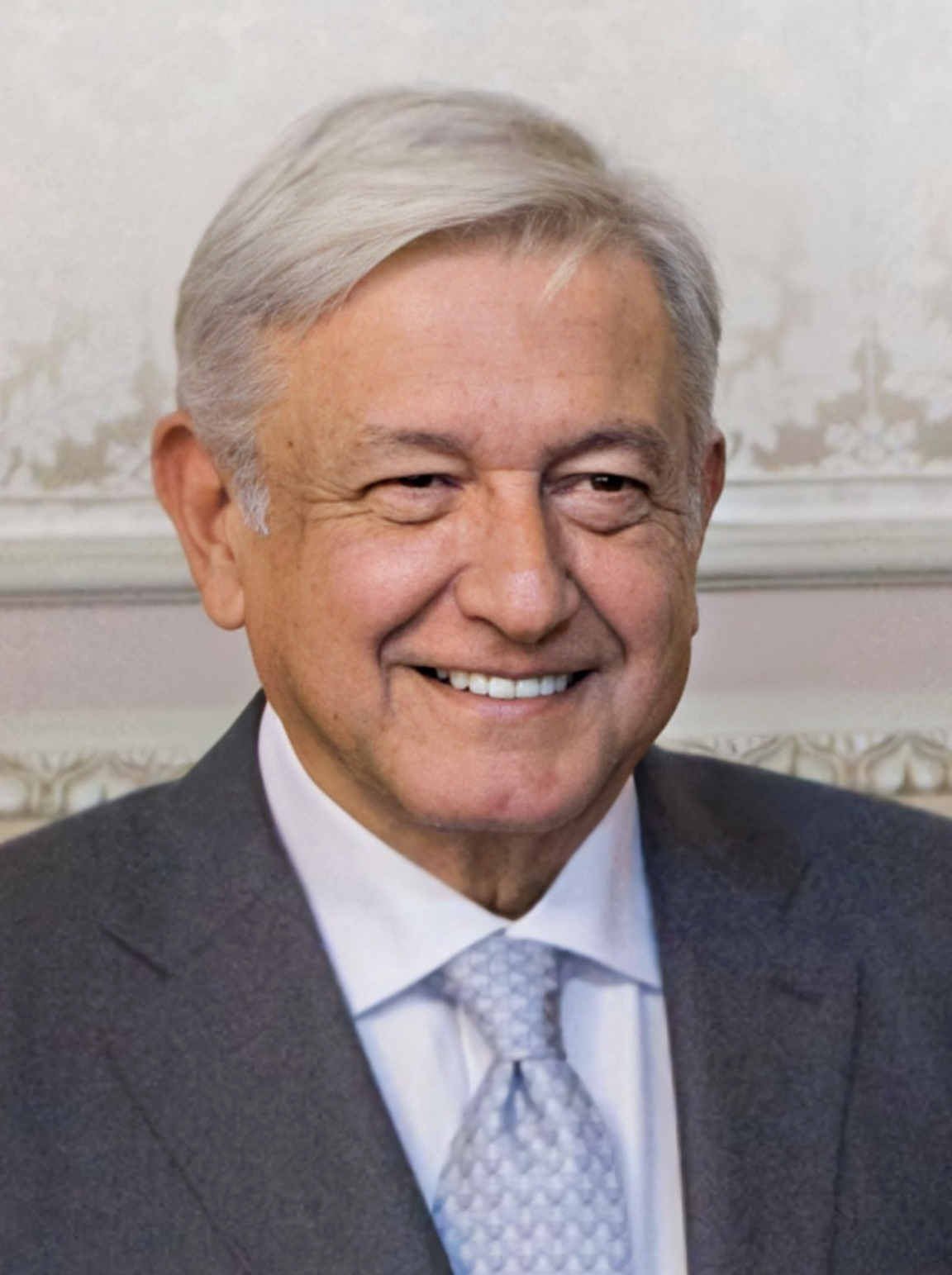
أندريس مانويل لوبيس أوبرادور
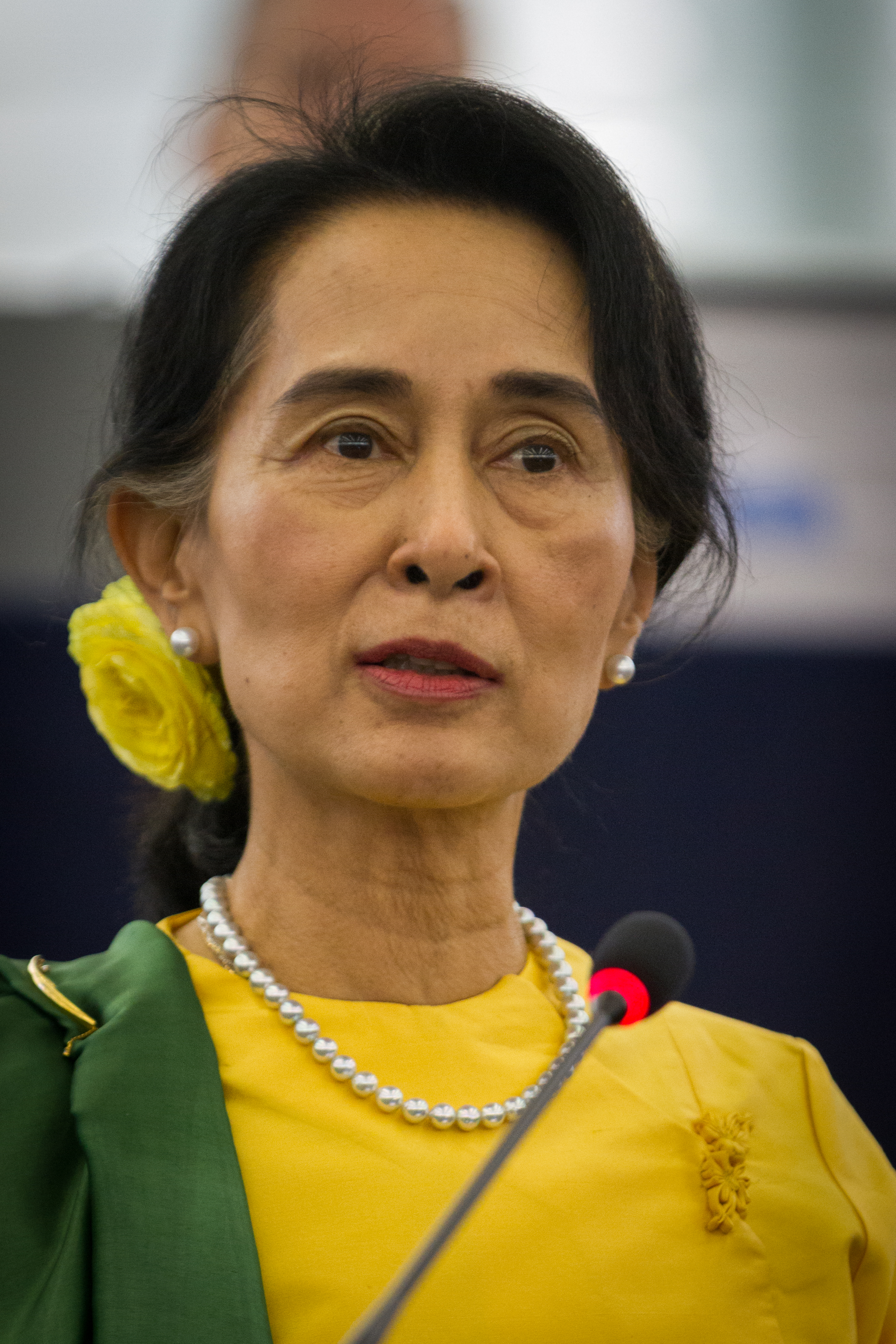
أون سان سو تشي
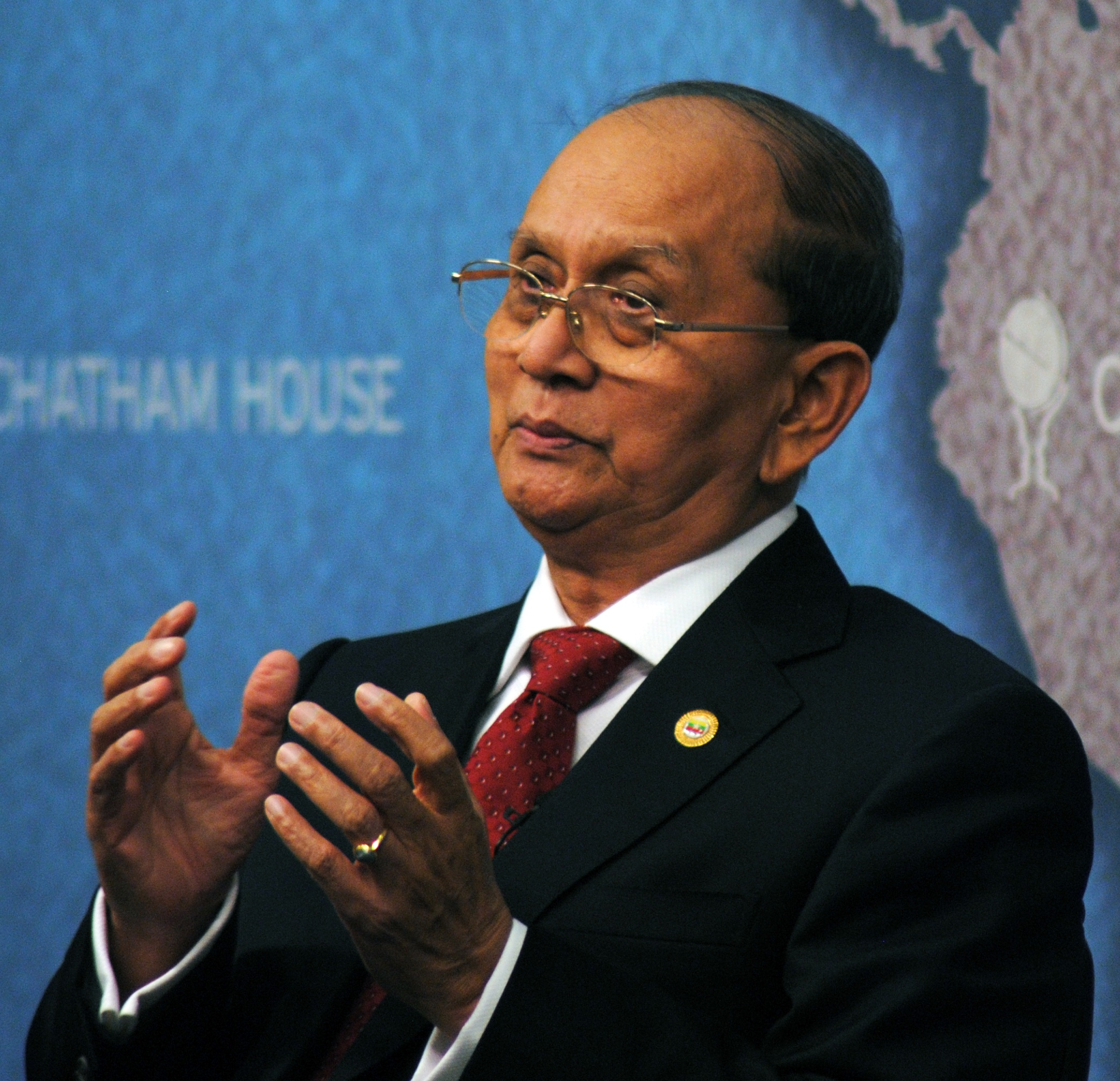
ثين سين
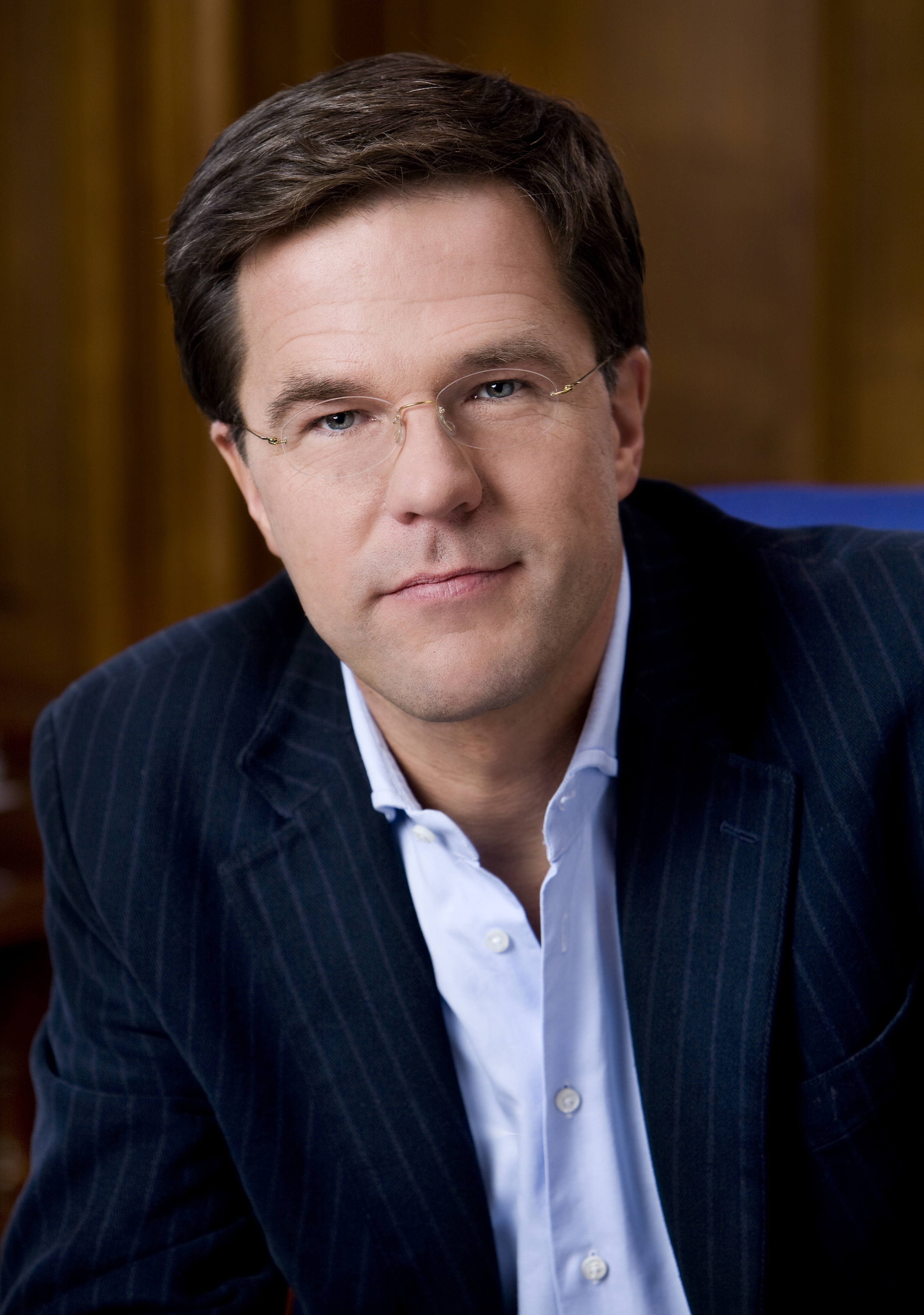
مارك روته
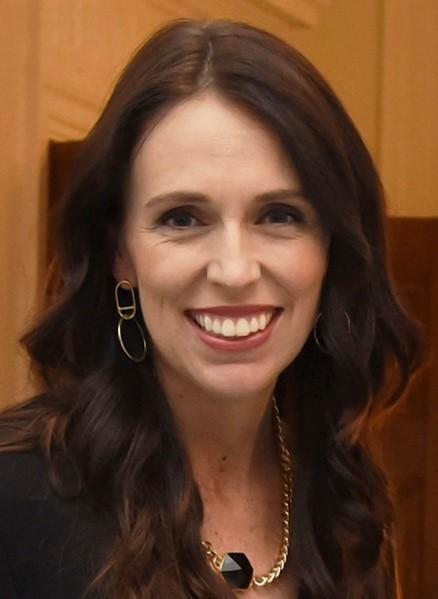
جاسيندا أرديرن
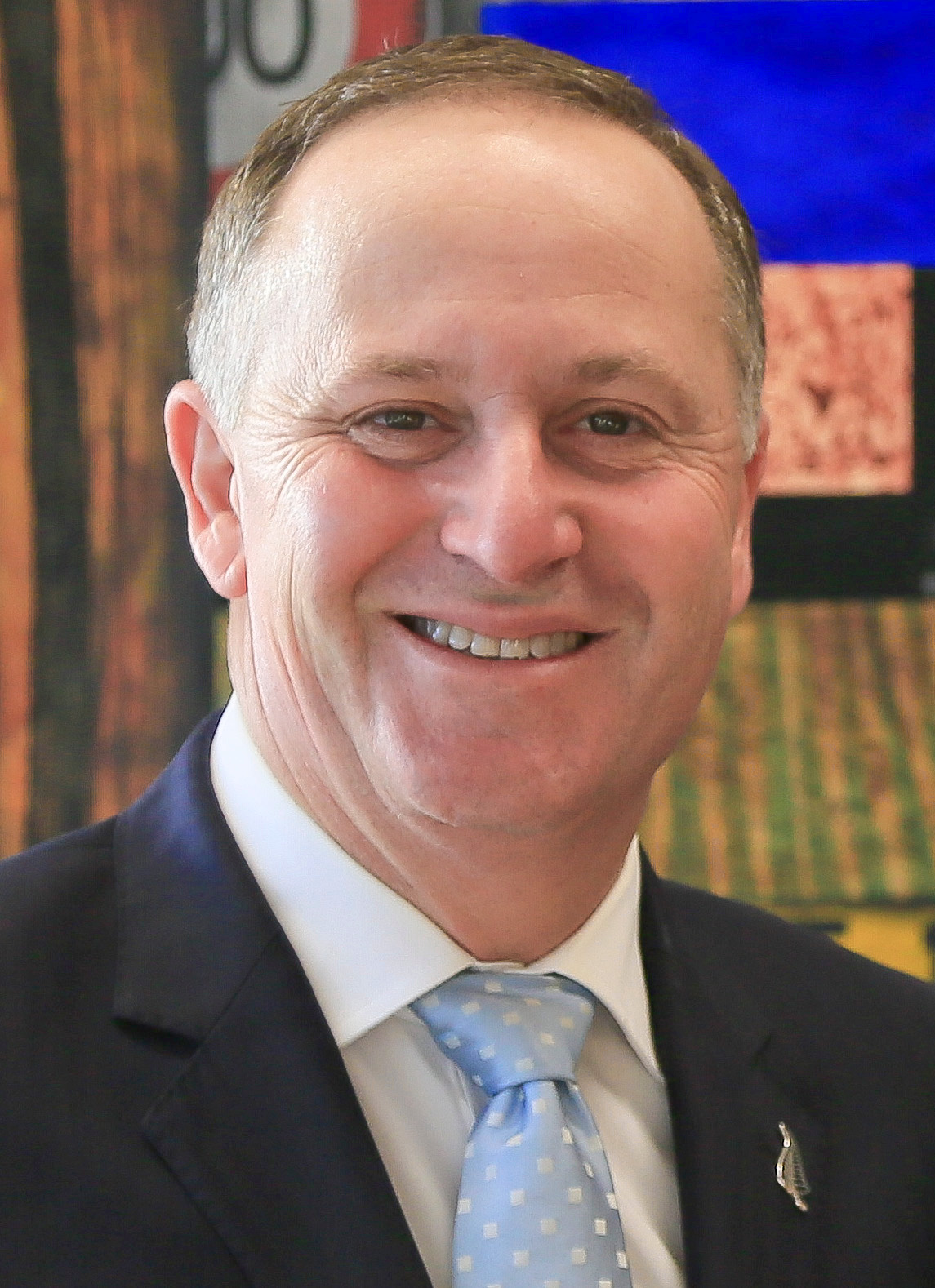
جون كي
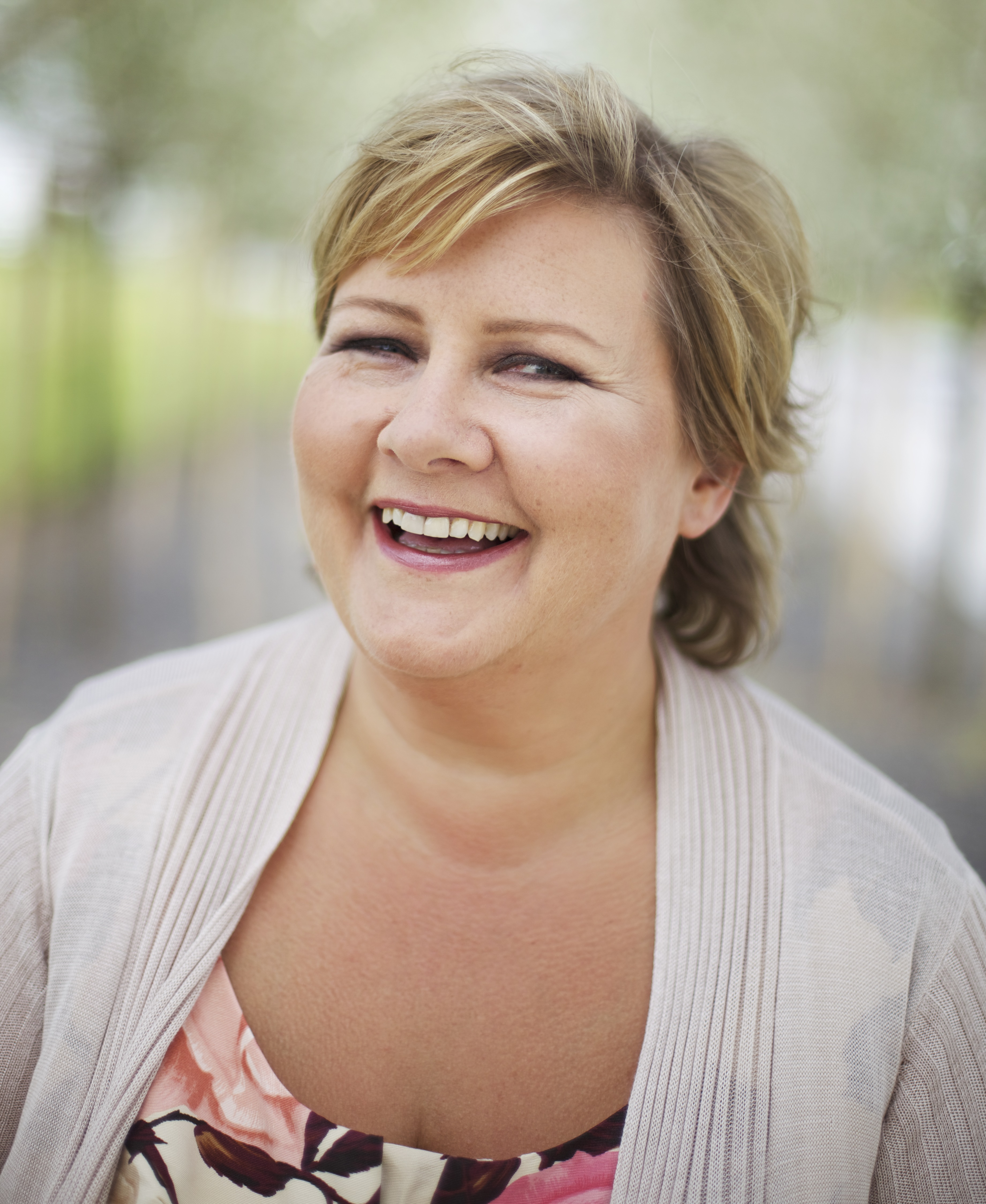
إرنا سولبرغ
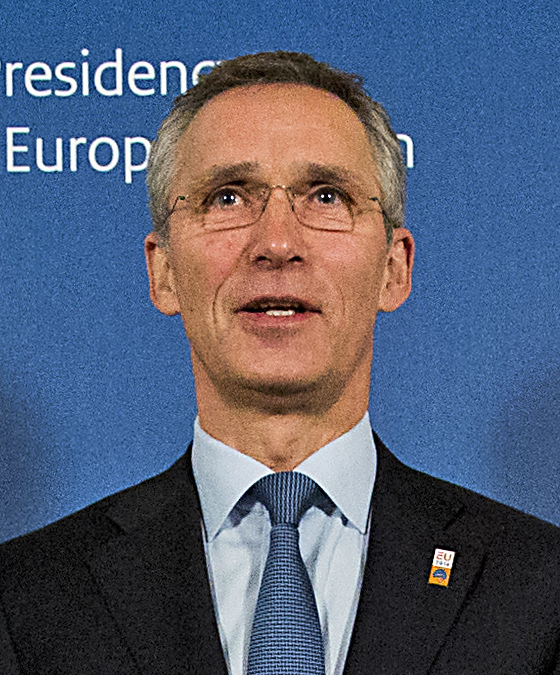
ينس ستولتنبرغ
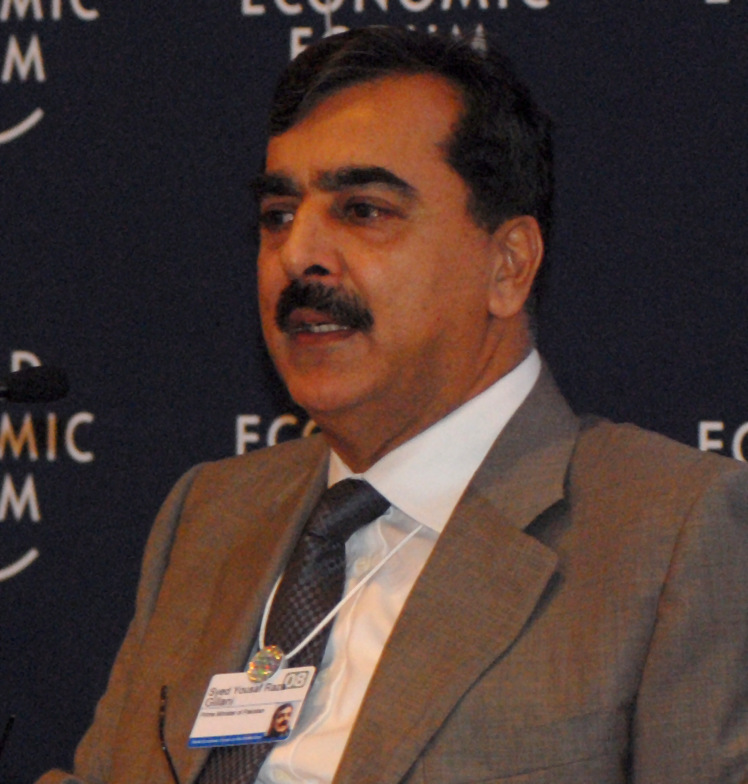
يوسف رضا الكيلاني
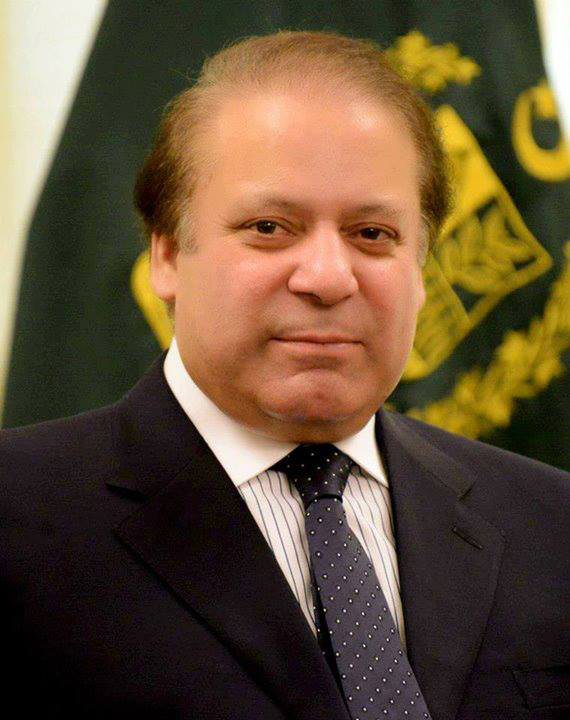
نواز شريف
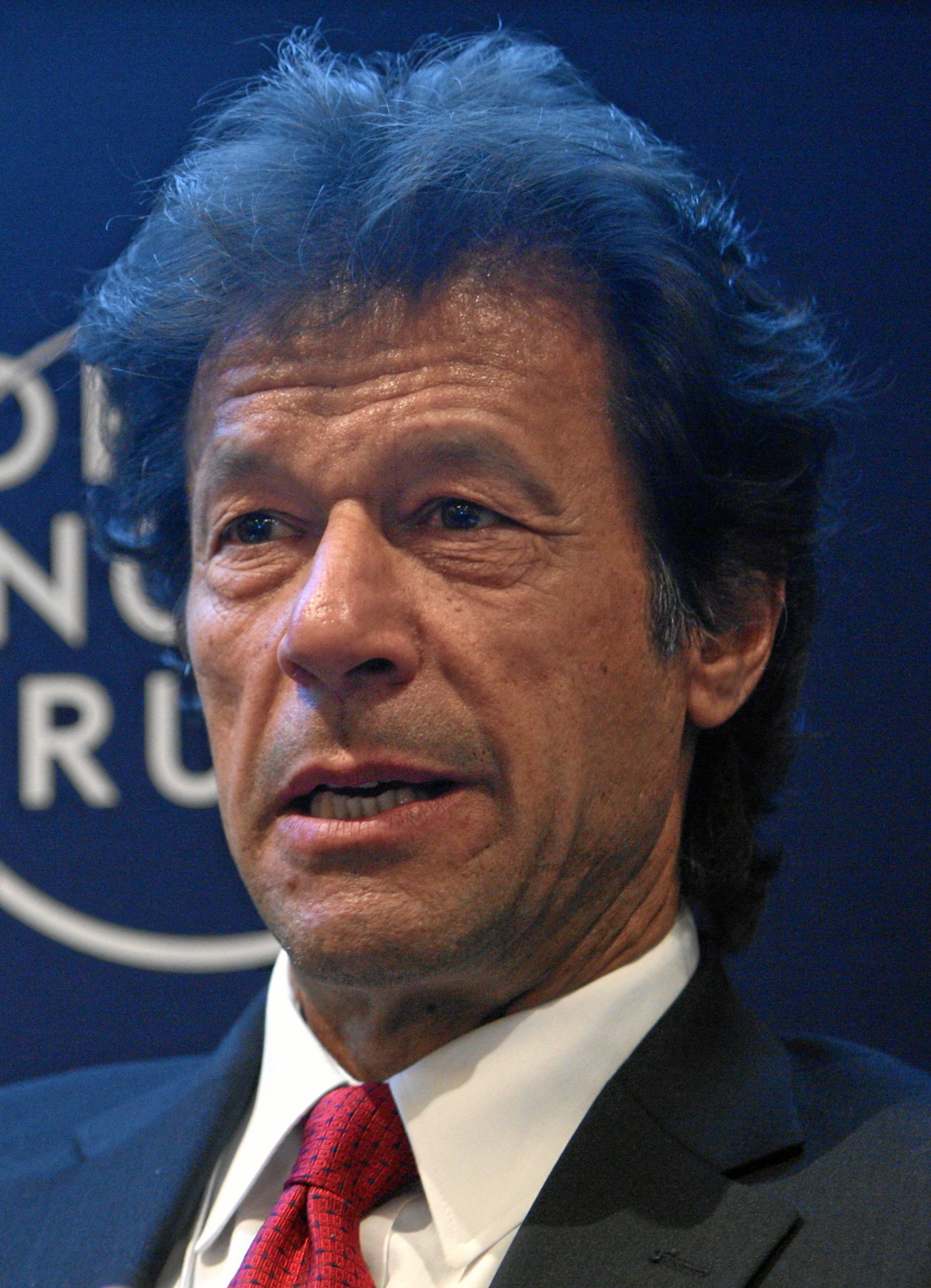
عمران خان
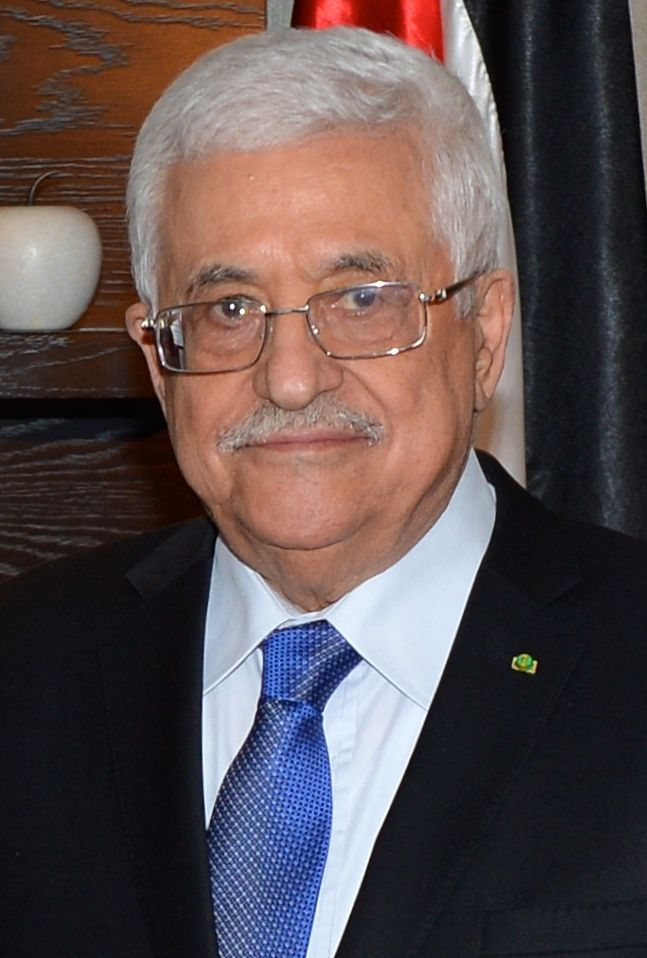
محمود عباس
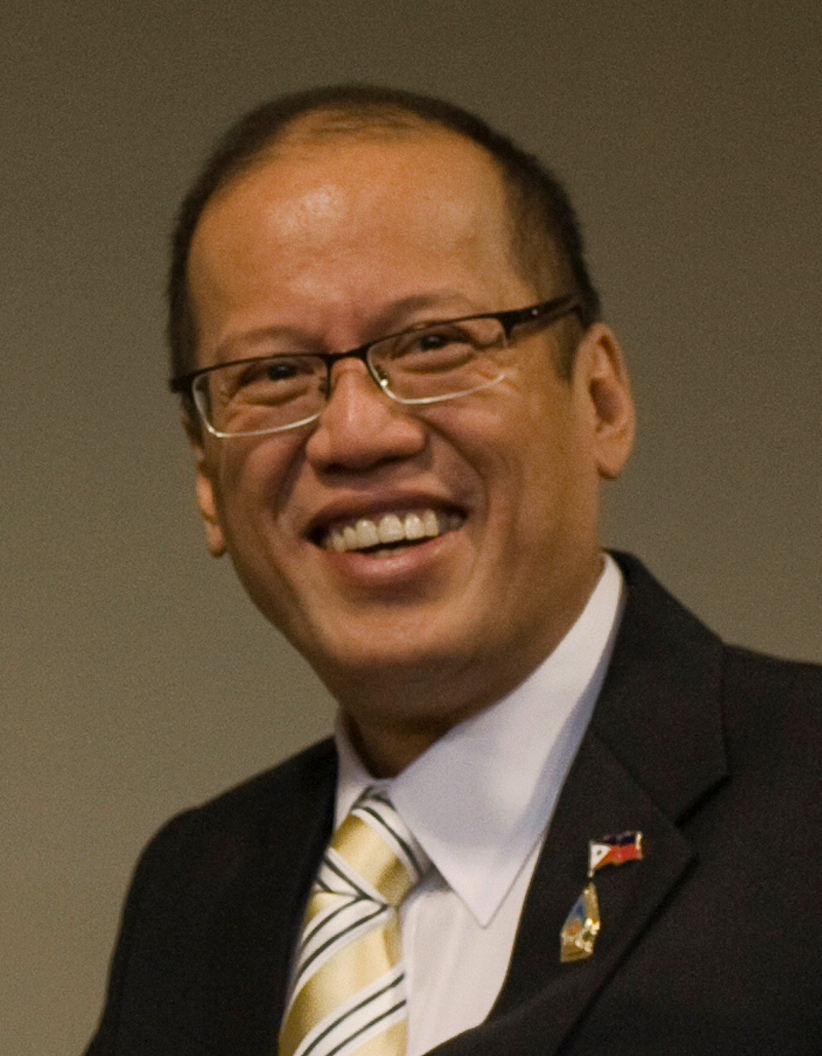
بنيغنو آكينو
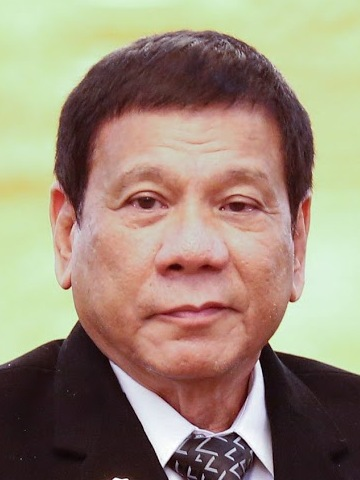
رودريغو دوتيرتي
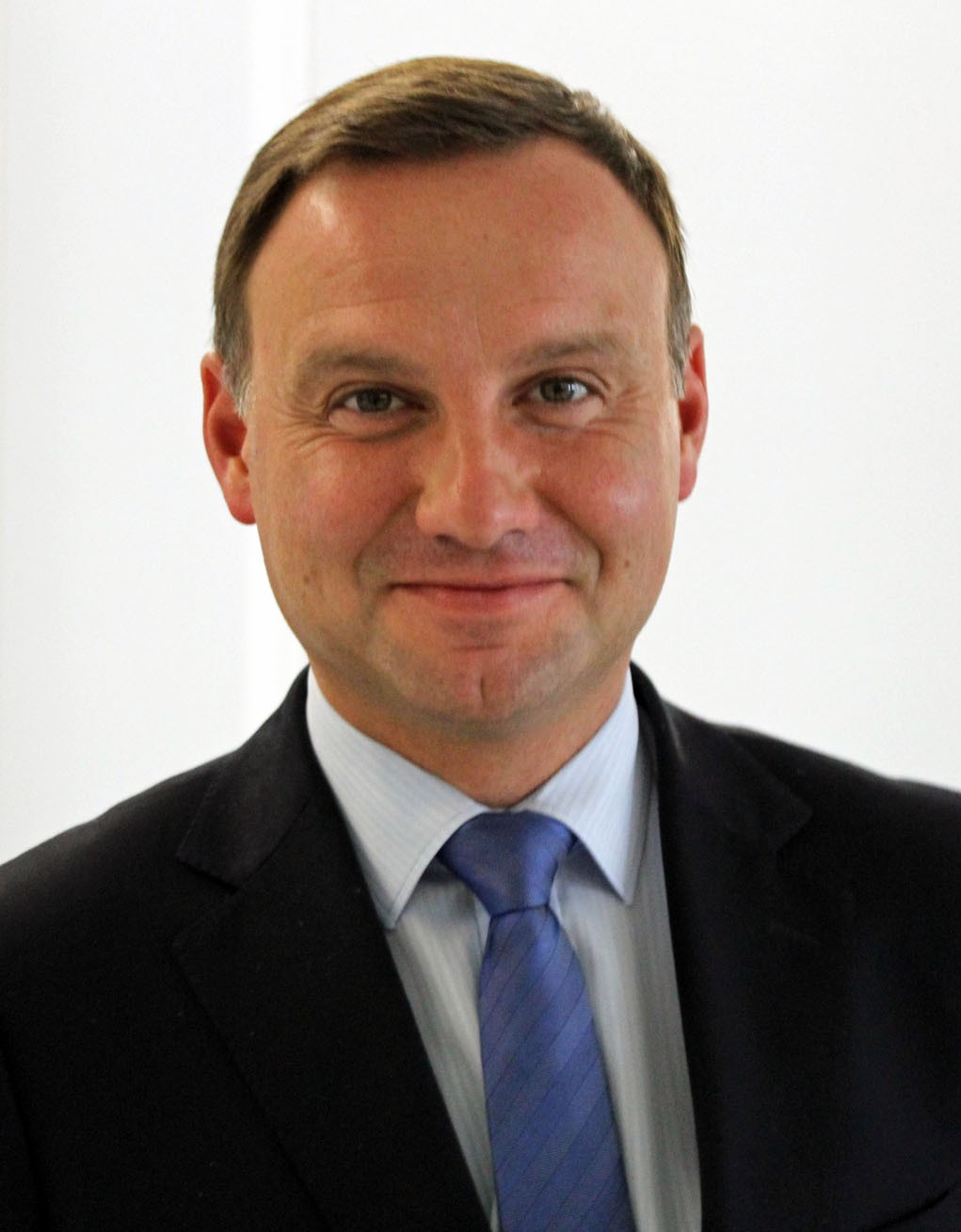
أندجي دودا
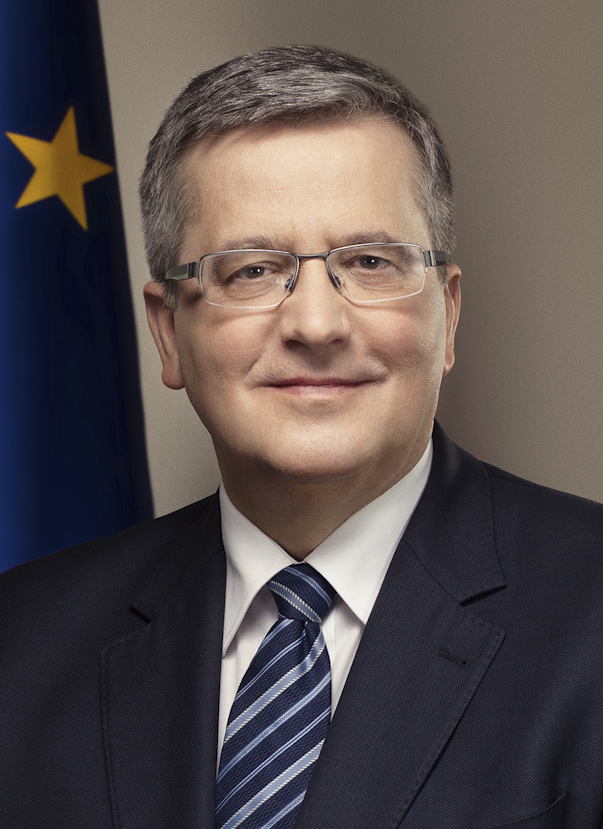
برونيسواف كوموروفسكي
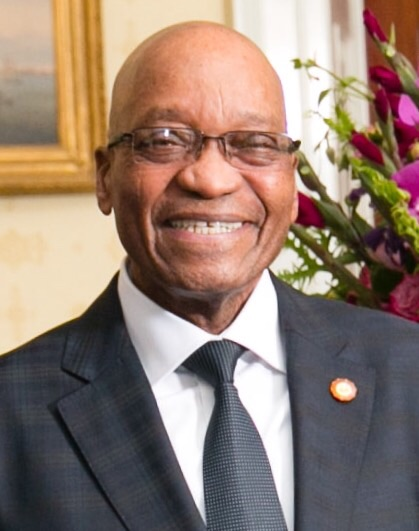
جاكوب زوما
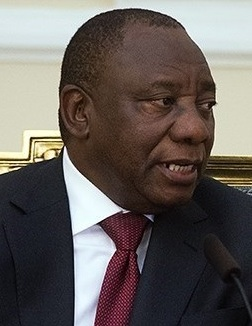
سيريل رامافوزا
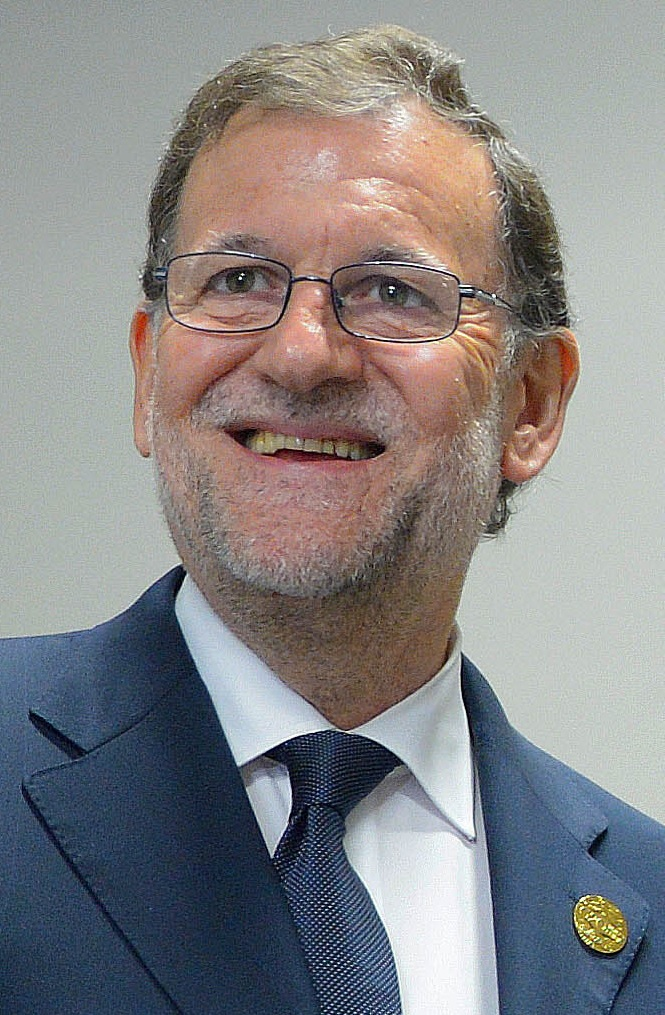
ماريانو راخوي
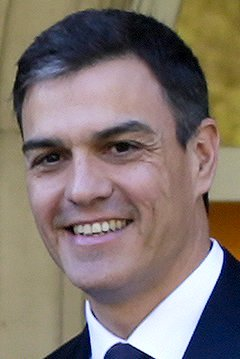
بيدرو سانشيز
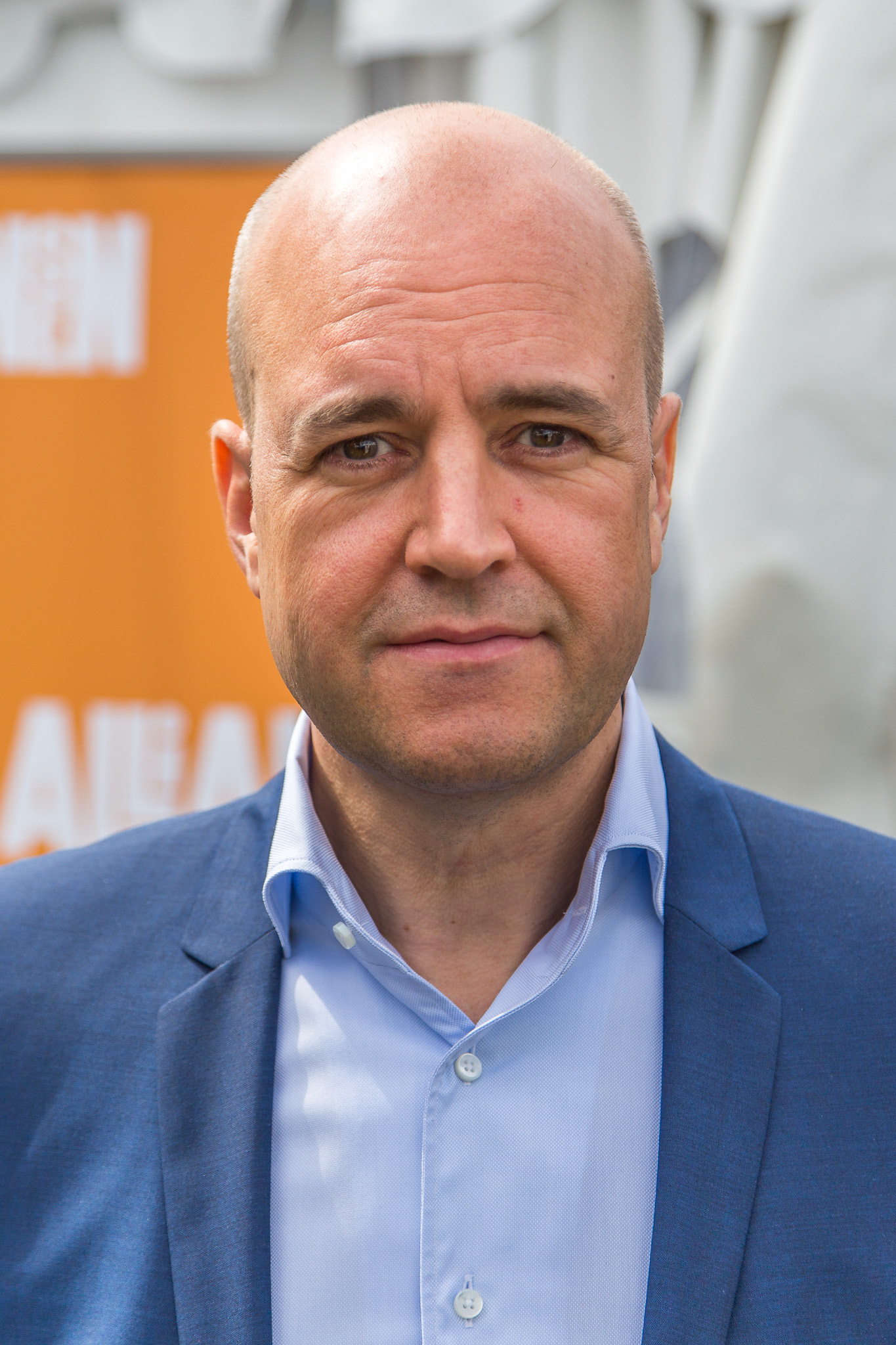
فريدريك رينفلت
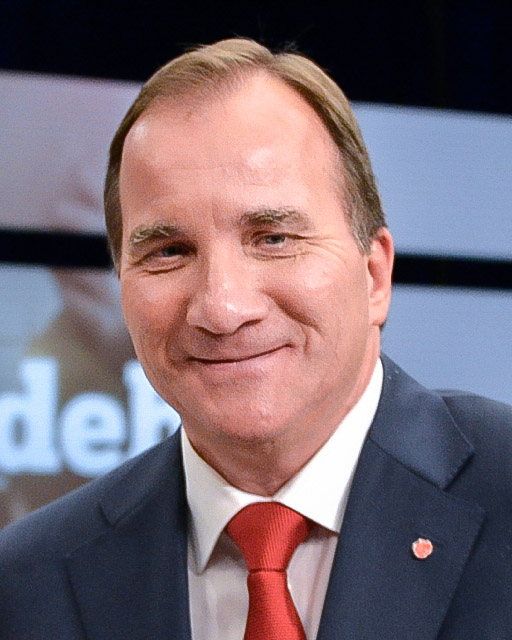
ستيفان لوفن
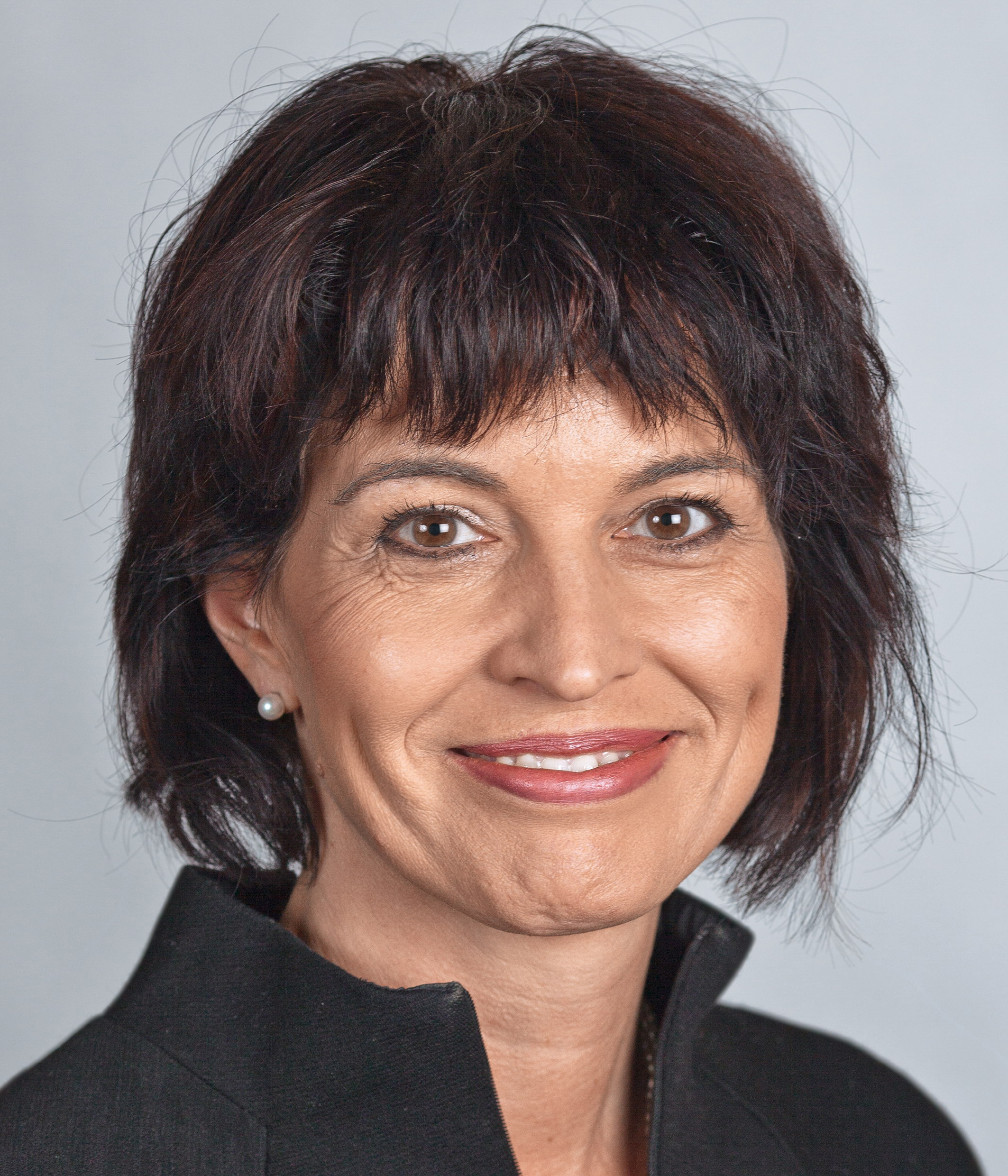
دوريس ليوتار
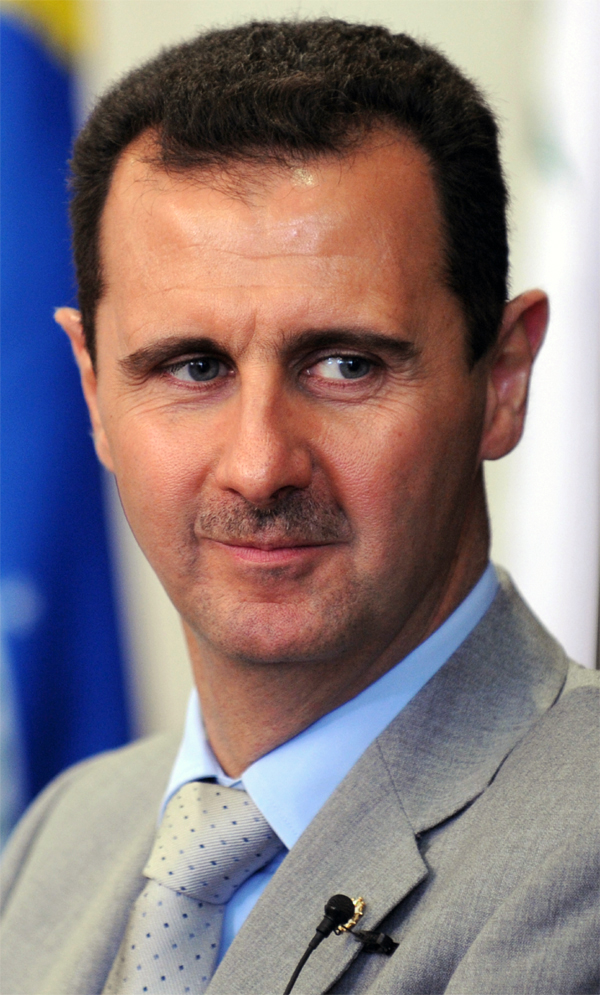
بشار الأسد
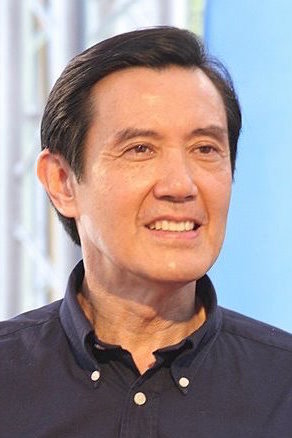
ما يينغ جيو
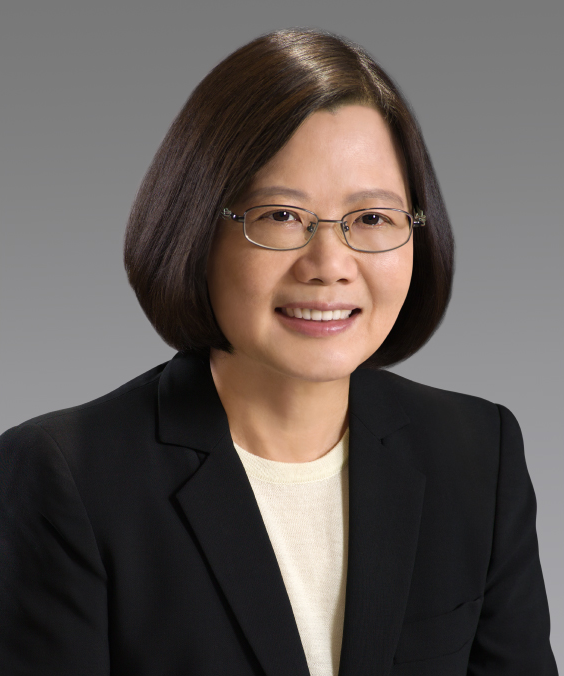
تساي إنغ ون
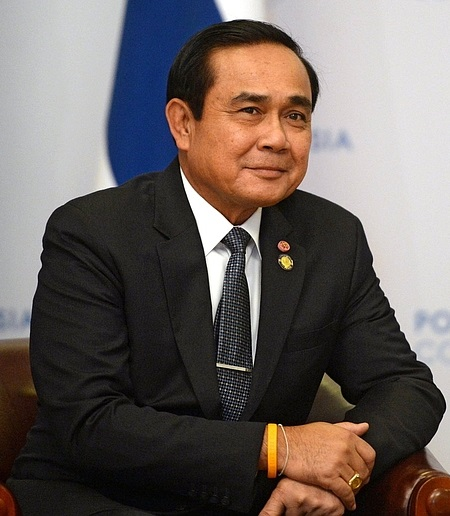
برايوت تشان أوتشا
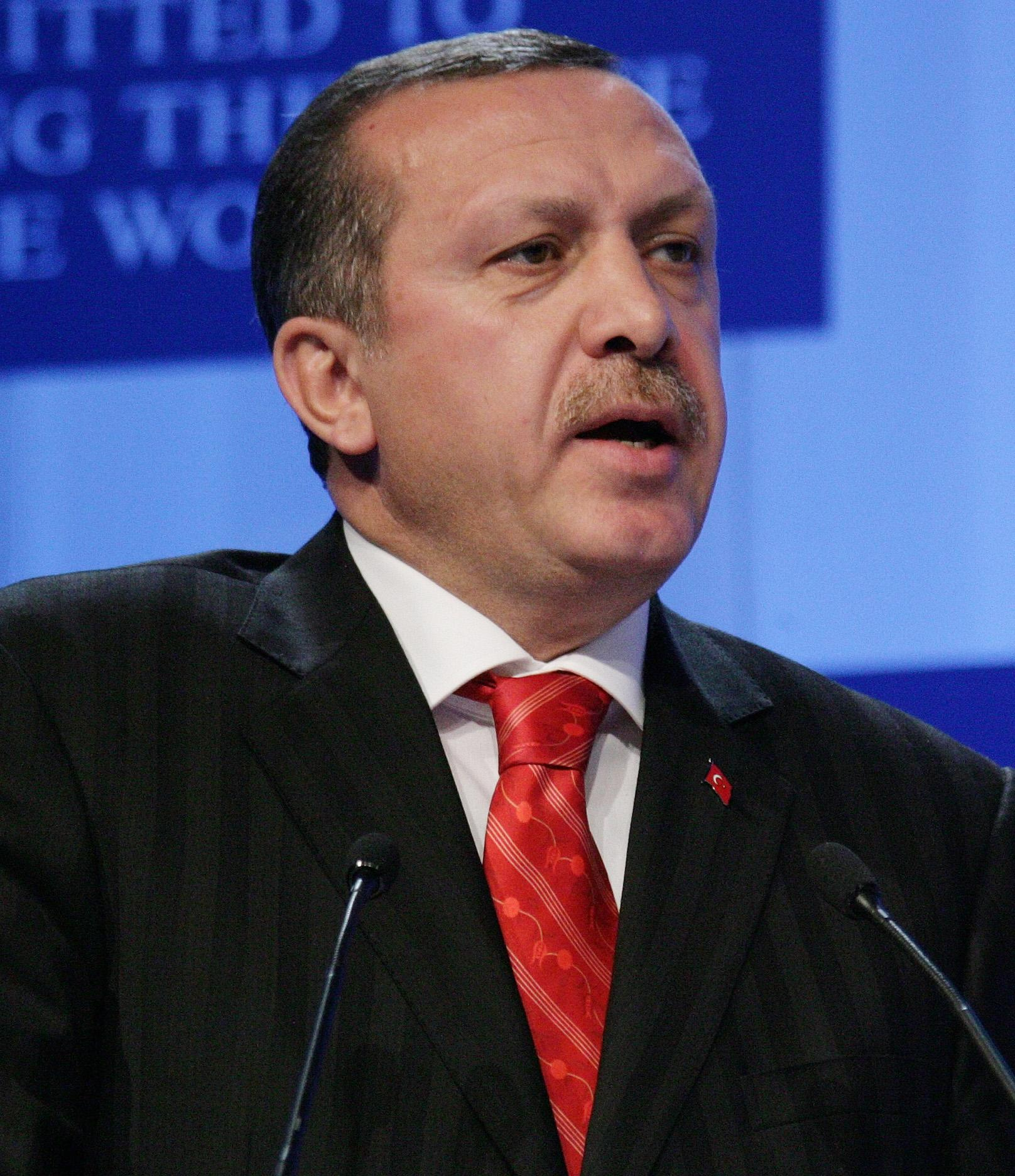
رجب طيب أردوغان
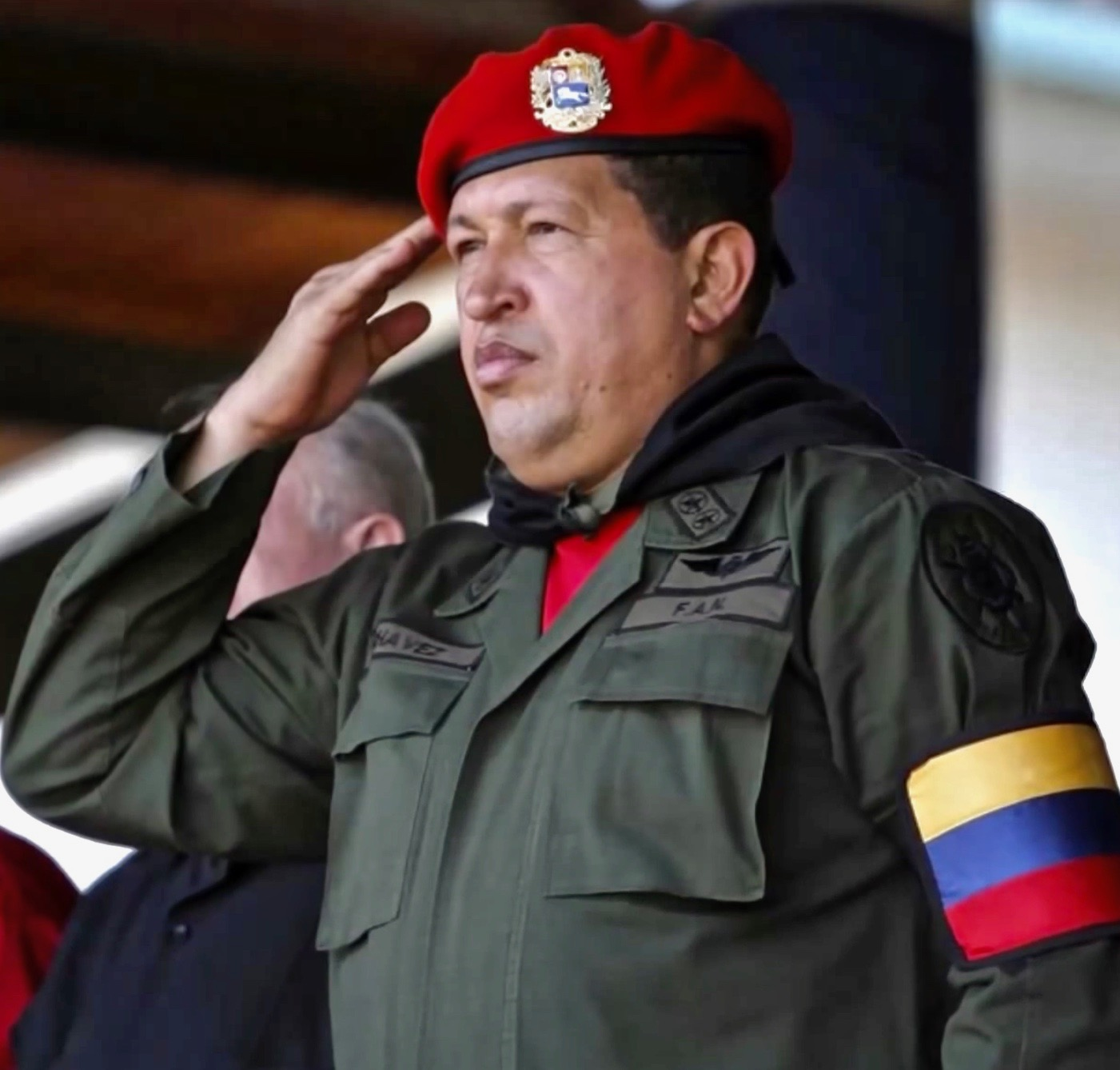
هوغو تشافيز
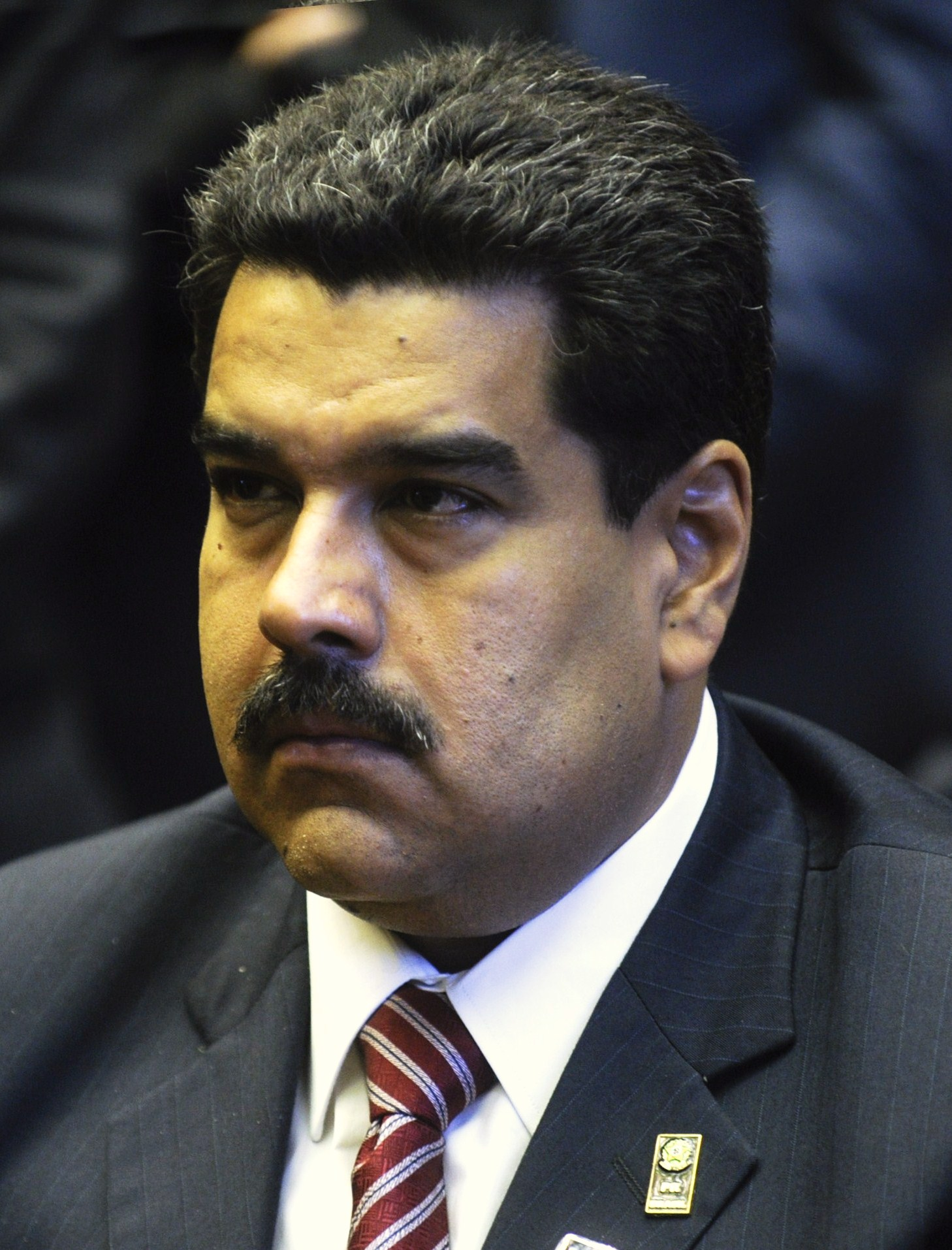
نيكولاس مادورو
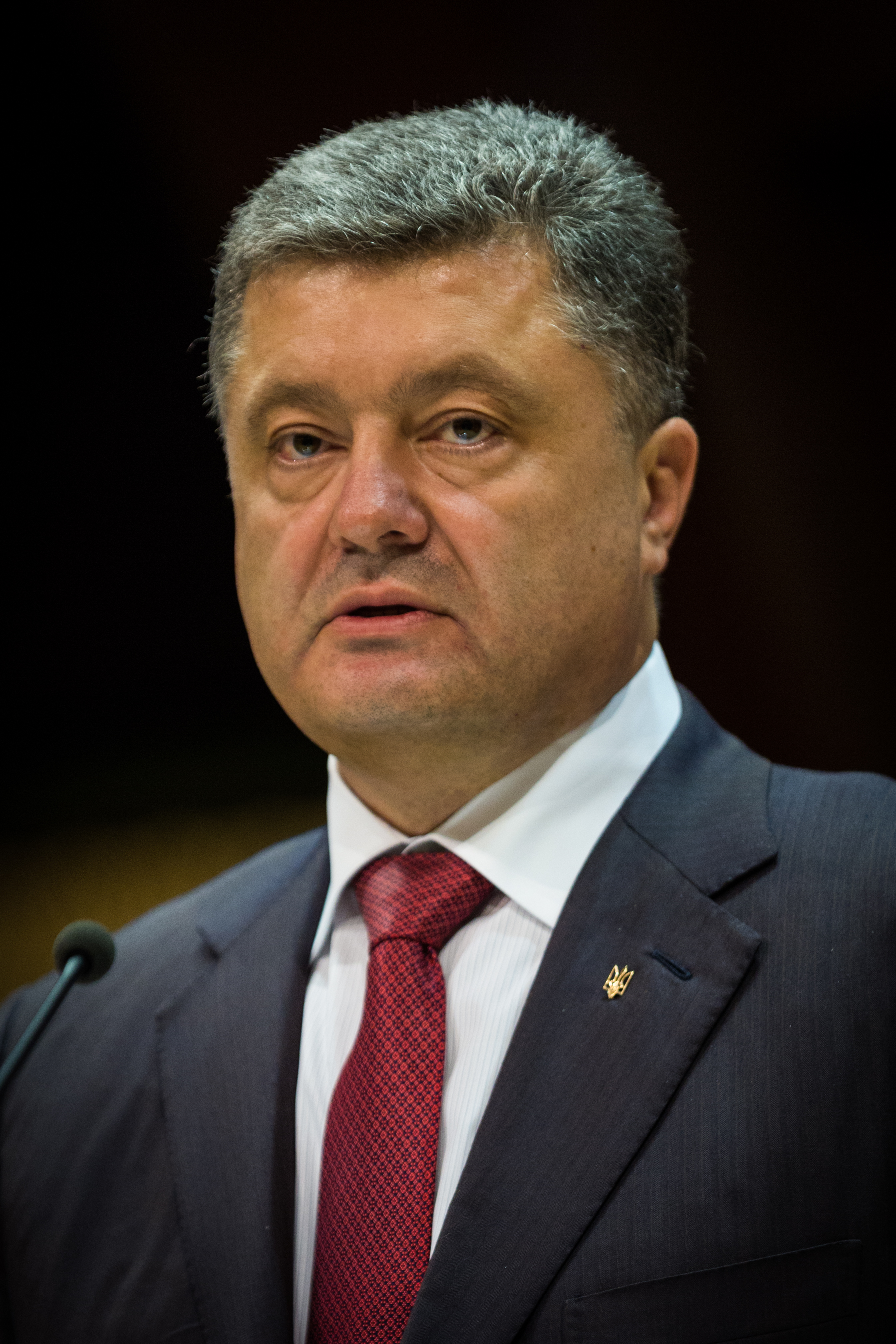
بترو بوروشنكو
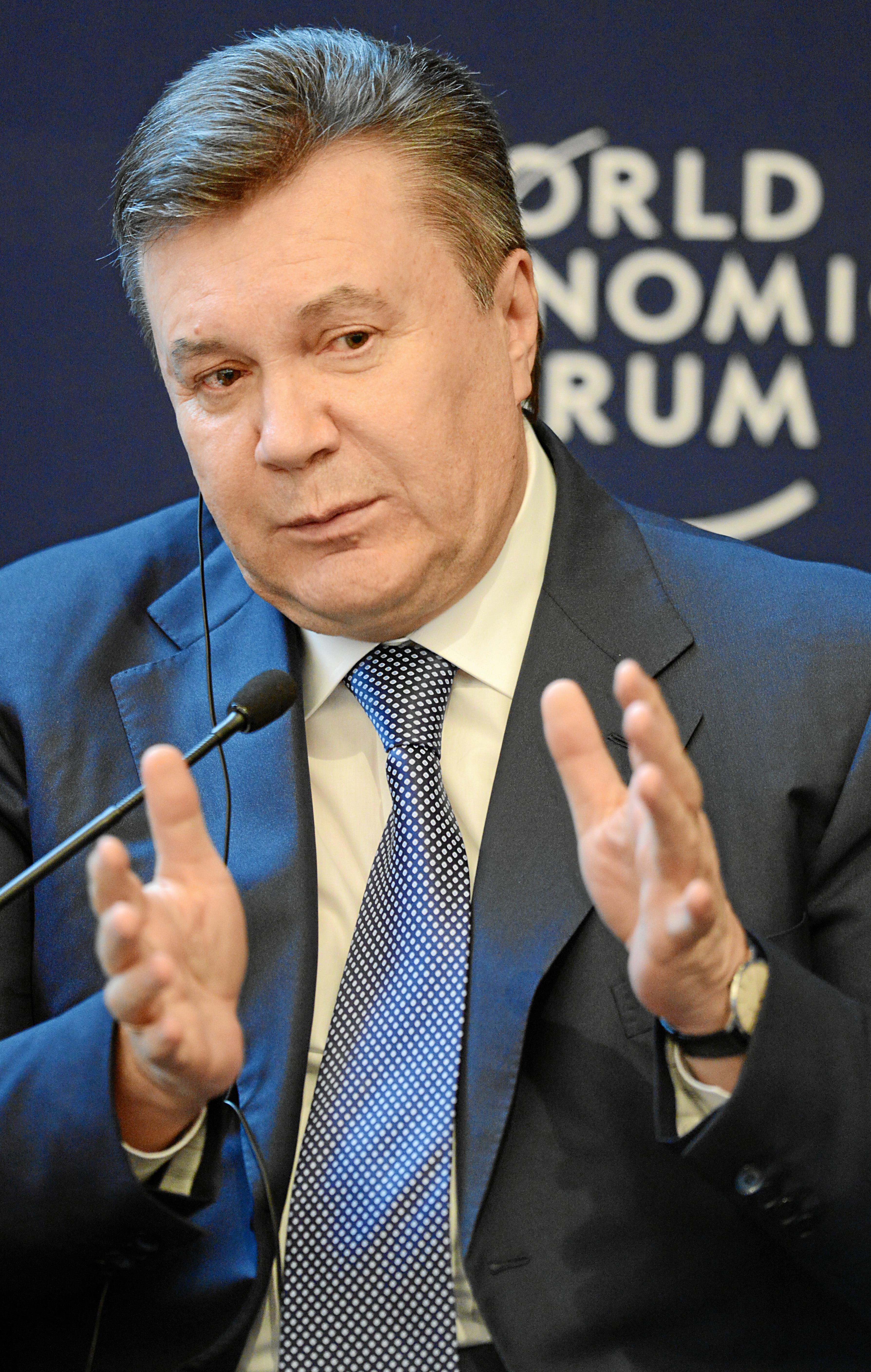
فيكتور يانوكوفيتش
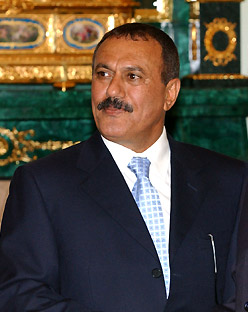
علي عبد الله صالح
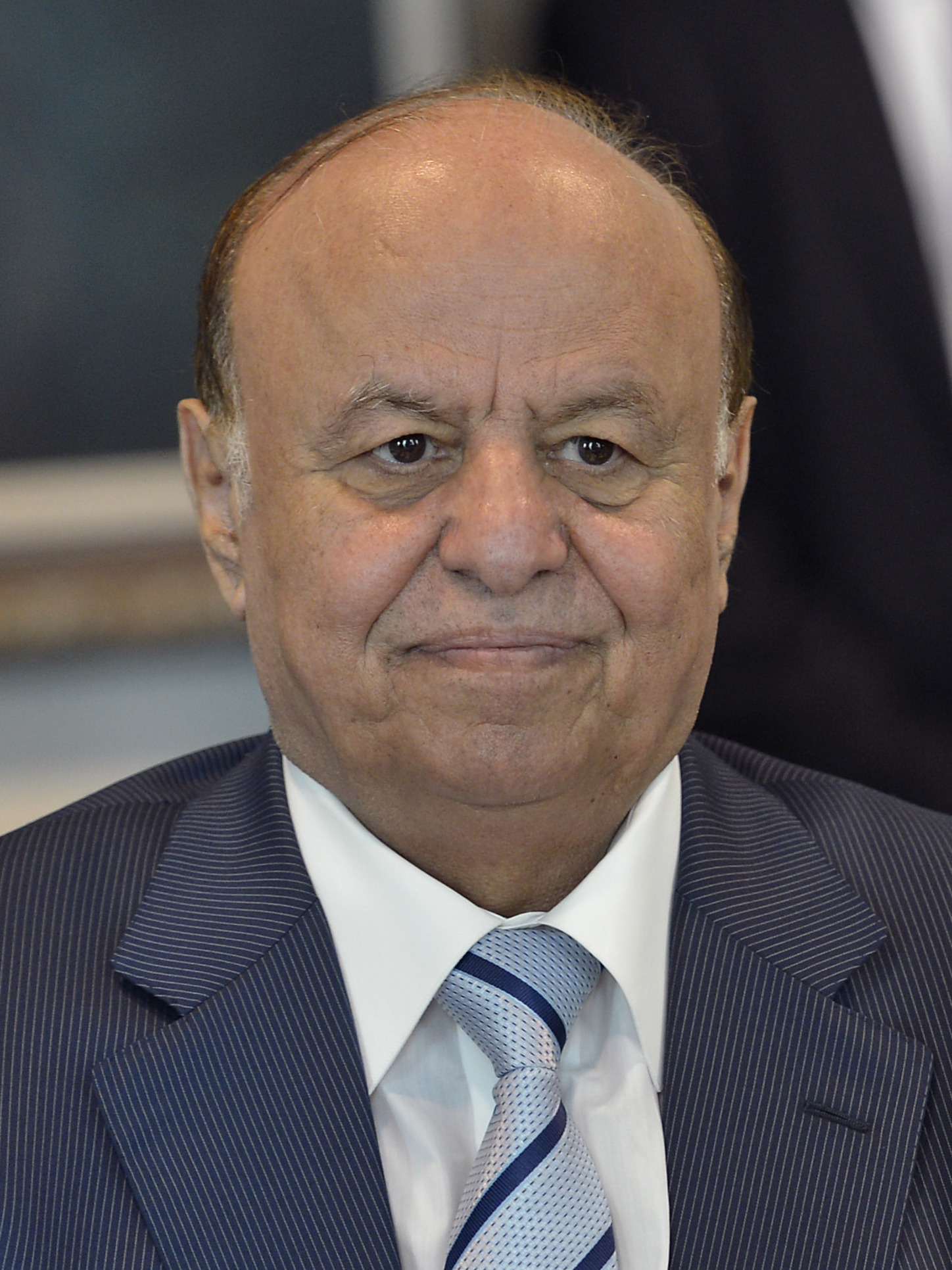
عبد ربه منصور هادي
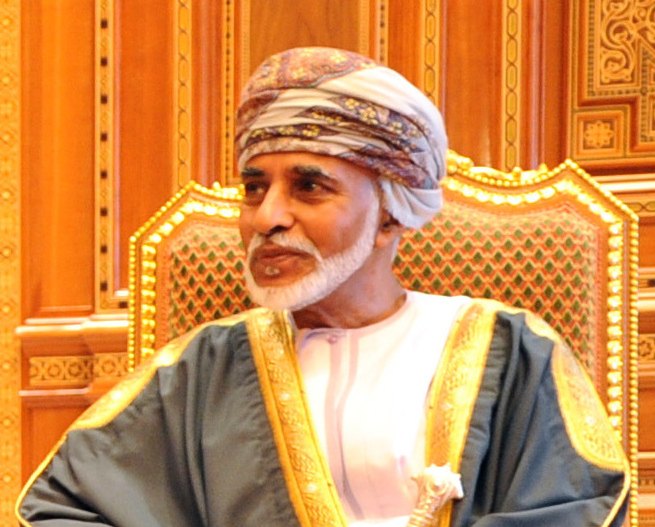
قابوس بن سعيد

## شخصيات بارزة
- 2011: مقتل الزعيم الليبي معمر القذافي.
- 2011: وفاة مؤسس أبل ستيف جوبز.
- 2011: مقتل زعيم تنظيم القاعدة أسامة بن لادن.
- 2012: وفاة الرئيس الجزائري الأسبق أحمد بن بلة.
- 2012: وفاة الرئيس الجزائري الأسبق الشاذلي بن جديد.
- 2013: وفاة الزعيم الأفريقي نيلسون مانديلا.
- 2013: وفاة رئيس فنزويلا هوغو تشافيز.
- 2013: وفاة رئيسة الوزراء البريطانية مارغريت ثاتشر.
- 2013: اغتيال السياسي التونسي شكري بلعيد.
- 2013: مقتل عالم الدين السوري محمد سعيد رمضان البوطي.
- 2014: وفاة الكاتب الكولومبي غابرييل غارثيا ماركيث.
- 2015: وفاة ملك السعودية عبد الله بن عبد العزيز آل سعود.
- 2015: وفاة الممثلة المصرية فاتن حمامة.
- 2015: وفاة رئيس الوزراء اللبناني الأسبق عمر كرامي.
- 2015: وفاة الممثل المصري نور الشريف.
- 2015: وفاة وزير الخارجية السعودي سعود الفيصل بن عبد العزيز آل سعود.
- 2015: وفاة السياسي اللبناني أنطوان لحد.
- 2015: وفاة الممثل المصري والعالمي عمر الشريف.
- 2015: وفاة الروائي المصري جمال الغيطاني.
- 2015: وفاة أقدم سجين لبناني في إسرائيل سمير القنطار.
- 2015: وفاة وزير الخارجية العراقي طارق عزيز.
- 2016: وفاة الزعيم الكوبي فيدل كاسترو.
- 2016: وفاة الكاتب المصري محمد حسنين هيكل.
- 2016: إعدام رجل دين شيعي سعودي نمر النمر.
- 2016: وفاة السياسي المصري بطرس بطرس غالي.
- 2016: وفاة المفكر السوداني حسن الترابي.
- 2016: وفاة لاعب كرة القدم الهولندي يوهان كرويف.
- 2016: وفاة سيّدة الولايات المتحدة الأولى الأسبق نانسي ريغان.
- 2016: وفاة المفكر السوري جورج طرابيشي.
- 2016: وفاة المغني الأمريكي برنس.
- 2016: وفاة الممثل المصري سيد زيان.
- 2016: وفاة زعيم جبهة البوليساريو محمد عبد العزيز.
- 2016: وفاة الملاكم الأمريكي محمد علي كلاي.
- 2016: وفاة آن ملكة رومانيا.
- 2016: وفاة العالم المصري أحمد زويل.
- 2016: وفاة الرئيس الإسرائيلي الأسبق شمعون بيريز.
- 2016: وفاة المغني والملحن اللبناني ملحم بركات.
- 2016: وفاة عالم دين سوري محمد سرور.
- 2016: وفاة الممثل المصري أحمد راتب.
- 2017: وفاة الرئيس الموريتاني الأسبق إعلي ولد محمد فال.
- 2017: وفاة الممثلة المصرية شادية.
- 2017: وفاة مستشار ألمانيا هلموت كول.
- 2017: مقتل الرئيس اليمني علي عبد الله صالح.
- 2018: وفاة الكاتب المصري إبراهيم نافع.
- 2018: وفاة أحد أبرز الطهاة في تاريخ فرنسا بول بوكوز.
- 2018: وفاة مؤرخ الشرق الأوسط البريطاني برنارد لويس.
- 2018: وفاة الممثلة المصرية مديحة يسري.
- 2018: وفاة الموسيقار المصري سعد محمد حسن.
- 2018: وفاة مؤسس إيكيا إينغفار كامبراد.
- 2018: وفاة العالم الفيزيائي ستيفن هوكينج.
- 2018: اغتيال العالم الفلسطيني فادي البطش.
- 2018: وفاة الأمين العام السابع للأمم المتحدة كوفي أنان.
- 2018: وفاة السيناتور الأمريكي جون ماكين.
- 2018: وفاة الرئيس الأمريكي السابق جورج بوش الأب.
- 2018: اغتيال الصحفي السعودي جمال خاشقجي.
- 2019: مقتل المعارض السوري عبد الباسط الساروت.
- 2019: وفاة البطريرك اللبناني نصر الله بطرس صفير.
- 2019: وفاة الممثل المصري فاروق الفيشاوي.
- 2019: وفاة السياسي الجزائري عباسي مدني.
- 2019: وفاة الرئيس المصري محمد مرسي.
- 2019: وفاة الرئيس التونسي الباجي قائد السبسي.
- 2019: وفاة الرئيس التونسي زين العابدين بن علي.
- 2019: وفاة رئيس إندونيسيا الثالث يوسف حبيبي.
- 2019: وفاة رئيس زيمبابوي روبرت موغابي.
- 2019: وفاة الرئيس الفرنسي جاك شيراك.
- 2019: مقتل اللواء السعودي عبد العزيز الفغم.
- 2019: مقتل زعيم تنظيم داعش أبو بكر البغدادي.
- 2019: وفاة رئيس الأركان الجزائري أحمد قايد صالح.
- 2019: وفاة المهندس والباحث والمفكر السوري محمد شحرور.